# ホンダ・フィット
フィット（Fit、FIT）は、本田技研工業が生産・販売しているハッチバック型の小型乗用車である。

## 概要
日本では2001年6月にロゴの後継車として登場した。軽自動車を除くホンダの乗用車では最も小型であり、同時期同クラスの他車種と比べて優れた低燃費性能・立体駐車場に入庫可能な車高でありながら広い室内空間と広いラゲッジスペース・シンプルながら洗練されたスタイルなどで老若男女誰にでも適合する万能車であり、きわめて割安な価格も実現したことで空前の大ヒット、コンパクトカーのベンチマークの一つとして評されている。2002年には日本国内における年間販売台数で33年間トップを守り続けたトヨタのカローラを上回りトップとなった。
センタータンクレイアウトと呼ばれるホンダ独自の特許技術により、同クラスのコンパクトカーに比べ広い室内空間を実現している。

## 初代 GD1/2/3/4型（2001年 - 2007年）
プラットフォームにはセンタータンクレイアウトを採用したグローバルスモールプラットフォームが採用されている。このプラットフォームは、のちにモビリオ、モビリオスパイク、フィットアリア、エアウェイブ、そして、欧州向け3代目シビック（3ドアおよび5ドアハッチバック）にも採用された。
発売当初の搭載エンジンは、新機構である「i-DSI」を採用したL13A型エンジンのみで、トランスミッションは、ホンダマルチマチックSと呼ばれるCVTのみの設定であった。後に、1.5 L VTEC仕様のL15A型エンジンとホンダマルチマチックS+7スピードモード（7速自動変速モード）が、また、1.5 LのFF車に5速MTが追加された（1.5AのMT仕様は遅れて追加）。なお、この初代GD系のMT車を除くホンダマルチマチック車はその後、発進時の振動（ジャダー）が多発し、トランスミッションの保証期間が2年間延長された。保証延長後も発進時の振動は根本的には解決しておらず、中古車市場でGD系フィット、プラットフォームを共有するモビリオ(スパイク含)、フィットアリア、エアウェイブの早期の価格下落に拍車がかかった。
デビュー当初の日本国内での月販目標台数は8,000台だったが、受注台数は発表後1か月でそれを大きく上回る約48,000台を記録した。この数値は3代目プリウスが出るまでは日本車歴代トップだった。その年の10月、グッドデザイン賞を受賞し、11月には2001-2002「日本カー・オブ・ザ・イヤー」と2002「RJCカー・オブ・ザ・イヤー」を受賞。さらに、同年（2002年）の日本国内での年間販売台数で33年間トップを守り続けたトヨタのカローラを上回りトップとなった。2007年6月末に、世界累計販売台数が200万台を達成した。

### 年表

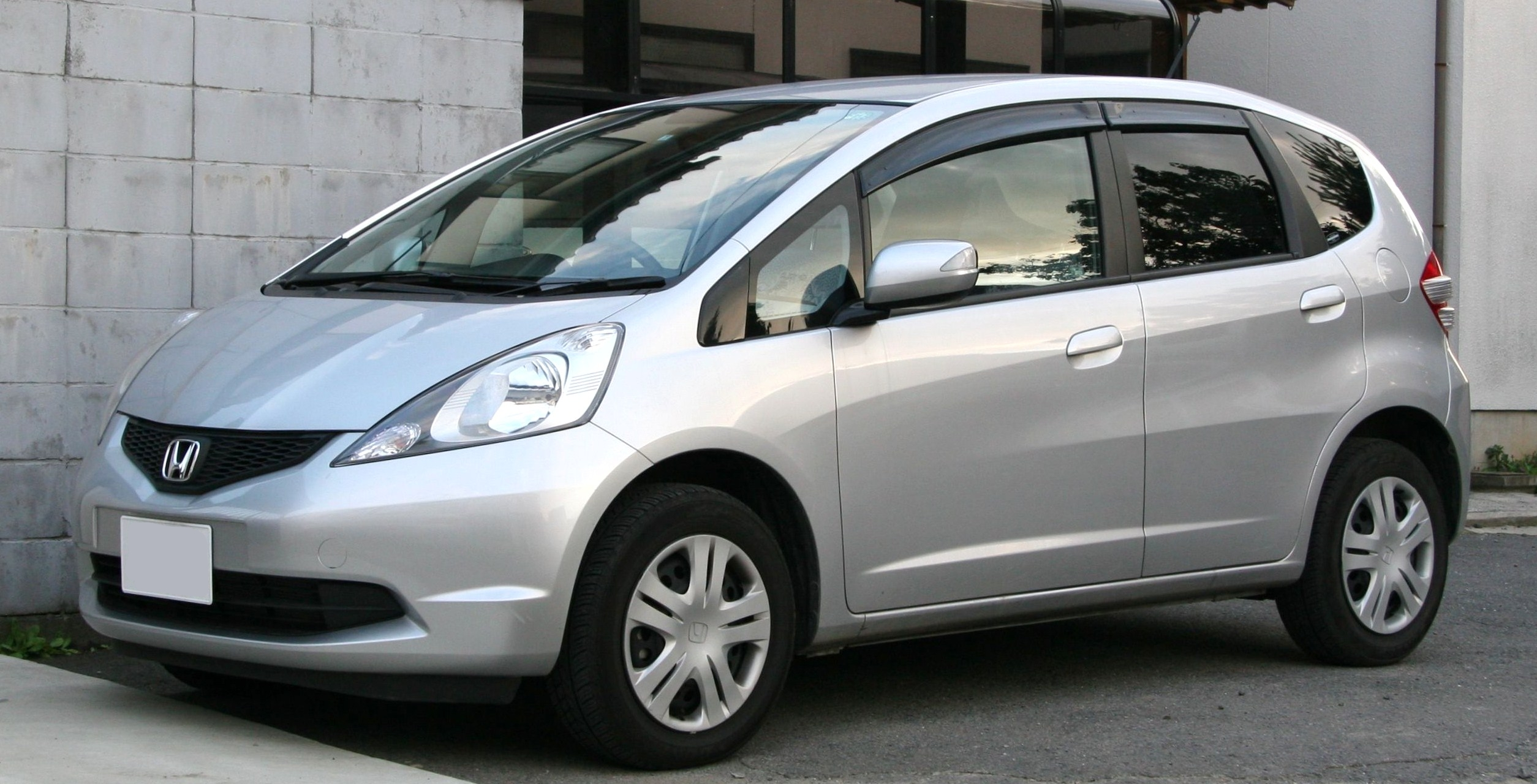
初期型
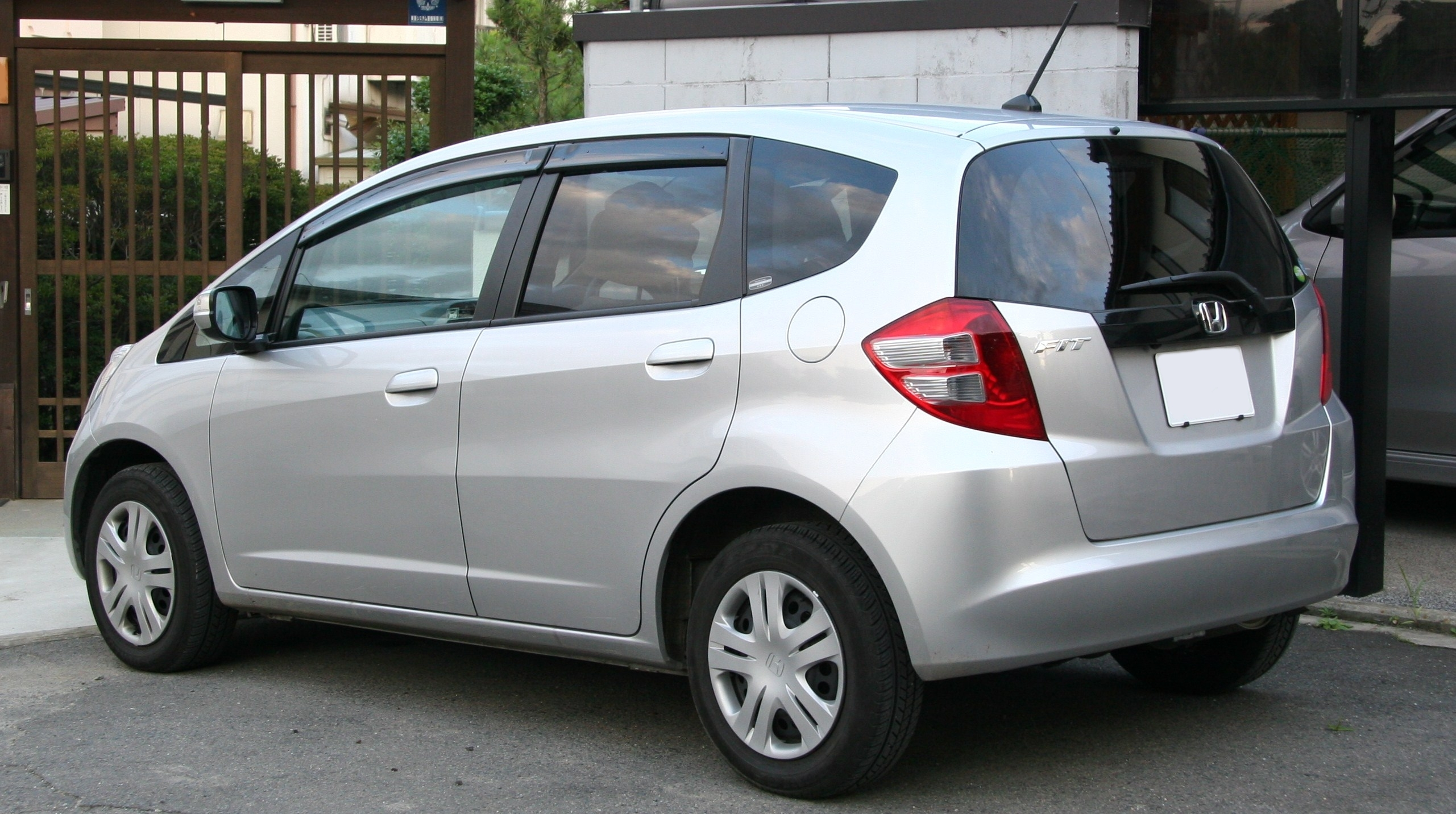
初期型 後面
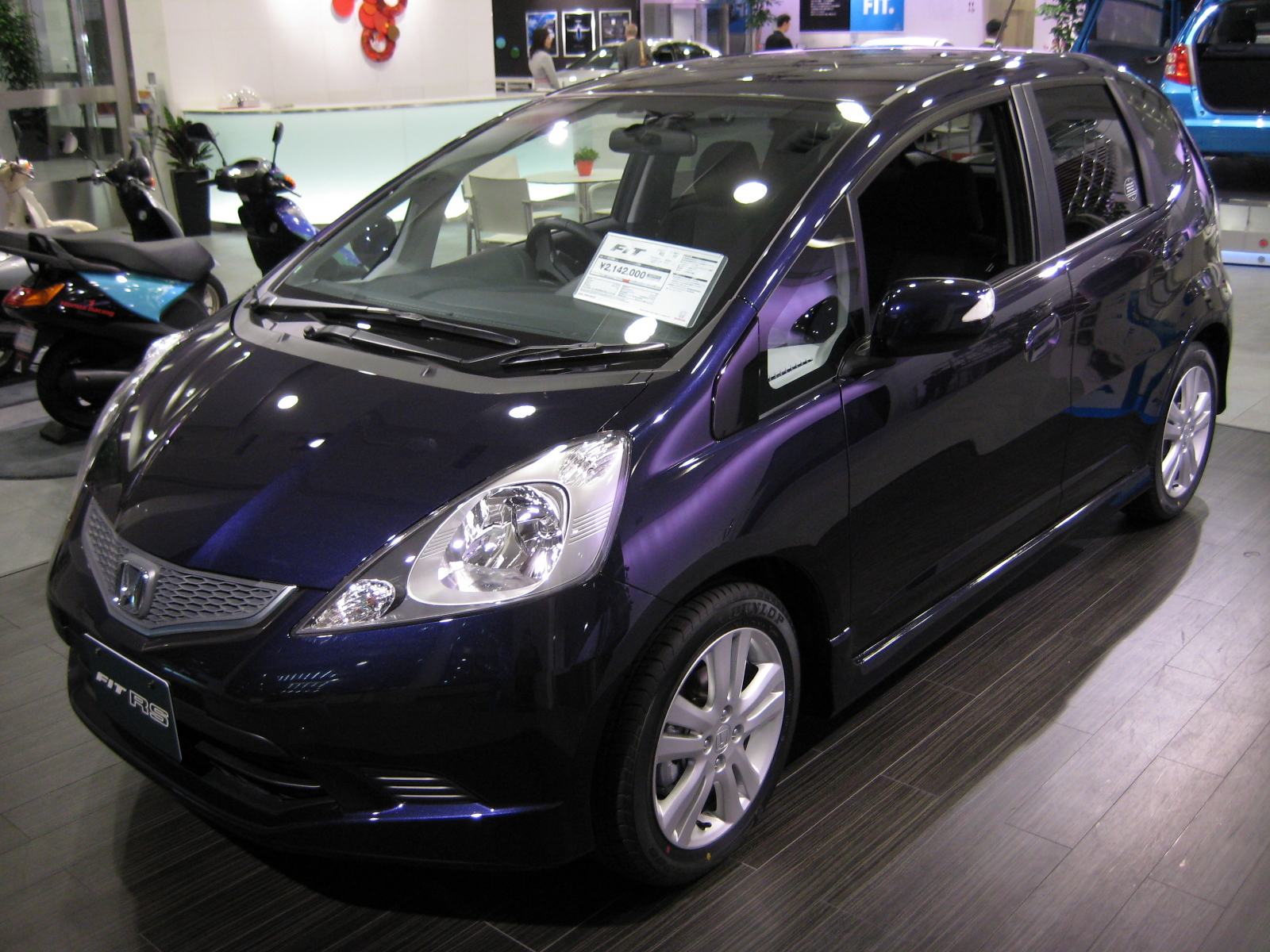
初期型 RS
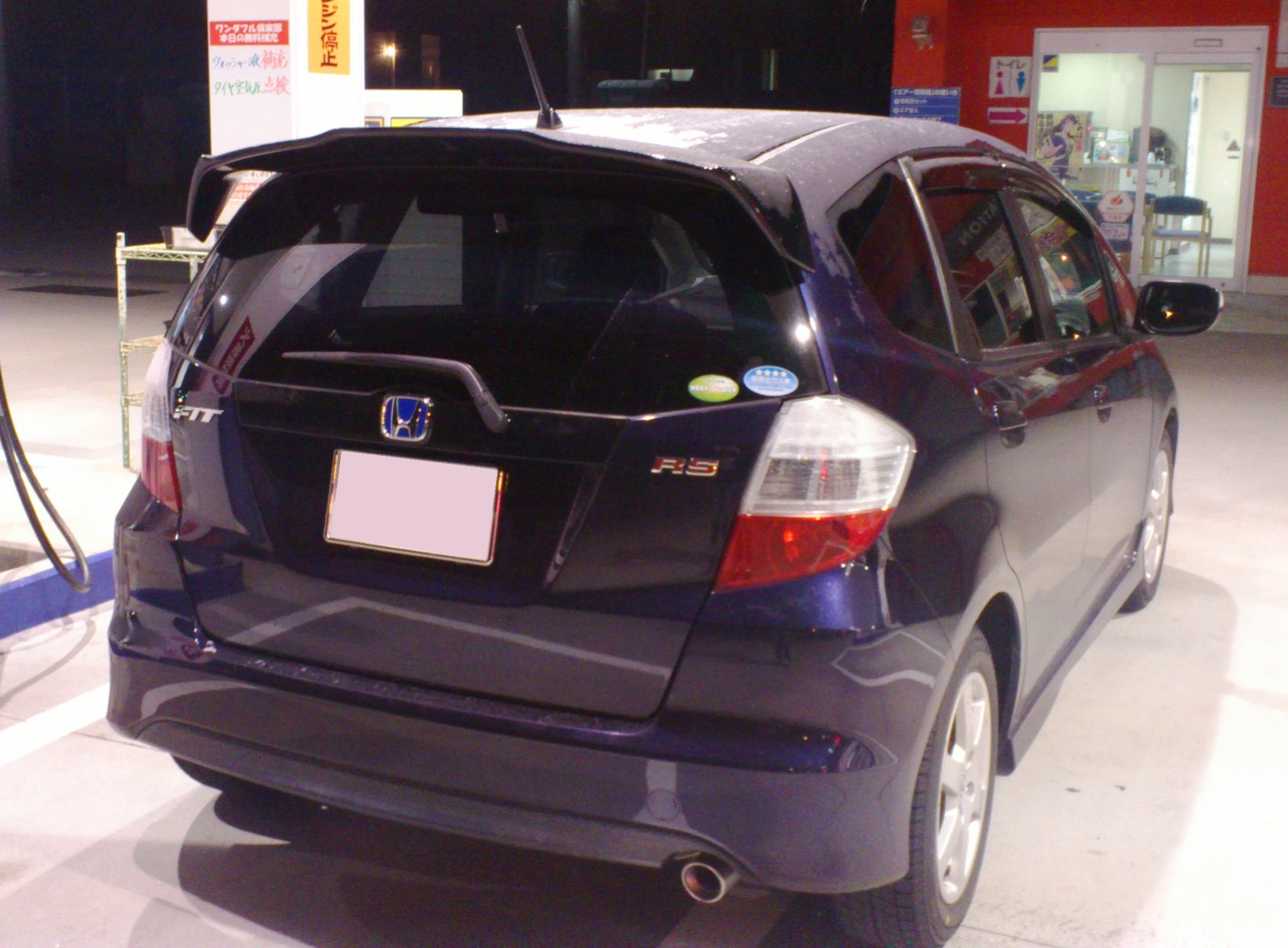
初期型 RS　後面
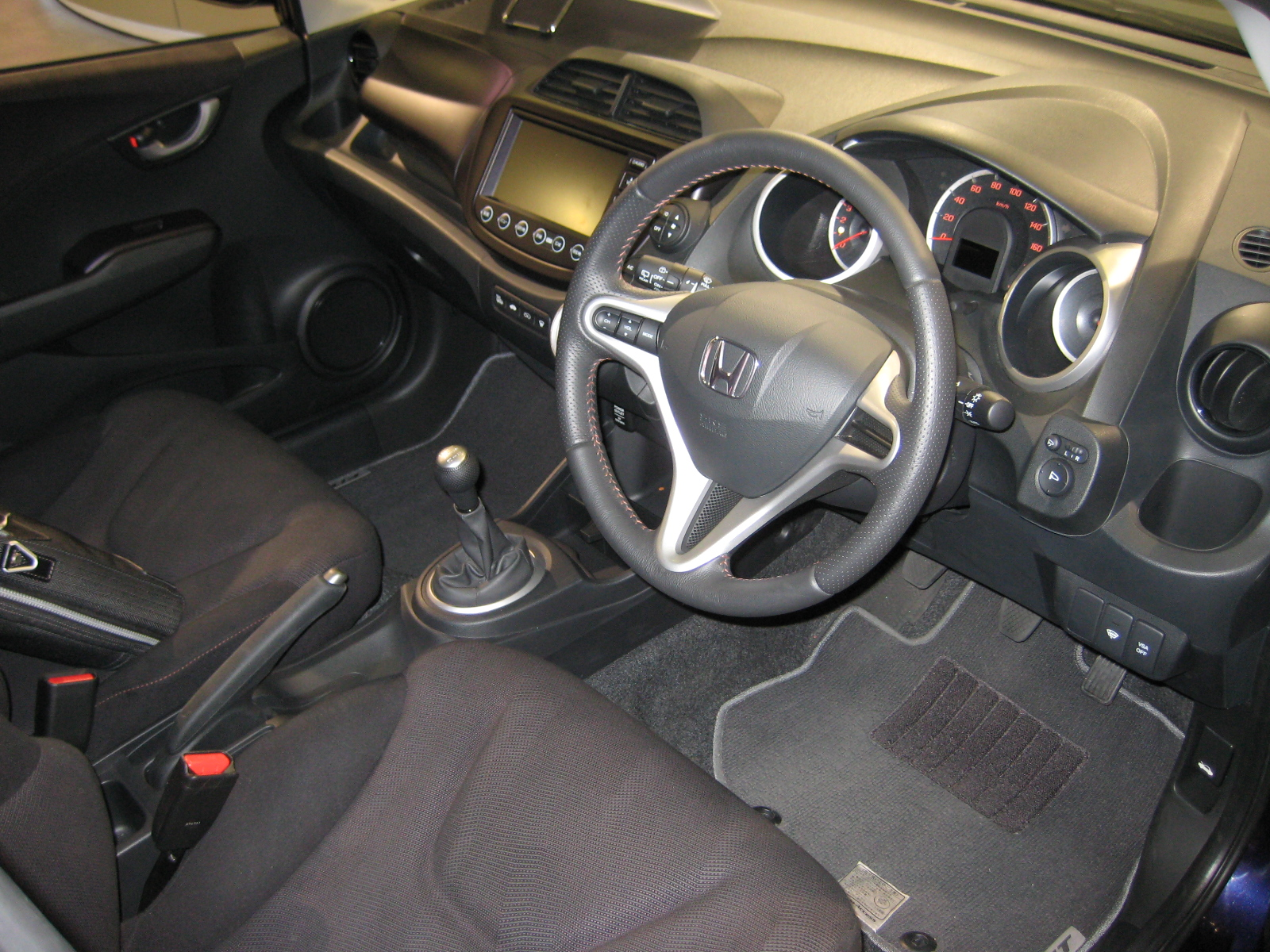
初期型 RS 室内

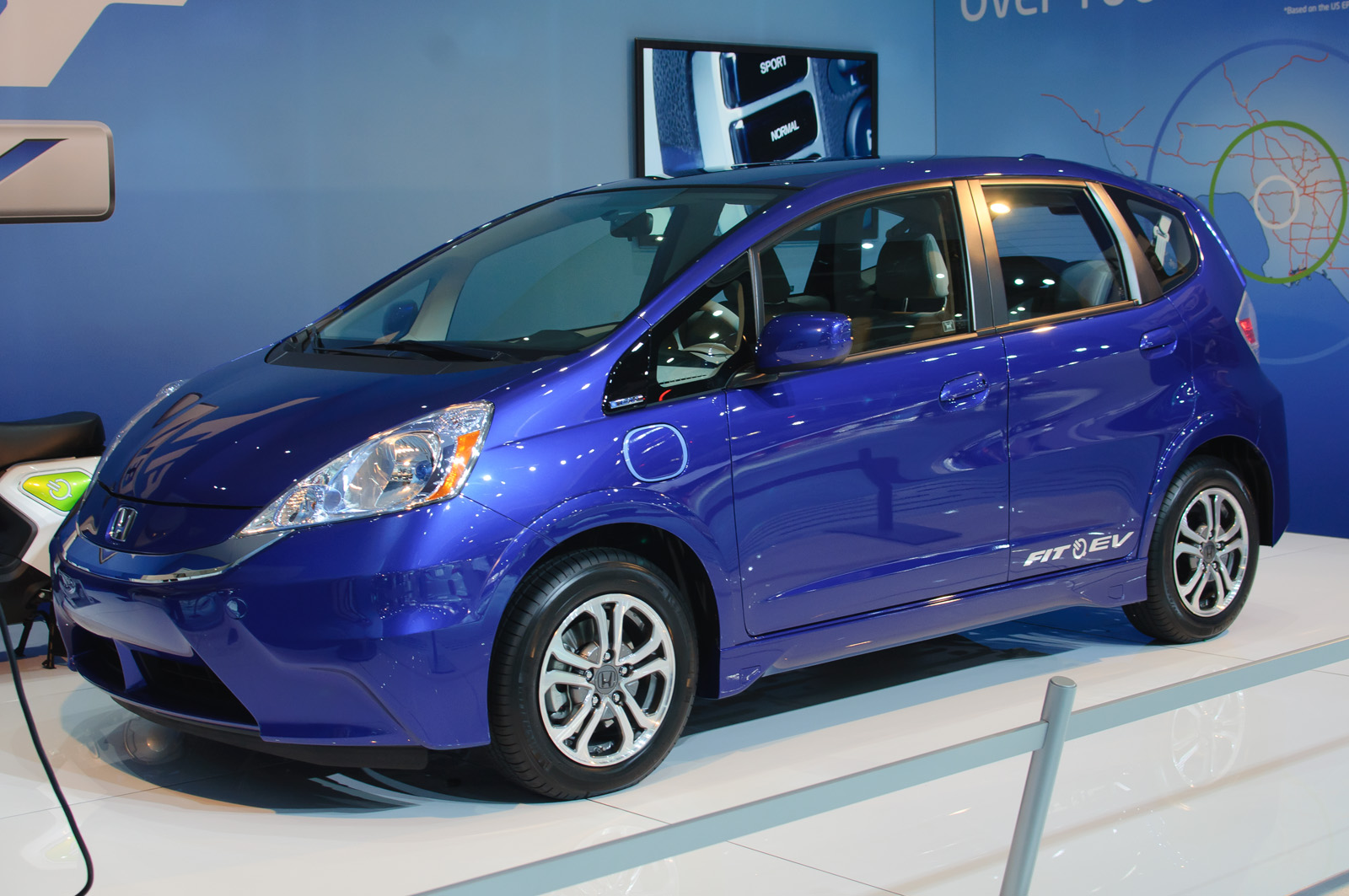
EV（北米仕様）

2001年5月18日
新世代エンジン「iシリーズ」の第2弾として、1.3 L 4気筒ガソリンエンジン「i－DSI」を新開発。同年6月発表予定の新型スモールカーに搭載すると発表。
2001年6月21日
「フィット」を発表。(6月22日発売。ただし4WD車は7月31日、福祉車両のフィット・アルマスは9月上旬より発売）
キャッチフレーズは「思い立ったが吉日生活」。
- 当初は「W」・「A」・「Y」の3タイプが設定された。月販目標台数は8,000台

2001年11月15日
2001-2002日本カー・オブ・ザ・イヤーを受賞。
2001年11月20日
2002RJCカー・オブ・ザ・イヤーを受賞。
2002年1月10日
2001年6月の発売から2001年12月末までの約6か月で累計販売台数10万台を達成。
ホンダの登録車としては、「ストリーム」の10か月を上回る、過去最短期間での達成となった。
2002年7月4日
2001年6月の発売から1年未満で累計販売台数20万台を達成。
ホンダの登録車としては、「オデッセイ」の発売21か月を上回る、過去最短期間での達成となった。
2002年9月12日
1.5 Lエンジン搭載車「1.5T」を追加。（9月13日発売。「フィット・アルマス 1.5T」は10月15日発売）
「1.5T」は新開発の1.5 Lエンジン「L15A」型エンジンと「ホンダマルチマチックS+7スピードモード」を搭載。専用のメーカーオプションとしてハーフシェイドウィンドウ、オートエアコン、電動格納ミラーをパックにした「Lパッケージ」や大型テールゲートスポイラーなどを設定した。
2002年11月14日
「1.3A」と「1.3W」を一部改良。
HIDヘッドランプやハイマウントストップランプがメーカーオプションに設定され、キーレスエントリーにアンサーバック機能を追加した。
2003年1月9日
2002年国内累計販売台数が250,790台となり、日本国内の登録車販売において第1位になったと発表。
2002年12月には、発売後約1年半で日本国内累計販売台数が35万台を突破したことを合わせて発表。
2003年4月10日
1.3L・FF車を改良し「超−低排出ガス」認定を取得。（4月11日発売。「フィット・アルマス」は4月18日発売）
2003年4月23日
ブラジルでの現地生産を開始。
2003年10月6日
2001年6月の発売後28か月目で、日本国内販売累計50万台を達成したと発表。
2003年10月21日
一部改良。（同日発売。「フィット・アルマス」は11月7日発売）
内装に「シフォンベージュインテリア」を設定した（「1.3Y」を除く）。新たに「Hondaスマートカードキーシステム（イモビライザー機能付）」を設定した。「超-低排出ガス」認定を全タイプに拡大した。さらに、サスペンションチューニング、フロントスタビライザー径のアップ、フロア改良により乗り心地や操縦安定性を向上したほか、パワーステアリングモーターの容量アップや低フリクション化によりより自然なステアリングフィールを実現した。「1.5T」のFF車にはリアディスクブレーキが追加設定された（15インチアルミホイールとセットオプション）。ボディーカラーに「ショアラインベージュ・メタリック」を追加された代わりに、「エターナルブルー・パール」が廃止された。また「1.3W」に設定されていた本革巻ステアリングホイールは廃止された。
2003年11月18日
タイで生産・販売を開始。車名は「ジャズ」（Jazz）。
2003年12月25日
一部改良。（2004年1月13日発売）
ボディカラーに「マッチャクレム」、「カラメルクレム」を新設定したほか「バニラクレム」を全国限定3,000台の限定色として追加。また、全タイプが平成17年排出ガス規制に適合し、1.3 L車が「平成17年排出ガス基準75 %低減レベル（☆☆☆☆）」を、1.5 L車が「平成17年排出ガス基準50%低減レベル（☆☆☆）」をそれぞれ取得した。
2004年6月10日
マイナーモデルチェンジ。（6月11日発売）
キャッチフレーズは「あなたの自由にフィットする」。
1.3L車は専用エアロバンパーとサイドステップなどを装備したスポーティグレードの「S」を追加し、1.5L車は従来の「T」が廃止され、1.3L車と同じスポーティグレードの「S」、ベーシックグレードの「A」、上級グレードの「W」の3グレードとなり、「W」と「S」のFF車に5速MT仕様が追加された(後にAにも追加)。ホンダマルチマチックS+7スピードモードはパドルシフト式に改良された。バンパーやフロントグリルを変更し、LEDブレーキランプおよびテールランプ（全車）、LEDドアミラーウインカー（一部）を装備した。内装ではステアリングホイール、シフトノブのなどのデザインが変更された他にメーターを一新し、1.5L車は自発光タイプとなる。また、エンジンなどをさらに高効率化したことで全車「平成22年度燃費基準+5%」を達成した。
2004年12月16日
1.3A特別仕様車「ウエルカム エディション」を発売。
「1.3A」をベースに、Hondaスマートカードキーシステム（イモビライザー機能付）、ドアミラーウィンカー (LED) 、エアクリーンフィルターなどを装備し機能を充実するとともに、専用ボディカラー「クリスタルアクア・メタリック」を設定。
2005年4月14日
両腕が不自由な人向けに両足で運転できる足動運転補助装置「Honda・フランツシステム」搭載車を設定。
2005年6月24日
本田汽車（中国）有限公司がジャズの欧州への輸出を開始。
2005年12月8日
マイナーモデルチェンジ。（12月9日発売。助手席回転シート車は2006年1月6日発売）
キャッチフレーズは「Big performance」で、CMにはマリア・シャラポワが起用された。
フロントグリル、前後ランプ周りのデザインを変更。スポーティーグレードの「1.3S」・「1.5S」は、フロントディスクブレーキ径を14インチに拡大し、リアディスクブレーキ（それ以前は、1.5 L FFのみメーカーオプション）と15インチアルミホイールを標準装備化するなど、より差別化が図られ、4WD車が廃止された。また、キーレスシステムが「Hondaスマートキーシステム」となり、「1.5W」に標準装備、「1.3/1.5S」と「1.3W」にオプション設定された。また、「平成17年基準排出ガス75%低減レベル（☆☆☆☆）」を全タイプに拡大認定された。ボディカラーは4色が追加された。
2006年1月10日
北米国際自動車ショーにおいて、2006年4月に発売を予定している米国向け「フィット」を発表。
2006年7月6日
1.3A特別仕様車「コンフォート エディション」、「HDDナビ コンフォート エディション」を発売。
2006年12月21日
「1.3AU」を追加し、1.3AU特別仕様車「HDDナビ エディション」、1.5A特別仕様車「HDDナビ エディション」を発売。
「1.3A」をベースに、プライバシーガラスや電動格納ドアミラー（LEDターンランプなし）を標準装備し、装備内容を見直した「1.3AU」を追加した。同時に「1.3AU」と「1.5A」をベースに「Honda HDDインターナビシステム」を装備した特別仕様車「HDDナビエディション」を発売した。HDDナビのほかに1.3 L車にはマイクロアンテナを、1.5 L車には電動格納式リモコンドアミラー（LEDターンランプ付）、アレルフリー高性能脱臭フィルターなどを追加装備している。
2007年6月14日
1.3A特別仕様車「HID エディション」、「HDDナビ HID エディション」、1.5A特別仕様車「コンフォート エディション」、「HDDナビ コンフォート エディション」を発売。
1.3A特別仕様車「HID エディション」はディスチャージ（HID）ヘッドランプ、プライバシーガラス、マイクロアンテナを、1.5A特別仕様車「コンフォート エディション」にはフルオートエアコン、イモビライザーを装備した。さらに両タイプ共通で電動格納式リモコンカラードドアミラー（LEDターンランプ付）、アレルフリー高機能フィルターなども装備を機能を充実させた。また、前述の装備に加えHonda HDDインターナビシステムを装備した「1.3A HDDナビ HID エディション」・「1.5A HDDナビ コンフォート エディション」も同時発売した。
2007年7月17日
「フィット」および「ジャズ」の世界累計販売台数が、2007年6月末で200万台を達成したと発表。
2007年9月
生産終了。以後、在庫対応分のみの販売となる。
2007年10月
2代目と入れ替わる形で販売終了。
2009年10月21日（補足）
日本カー・オブ・ザ・イヤー2009-2010特別賞『Best 3rd Decade Car賞』を受賞。

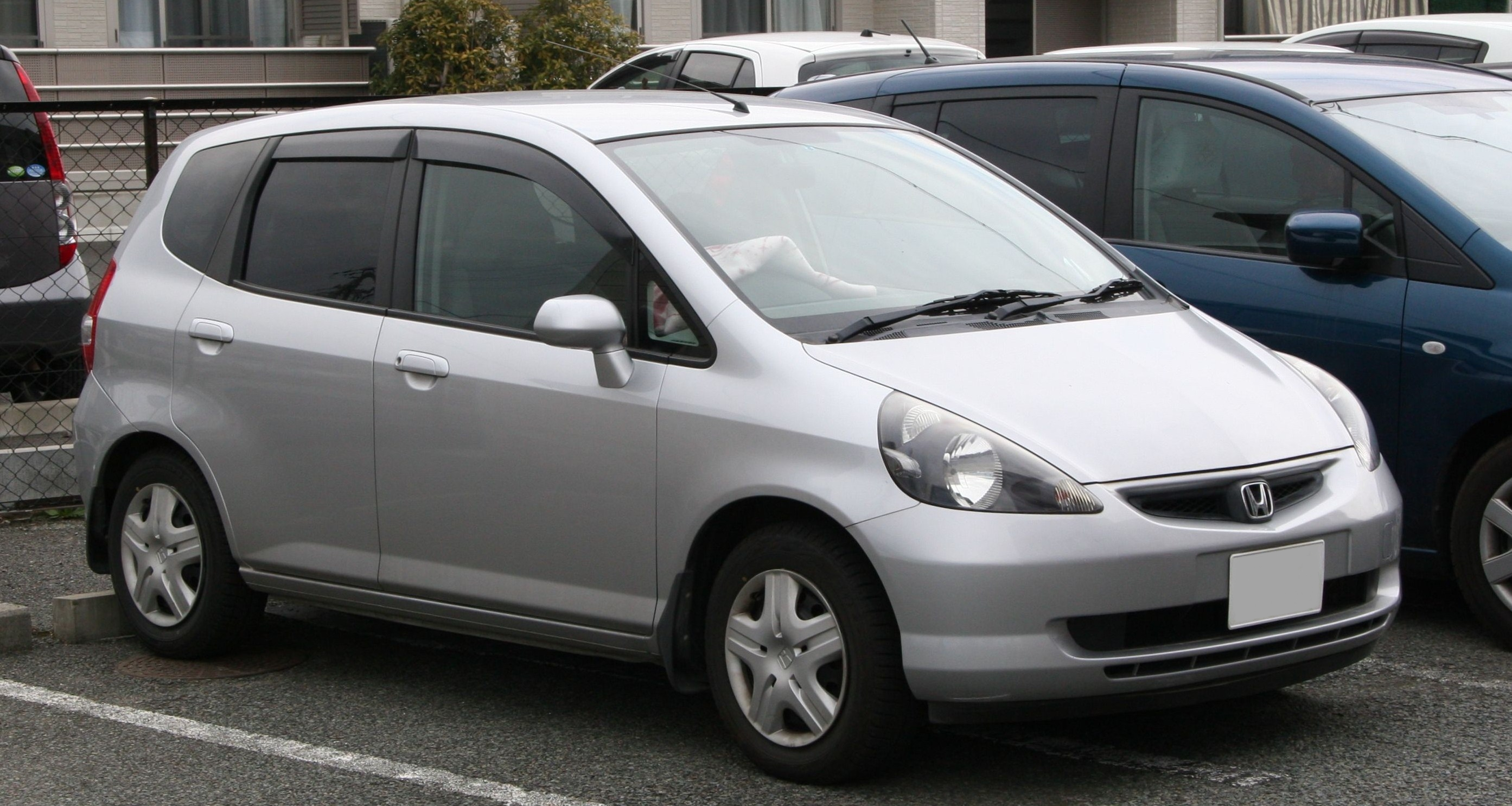
初期型（2001年6月 - 2004年6月）
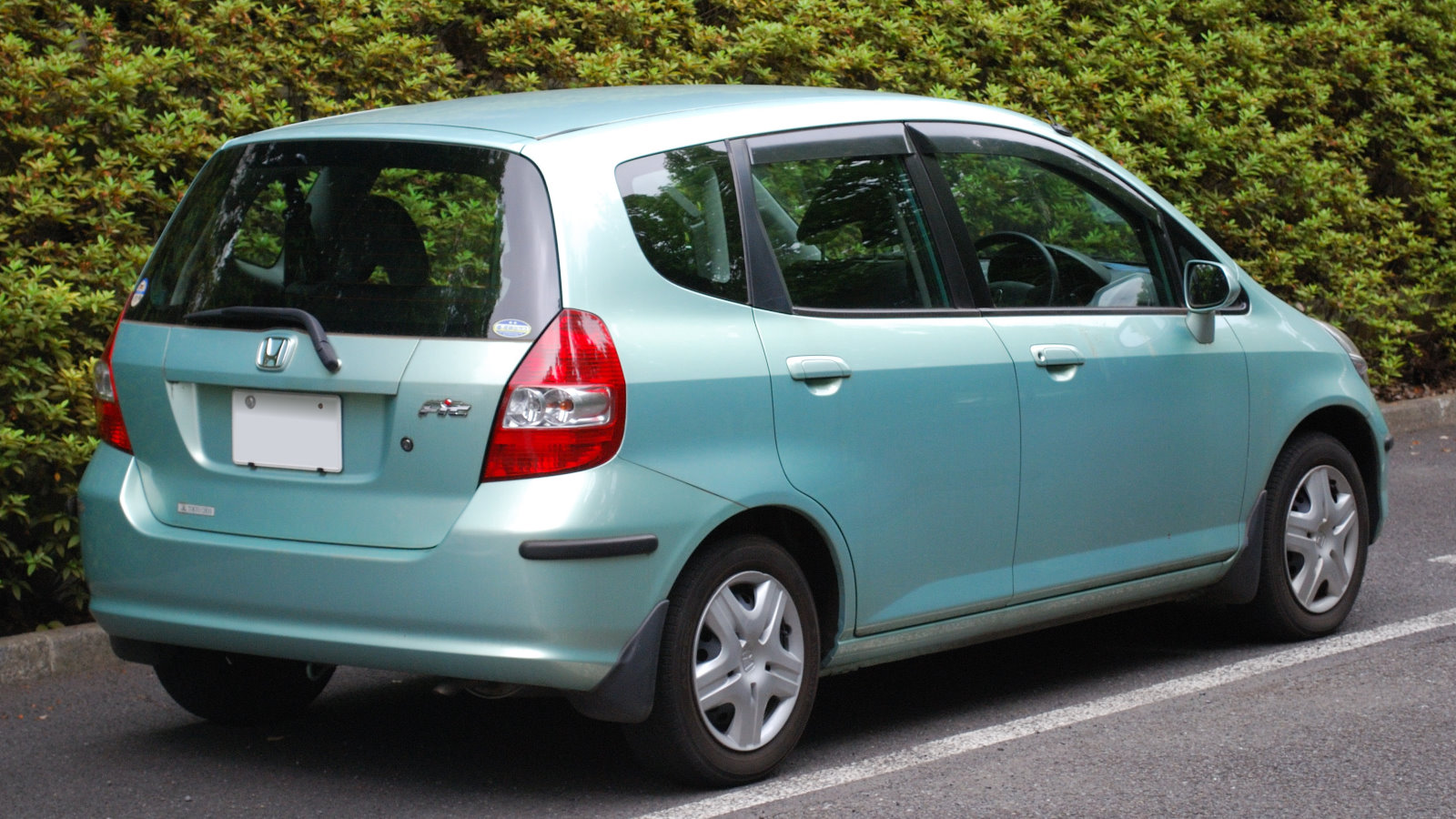
初期型（2001年6月 - 2004年6月）後面
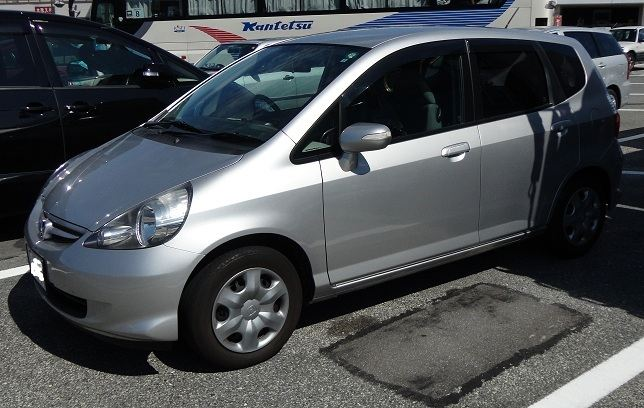
改良型（2005年12月 - 2007年10月）
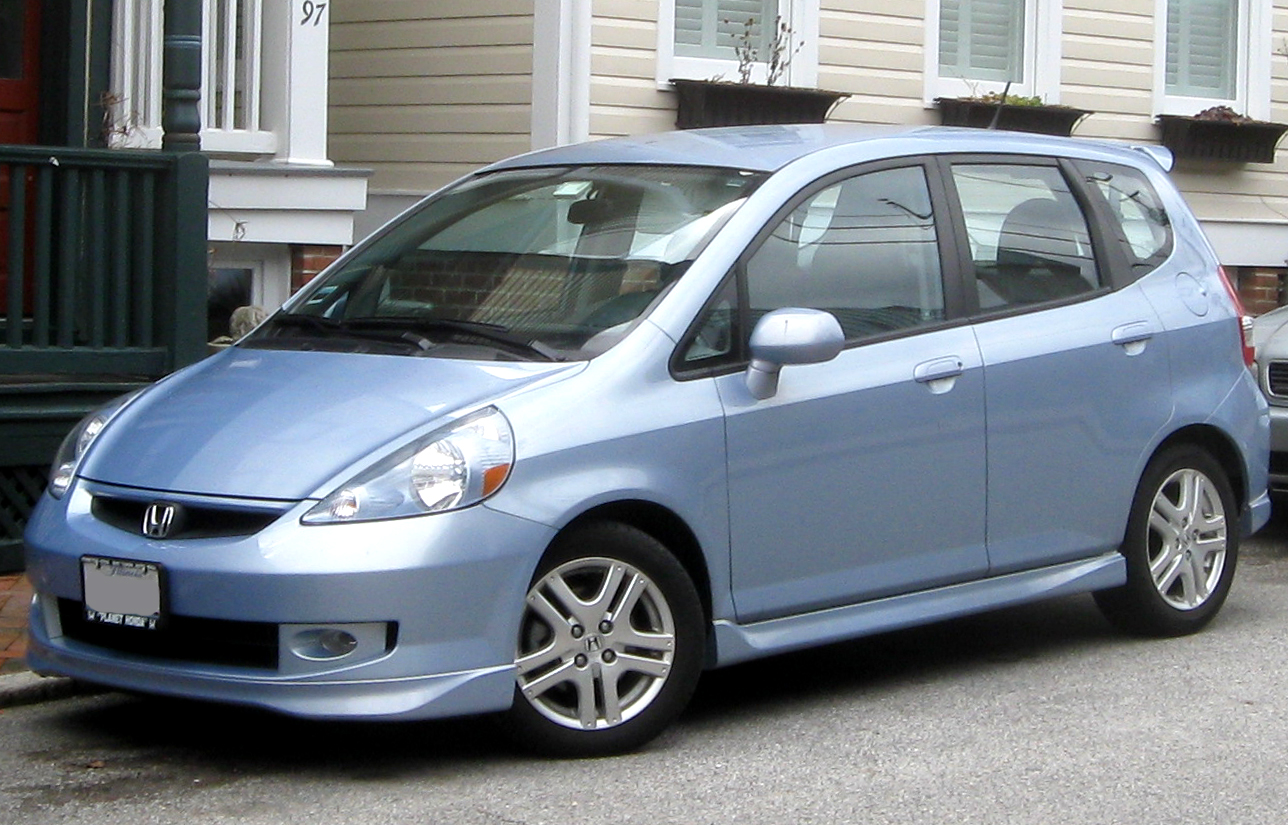
北米仕様
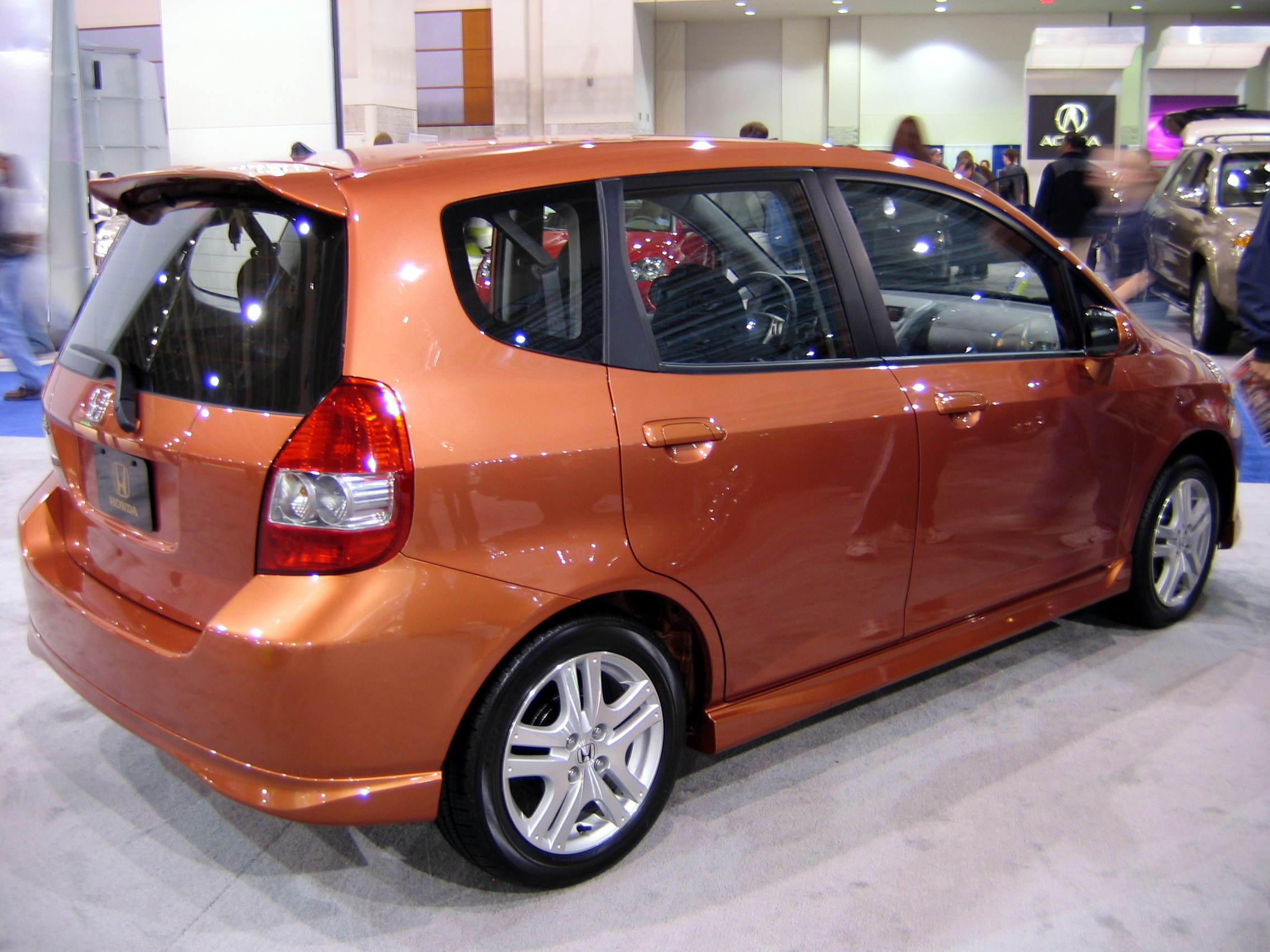
北米仕様 後面
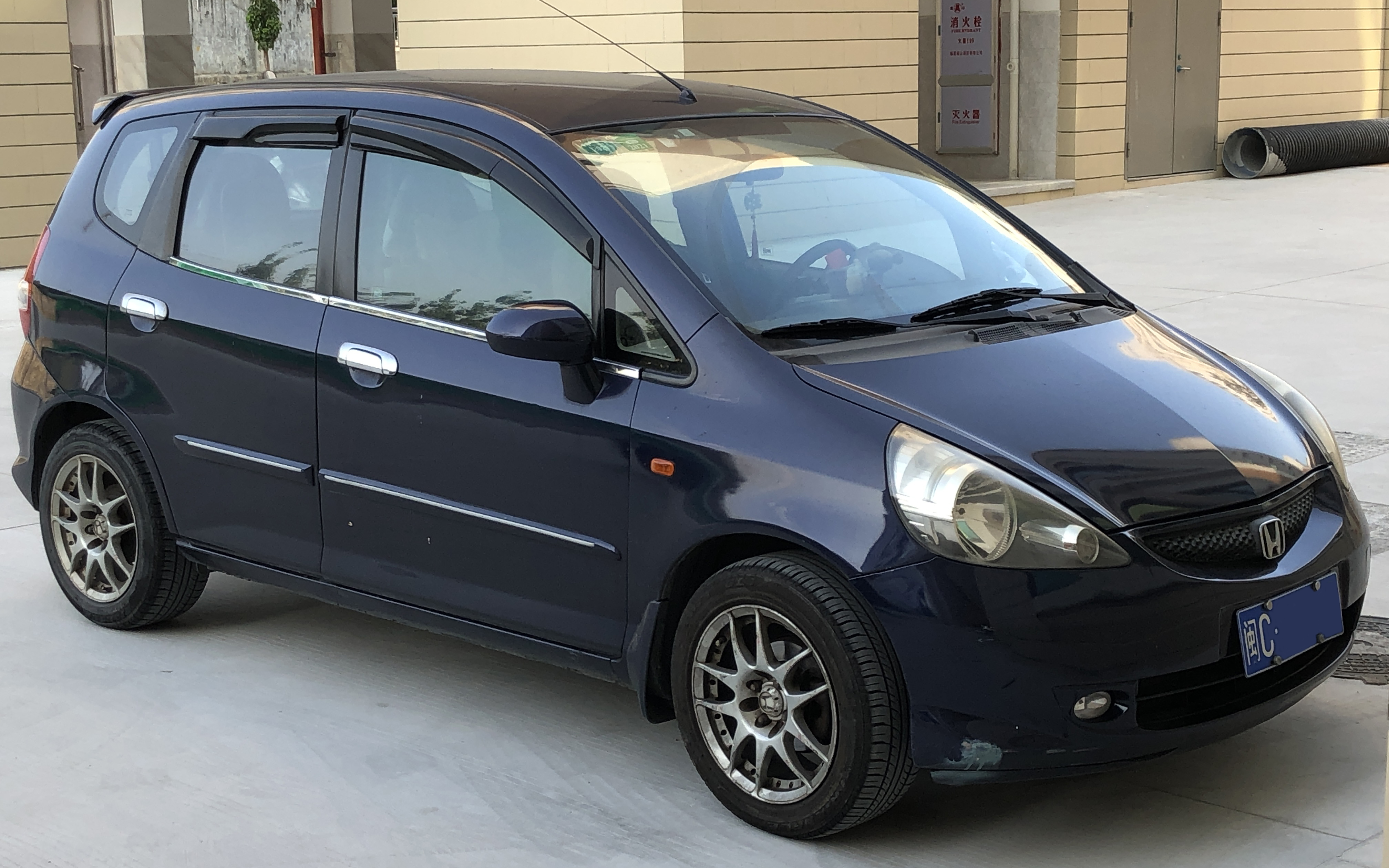
中国仕様
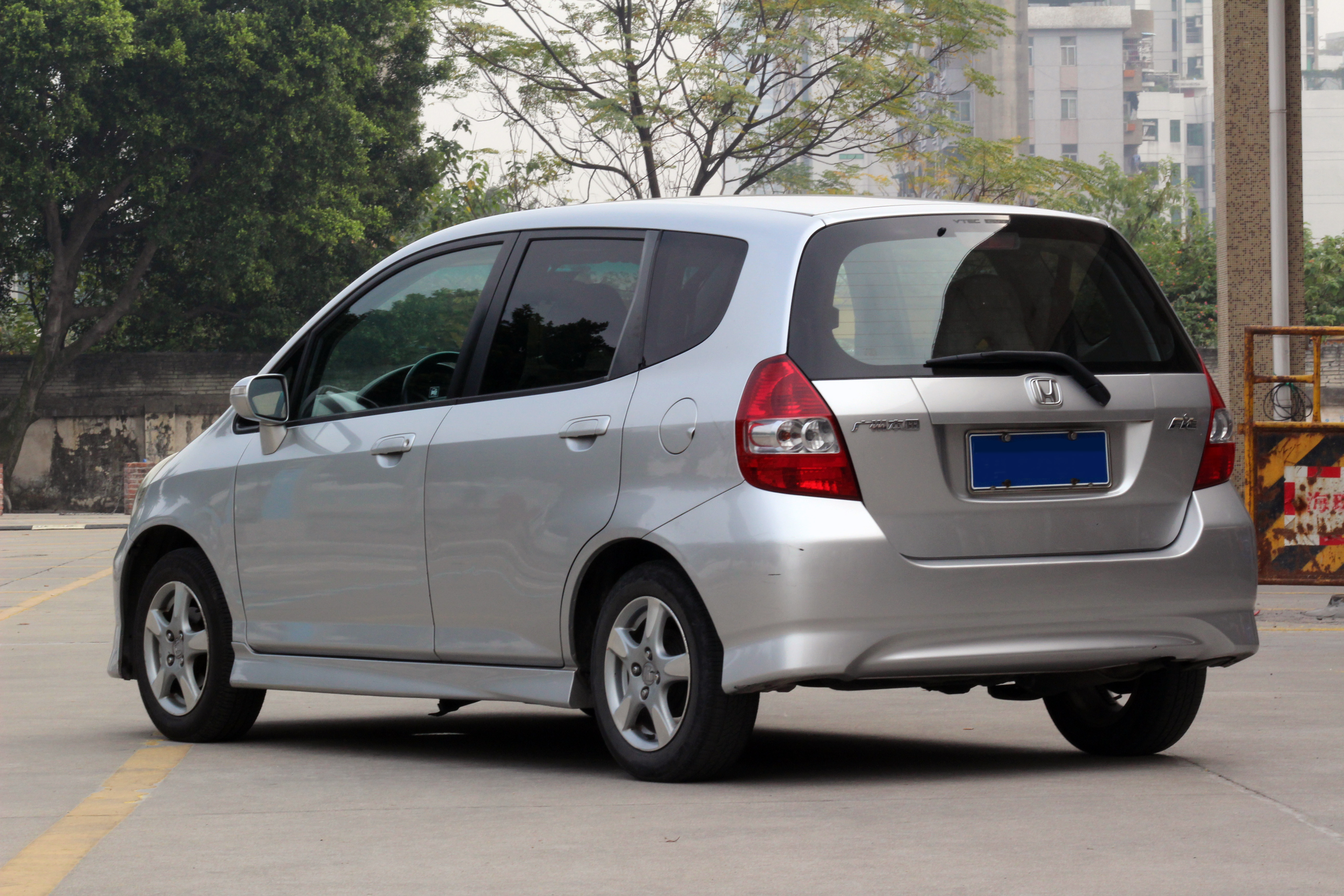
中国仕様 後面

## 2代目 GE6/7/8/9型（2007年 - 2013年）
2007年10月18日に2代目へのフルモデルチェンジが発表され、日本では10月26日に販売が開始された。月間販売目標は12,000台と発表されている。
先代と比べてボディは一回り大きくなり、全幅は5ナンバーサイズいっぱいの1,695mmとなった。スタイリングは先代GDのキープコンセプトを基本にシャープさと流麗さを取り入れ男性層にもアピールし2代目GE・GP1系も先代に続き大ヒットとなった。
エンジンは従来どおりのL13AおよびL15Aであるが、i-VTEC仕様に改良された（L13A：100PS, L15A：120PS）。L13A型はi-DSIから1バルブ休止型VTECへ、L15A型は1バルブ休止型VTECから低速域と高速域で切り替える高出力型VTECへ変更となった。後者については、新たに低速側のロッカーアームを高強度アルミ材を用いたL字型とすることで、従来の高出力型VTECでは3つのロッカーアーム（及び3つのカムローブ）が必要だったのに対し、コンパクトな2ロッカーで低速域と高速域を切り替える構造とした
トランスミッションは、FF仕様にはCVTが組合わされ、4WD仕様には5速ATが組合わされている。CVTは初代で採用されたクラッチ部に湿式多板クラッチを使用したタイプに替わり、ホンダでは初採用となった、クラッチ部にトルクコンバータを使用したタイプが採用された。当初、1.5L仕様はスポーツグレードの「RS」のみで、FF仕様には5速MTも組合わされていた。また発売当初、RSのMT車の車両本体価格は同一グレードのCVT車よりも20万円以上高額だったが、これは標準装備が大きく異なるためであった。この価格差は、2009年11月の一部改良によって、ほぼ同一の標準装備に改められて解消された。
初代同様、販売は好調で、2007年11月から2008年9月まで国内乗用車販売台数で11か月連続首位を記録している。2008年3月、2007年度登録乗用車販売台数で第1位を獲得し、12月には2008年登録車販売台数で第1位を獲得した。
2009年6月10日にはインド市場にもジャズが投入された。パワートレーンは1.2L i-VTECエンジンと5速MTの組み合わせのみとなる。また、同年10月7日に英国スウィンドン工場でもフィットの生産が開始された。
2010年10月8日にマイナーモデルチェンジを実施し、エクステリアを変更。RSには同クラスの日本車で初採用となる6速MTが採用された。同時にフィットハイブリッドを新設定した。

### 年表
2007年10月18日
フルモデルチェンジ。（10月26日発売）
キャッチフレーズは「進化とは、フィットすること。」で、CMソングはクイーンの『イッツ・ア・ビューティフル・デイ』。
1.3L車は「G」と「L」の2タイプ、1.5L車は「RS」のみとなる。
2007年11月21日
2007-2008日本カー・オブ・ザ・イヤーを受賞。
2007年12月6日
2001年6月の発売から6年6か月（78か月目）で、日本国内販売累計100万台を達成した、と発表。
この記録は1997年4月発売の「ライフ」の79か月目を上回りホンダとして最速である。
2008年4月4日
2007年度（2007年4月-2008年3月）の販売台数が148,253台となり、日本国内の登録車販売において第1位になったと発表。
フィットが登録車の年度累計販売台数で第1位となったのは、2002年度（2002年4月-2003年3月）以来2回目である。
2008年6月19日
特別仕様車「ハイウェイ エディション」を発売。
全タイプに設定されており、共通でETC車載器、ハーフシェイド・フロントウィンドウ、「コンフォートビューパッケージ（FF車のみ。4WD車はベース車に標準装備）」が装備される他、「G」には「Fパッケージ」※の装備が、「L」にはHIDヘッドライトが、「RS」には「Sパッケージ」の装備がそれぞれ追加され、「RS」の5速MT車にはさらに「Hondaスマートキーシステム」も追加される。
※「Fパッケージ」の装備
ドアミラーウインカー、電動格納式リモコンカラードドアミラー、高熱線吸収／UVカット機能付プライバシーガラス（リアドア／リアクォーター／テールゲート）、運転席ハイトアジャスター（ラチェット式）、セキュリティアラーム（国土交通省認可品）、アレルフリー高性能脱臭フィルター
2009年1月8日
2008年（1月-12月）の販売台数が174,910台となり、登録車販売において第1位となったと発表。
ホンダの登録車が年間累計販売台数で第1位となったのは、初代フィットが2002年に獲得して以来2回目である。
2009年5月21日
特別仕様車「スマートスタイル エディション」を発売。
「G」・「L」をベースに人気の高い「Hondaスマートキーシステム」や専用スウェード調ファブリックシート、専用フロントグリルなどを特別装備とした。
2009年7月6日
2009年上半期（1月-6月）の販売台数が65,589台となり、登録車販売において第1位となったと発表。
2009年7月13日
「フィット」のハイブリッドモデルを2010年中に、日本国内で販売開始すると発表。
2009年11月26日
一部改良。
フロントコーナー（三角窓）に高熱線吸収/UVカット機能付ガラスを採用するとともに、「L」にはHIDヘッドライト、本革巻ステアリングホイール、エアコン連動温調機能付アッパーグローブボックスを、「RS」にはテールゲートスポイラーをそれぞれ標準装備し、「RS」のFF車は新デザインの16インチアルミホイールを採用した。同時に新タイプとして、「G」の装備にHondaスマートキーシステム、ETC車載器、ハーフシェイド・フロアウィンドウ、バニティミラー付サンバイザー（助手席側）、「Fパッケージ」の装備品を追加した「G・スマートセレクション」並びに「G・スマートセレクション」の装備に加え、LED仕様のリアコンビネーションランプ、クルーズコントロール、フルオート・エアコンディショナー、運転席&助手席シートヒーターなどを装備した1.5L車「X」を追加した。なお同じ1.5L車の「RS」は4輪ディスクブレーキだが、この1.5L車「X」のリヤブレーキは15インチ専用ドラムブレーキを採用している。また、1.3L・FF車（「L」を除く）にも5速MT車を追加した。
2010年5月17日
特別仕様車「シーズ（She's）」と「スポーティ エディション」を発売。
特別仕様車「シーズ（She's）」は「1.3G」をベースに、Hondaスマートキーシステム、ETC車載器を装備し、ピンク系の加飾を施した専用インテリアを採用した。同じく「1.3G」をベースとした特別仕様車「スポーティ エディション」は15インチアルミホイール、リヤスタビライザー、テールゲートスポイラー、ディスチャージヘッドライト＜HID＞などを特別装備とした。なお、「シーズ」・「スポーティ エディション」ともに「Fパッケージ」の装備品も装備される。
2010年8月26日
同年10月にマイナーモデルチェンジ予定の「新型フィット」に関する情報を、ホームページで先行公開。「フィット ハイブリッド」を新たに追加することを合わせて発表。
2010年10月6日
同年9月末時点で日本国内累計販売台数150万台を達成したと発表。
初代モデルの発売から9年4か月での達成は1997年から発売されている軽自動車ライフの10年6か月を上回り、ホンダ車としての最短記録となった
2010年10月8日
マイナーモデルチェンジにより後期型となる。「フィット ハイブリッド」を追加
キャッチフレーズは「人にフィットする。」で、CMソングはミック・ジャガーの「エブリバディ・ゲッティング・ハイ」。
1.3L車の「13G」と「13L」の外観は、空気抵抗を低減し燃費向上にも寄与するデザインに変更されたほか、CVT車には「ECONモード」を追加した。また、「13G」と「13G・スマートセレクション」にはスムーズな駐車をアシストする「Hondaスマートパーキングアシスト・システム」をメーカーオプションとして新たに設定した。
1.5L車の「15X」はクロームメッキ専用フロントグリルやリアライセンスガーニッシュを施した外装とブラウン基調の専用シート、クロームメッキ加飾や高輝度メタリック塗装を施した内装で質感の向上が図られた。また、CVT再セッティングとエンジンアンダーカバー＆フロアアンダーカバーの追加で空気抵抗を低減させる事による燃費の向上と共にボンネットフードインシュレーター等を追加装備する事で吸音・遮音性能を向上させてより高い静粛性も実現した。
「RS」は、初代シビックの「1200RS」をイメージしたオレンジ色の専用色を設定したほか、専用外観デザインや2トーンカラー専用シート表皮、本革巻スポーツタイプ・ステアリングホイールなどを採用した。さらに、CVT車にはパドルシフトを、MT車は同クラスの日本車では初の6速MTに変更すると共に、スタビライザー径の変更、サスペンション、EPS、エキゾーストシステムの専用セッティングを行うことで、よりダイナミックな走りも実現した。なお「RS」の4WDは廃止した。
2010年11月18日
新型EVコンセプトモデル「フィットEVコンセプト」を2010年ロスアンゼルスオートショーで発表。
フィットEVのプロトタイプ車を用いた実証実験を、2010年内に日米において開始するとともに、2012年の発売を目指すと発表。
2011年7月6日
2011年上半期（1月-6月）の販売台数が88,282台となり車名別新車販売台数において第1位となったと発表。
「フィット」が車名別新車販売台数において、上半期で第1位となるのは2002年以来2回目となった。
2011年8月22日
10周年特別仕様車「13G・10th アニバーサリー」を発売。
発売10周年を記念した特別仕様車「13G・10thアニバーサリー」は「13G」をベースに、専用メタリック塗装のフロントグリルとフルホイールキャップ（スパークルシルバー）、Hondaスマートキーシステム（2個付）、ETC車載器、ハーフシェイド・フロントウィンドウ、バニティミラー付サンバイザー（助手席側）、Fパッケージなどを装備し、専用ブラックインテリアを採用した。
2011年10月13日
10周年特別仕様車「13G・10th アニバーサリーII」、「RS・10th アニバーサリー」を発売。
「13G・10th アニバーサリーII」は、同年8月に発売した「13G・10thアニバーサリー」の特別装備に加え、新たにバックモニター付オーディオ+USBジャック、IRカット<遮熱>/UVカット機能付フロントウインドウガラス、クロームメッキ・エアコンアウトレットノブ/リングを追加。また、Hondaスマートキーシステムのキーを通常の1個に変更し、専用ブラウンインテリアを採用した。「RS・10th アニバーサリー」は「RS」をベースにキーレスエントリー一体型キーを1個追加し、オレンジステッチ入り専用ブラックインテリア、16インチ専用アルミホイール、クロームメッキ・メーターリングを特別装備とした。
2011年11月17日
2011年ロスアンゼルスオートショーにて「フィットEV」の市販モデルを発表。
2012年5月24日
マイナーモデルチェンジ。
- キャッチフレーズは「ずっとFIT」で、CMソングは美空ひばりの「魅惑のワルツ」。[注 4]

空力性能やCVT効率の向上により、1.3L・CVT車で燃費が向上した。LEDコンソールライト、LEDドリンクホルダーイルミネーション、全席3点式ELRシートベルト&ヘッドレストを全車に標準装備し、一部タイプにはVSAも標準装備された。あわせて、2010年5月に特別仕様車として発売された「She's（シーズ）」をラインアップに追加。新たにスーパーUVカット・フロントドアガラス、プラズマクラスター技術搭載フルオートエアコン、アレルクリーンシート、カラードフロントグリルを装備した。また「15X」は装備内容を変更し「15XH」に改称するとともに、「13L」を廃止した。ボディカラーには「She's」専用色など2色を追加した。
2012年8月31日
「フィットEV」のリース販売を、自治体や企業に向けに開始。
「フィット」の基本パッケージをベースに、燃料電池電気自動車FCXクラリティにも採用している、小型でありながら力強い加速性能を持つギアボックス同軸モーターを採用し、PCU（パワーコントロールユニット）とともに車体フロント部に集約配置することで「フィット」と同レベルのゆとりのある空間を実現。また、ブレーキペダル操作部とブレーキ動作部を独立し、ブレーキ動作部にブラシレスモーター・減速ギア・ポールネジを採用することでブレーキペダルの踏み始めから停止間際までの減速エネルギー回収を実現するとともに、モータートルク減速と液圧ブレーキの配分が変わってもドライバーに違和感を覚えさせない自然なブレーキフィールも実現する電動サーボブレーキシステムも採用したことで、JC08モードにおける一充電走行距離で225kmを実現した。リチウムイオンバッテリーには東芝製の「SCiB」を採用し、金属製のロアケースの上に樹脂カバーで覆い、モジュール化して床下に並べて固定した状態で配置し、バッテリーパック後方に2つの冷却ファンも設置したことで、走行と充電を繰り返してもバッテリーの上限温度を超えることがなくなり、温度上昇によるパワーダウンの回避と長期使用における耐久性向上を実現した。デザインも専用仕様となっており、発熱量が少ないEVの特性を活かして冷却のためのフロント開口部を最小化するとともに、メッキグリルをフロントバンパーと融合させてヘッドランプをつなげた未来感あるデザインとした。ボディカラーは新色の「リフレクションブルー・パール」のみの設定である。ちなみに車幅は1,720mmで、当時のフィットでは唯一の3ナンバーであった。
2012年10月4日
特別仕様車「ファインスタイル」を発売。
4タイプが設定されており、HIDヘッドライト（ハイ/ロービーム、オートレベリング/オートライトコントロール機構付）を「13G・スマートセレクション」と「She's」に標準装備するとともに、「13G・スマートセレクション」にはフルオート・エアコンディショナー、ブルーステッチ入り専用ブラックシート、運転席アームレスト、「She's」には運転席&助手席シートヒーターとETC車載器も標準装備された。「15XH」にはグランスムース&スウェード調ファブリックコンビインテリア、ダークガンメタリック塗装のセンターパネル・アッパーグローブボックスリッド・ステアリングガーニッシュ、本革巻CVT/ATセレクトレバー、シルバーリング塗装セレクトレバーエスカッション、専用15インチアルミホイールを、「RS」には専用塗装16インチアルミホイールとHondaスマートキーシステム（1個付）をそれぞれ標準装備した。
2012年10月23日
ブラジル専用の派生仕様「FIT twist」をサンパウロ国際モーターショー2012で発表。
専用フロントグリルやルーフレール、専用シート表皮などを採用しSUV調の意匠を施したモデルである。
2013年4月4日
「フィット」シリーズの日本国内累計販売台数が同年3月31日時点で200万台を突破したことを発表。
発売から11年10ヵ月目での200万台突破はホンダとしては当時の最速記録となった。
2013年8月
生産終了。在庫対応分のみの販売となる。
2013年9月
3代目のフルモデルチェンジに伴い販売終了したが、フィットEVは2016年3月まで継続販売された。
2024年6月3日
DBA-GE6、DBA-GE8の型式指定申請時に行った騒音試験おいて、不適切な事案があったことが発表された。
- 初期型
- 初期型 後面
- 初期型 RS
- 初期型 RS　後面
- 初期型 RS 室内

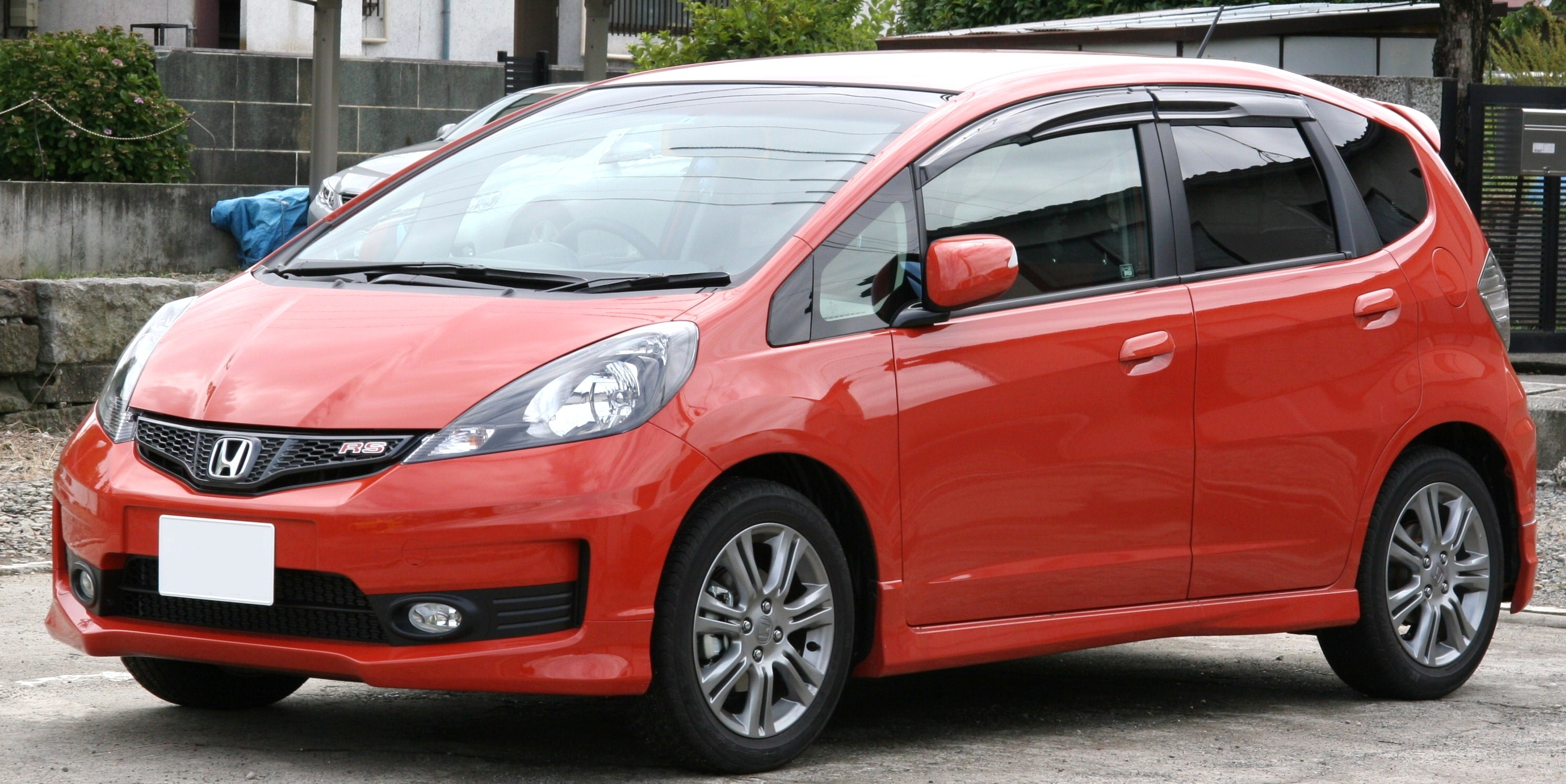
2010年10月改良型 RS
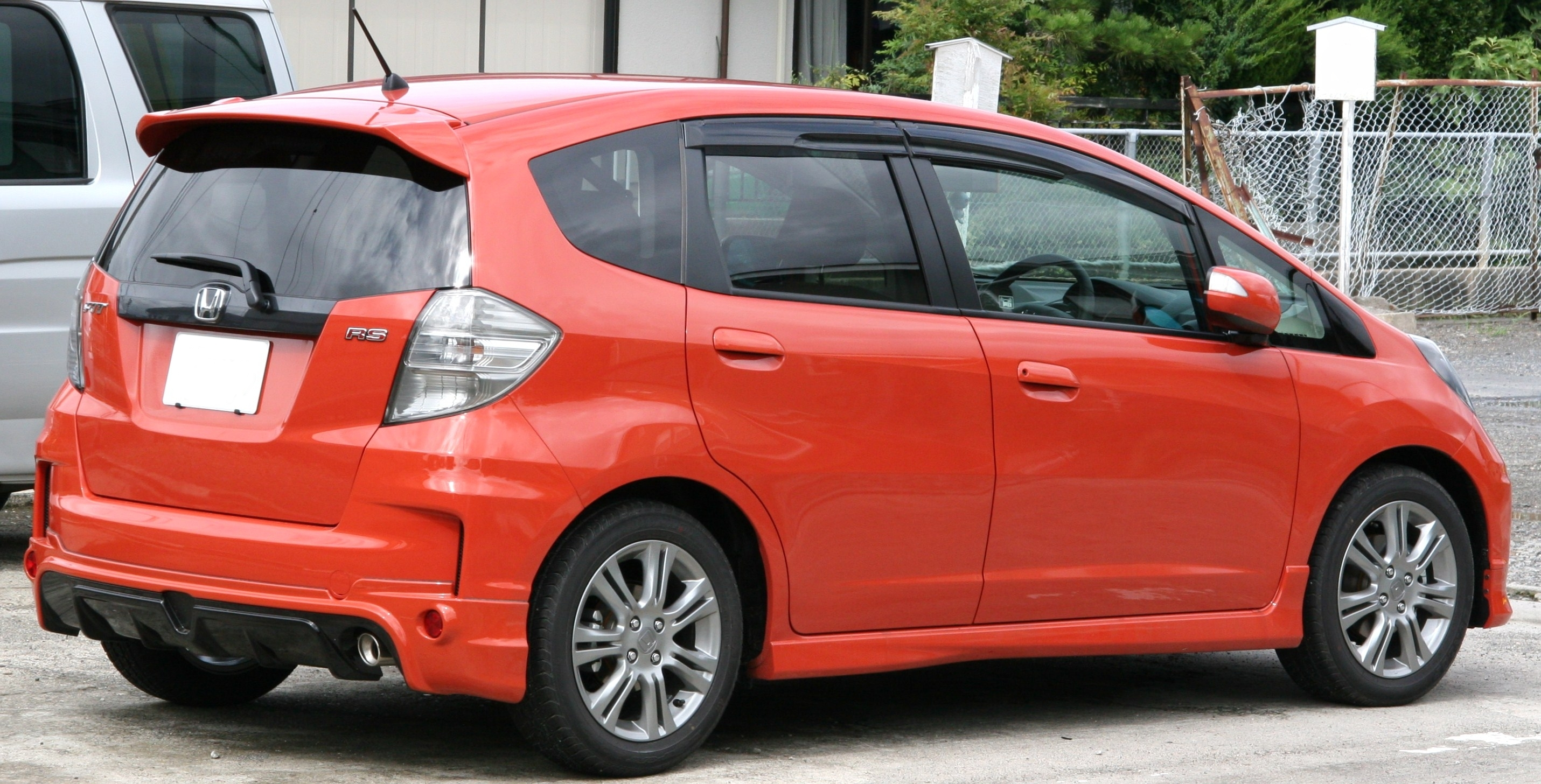
2010年10月改良型 RS 後面
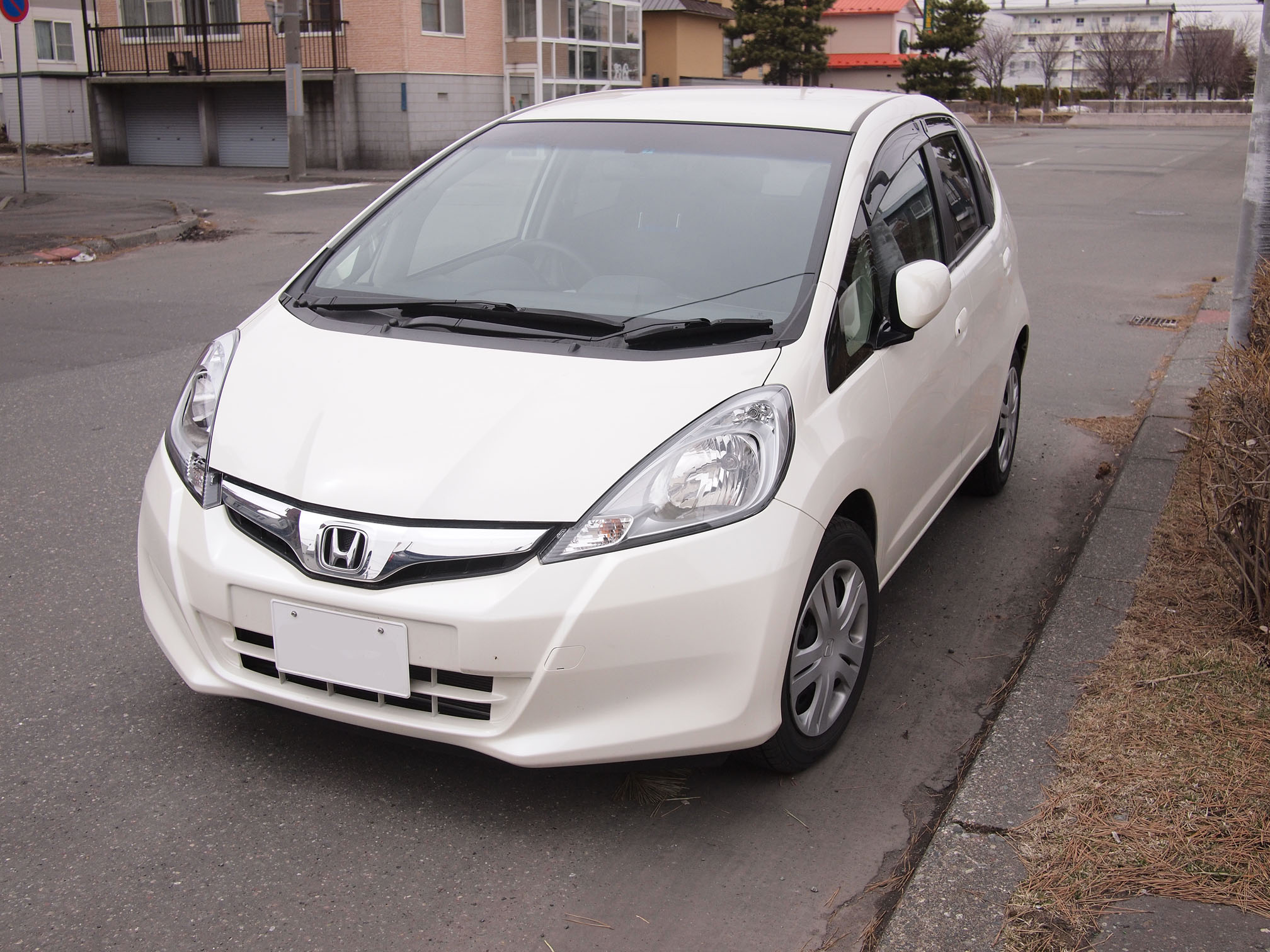
15X
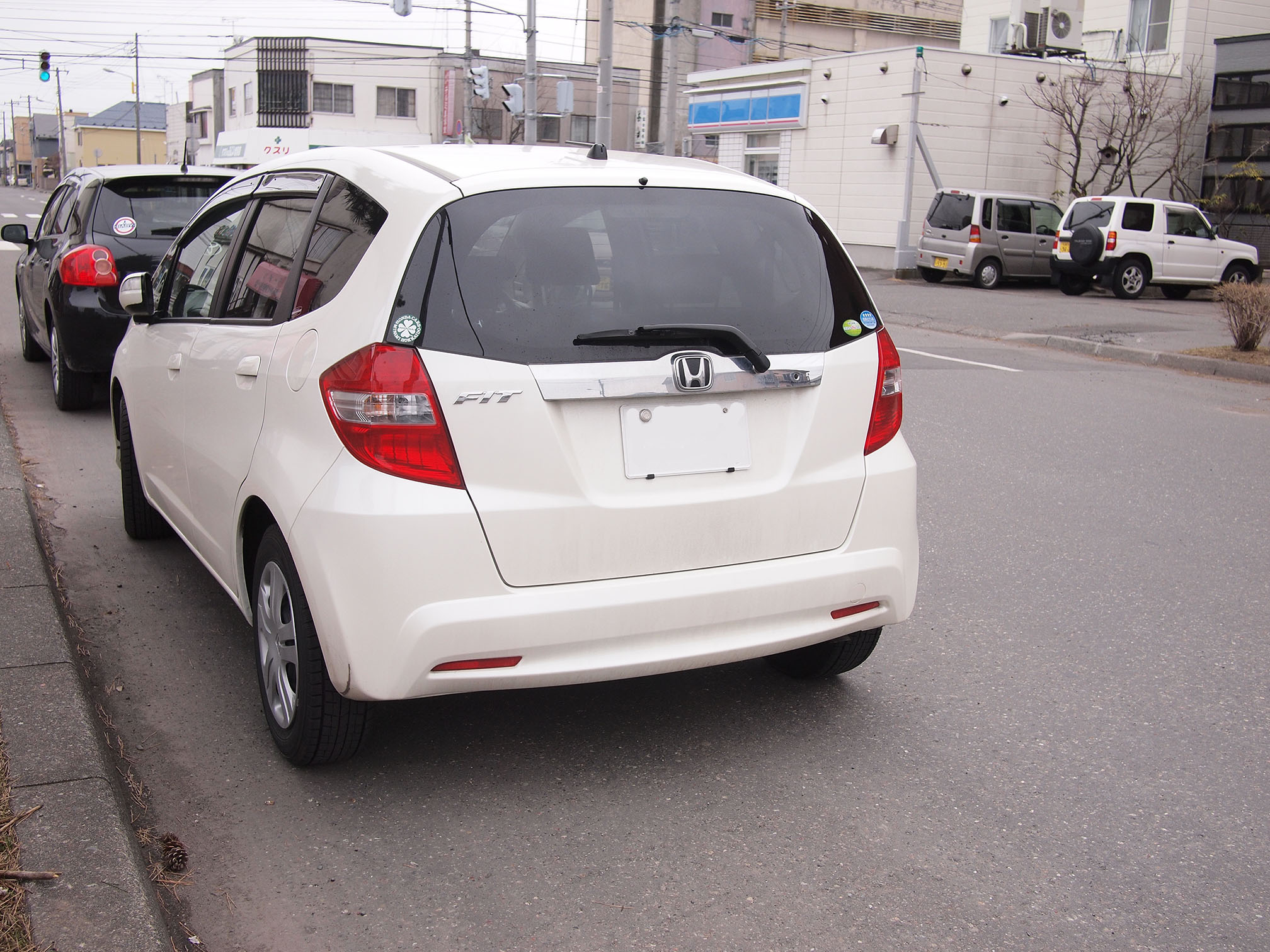
15X　後面

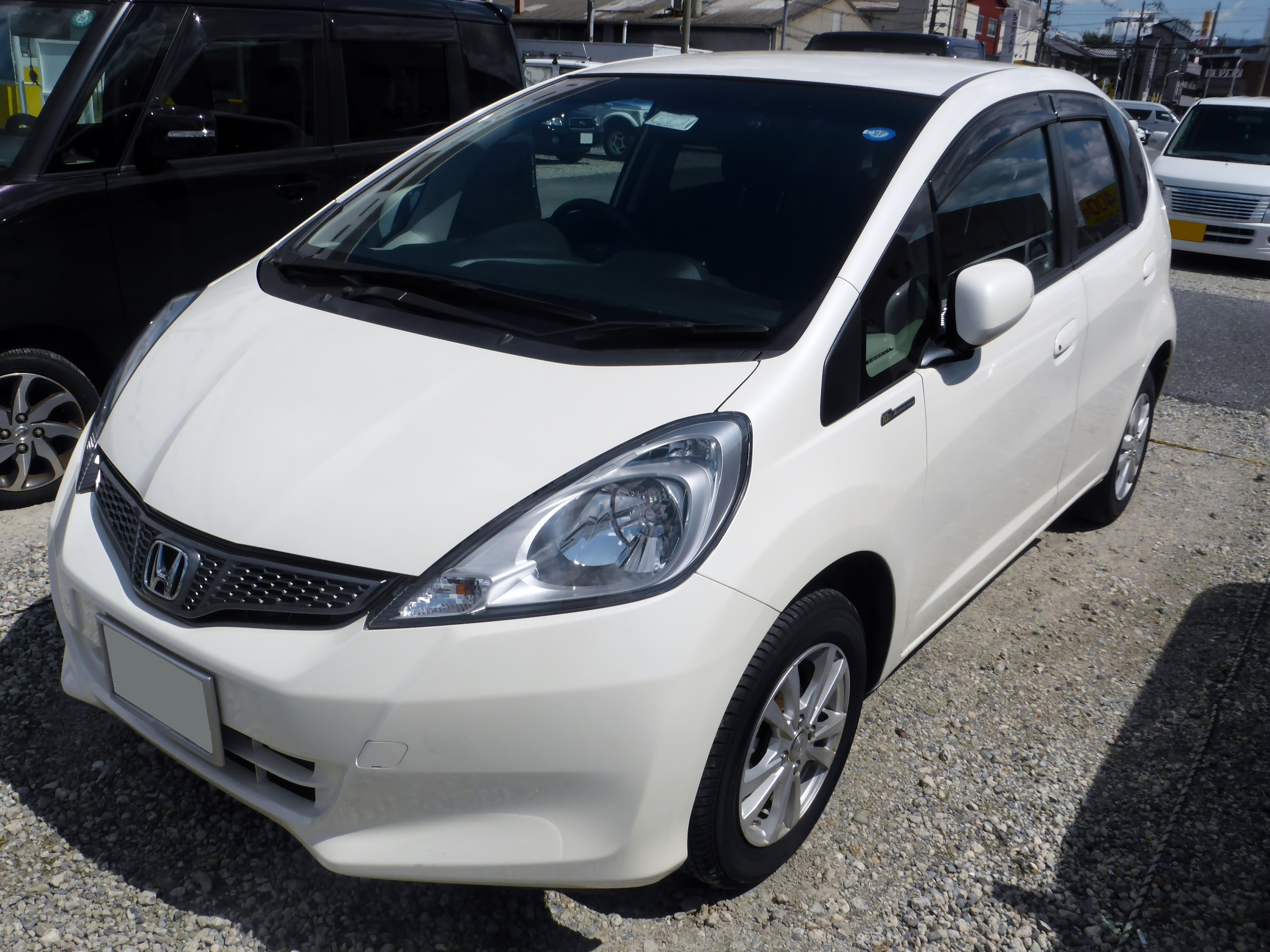
13G・10thアニバーサリー
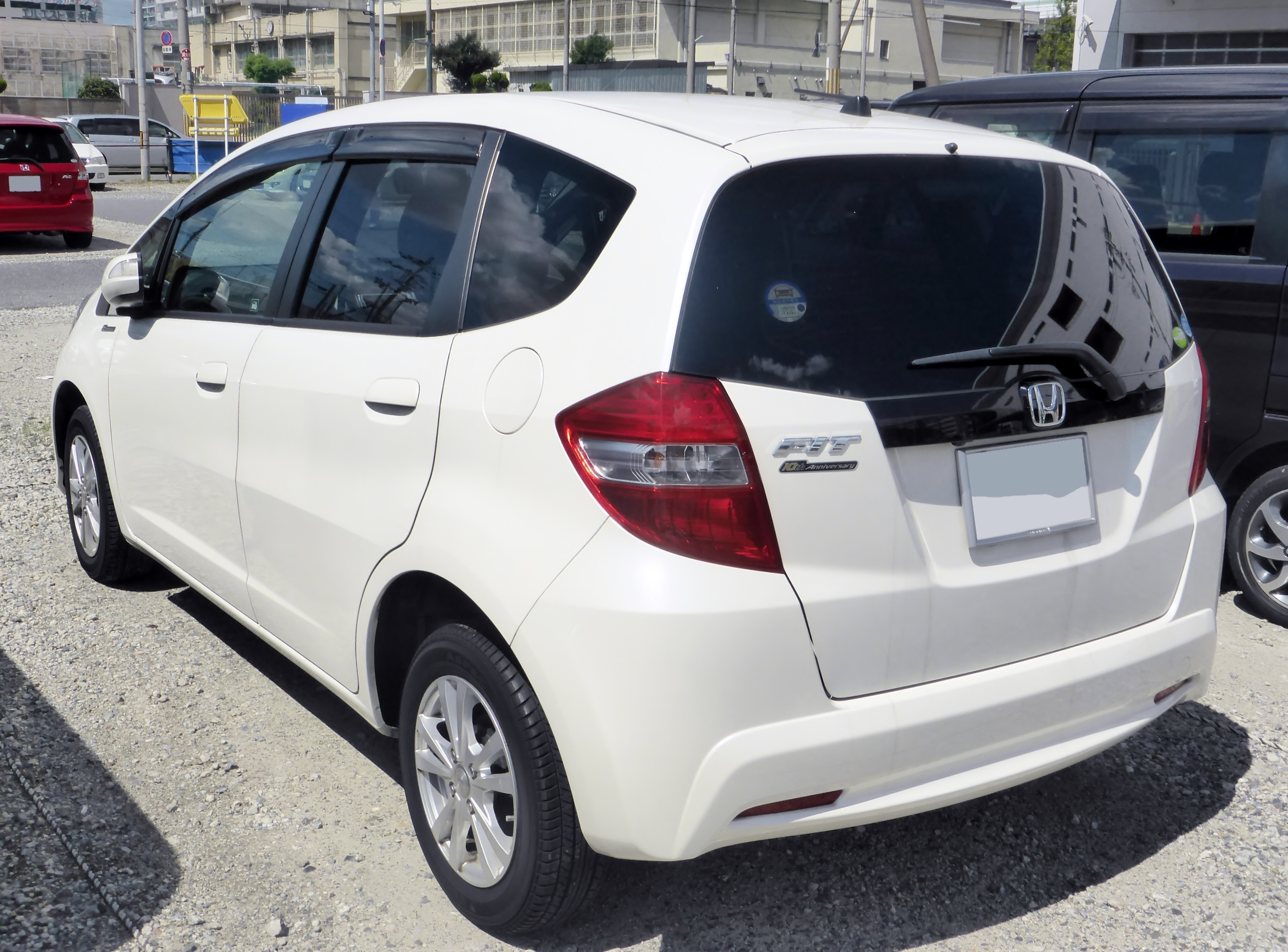
13G・10thアニバーサリー リア
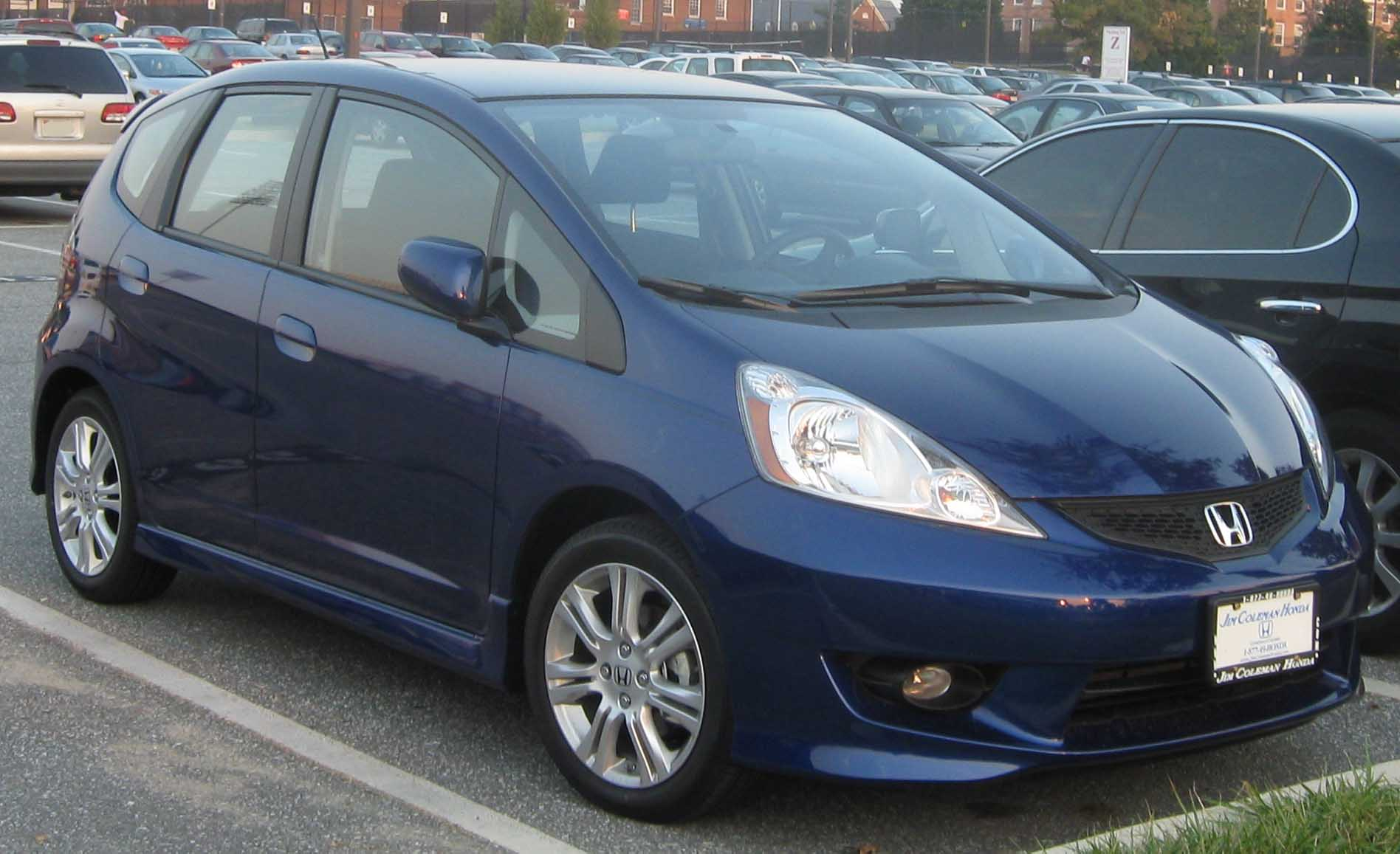
北米仕様
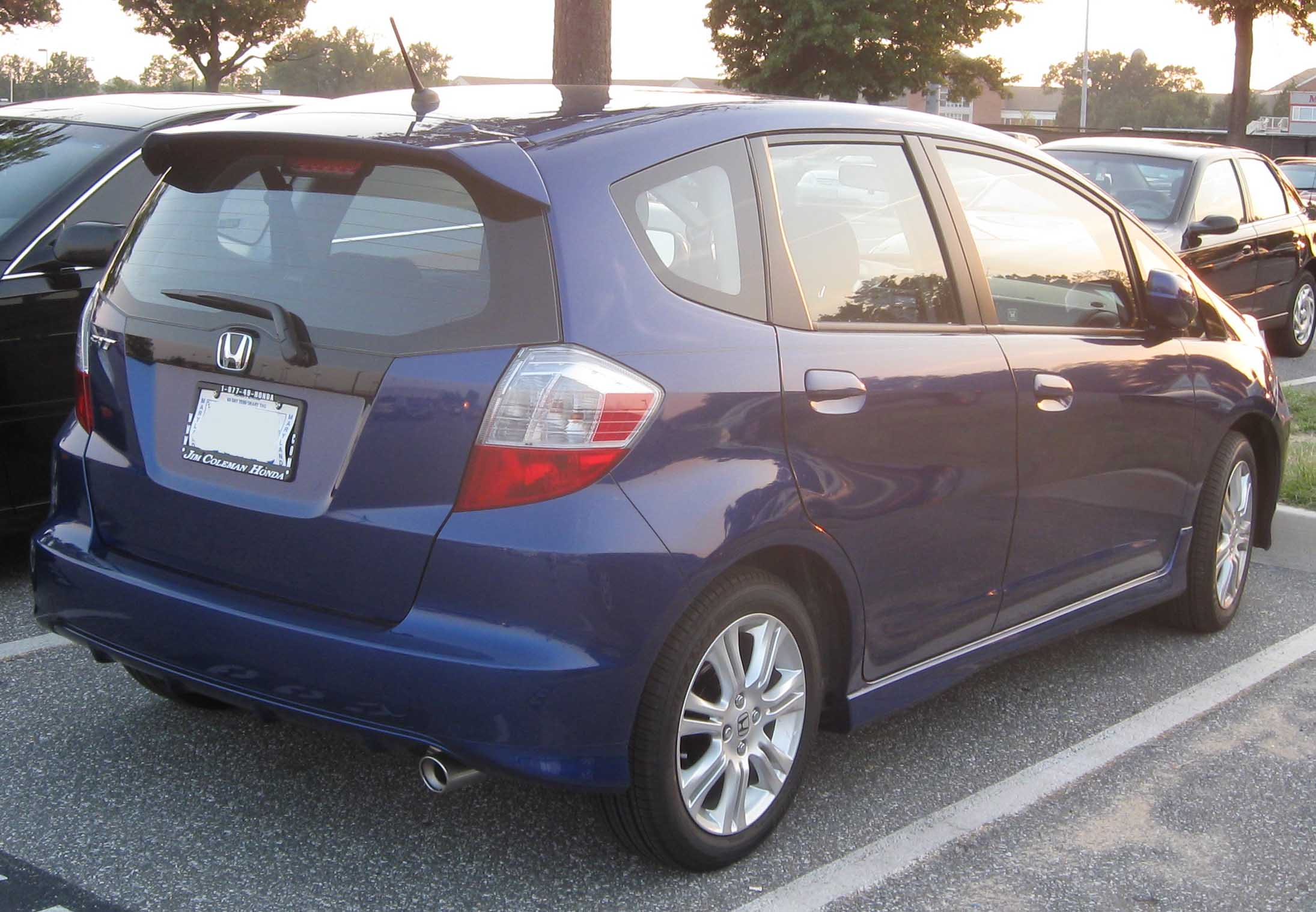
北米仕様 後面
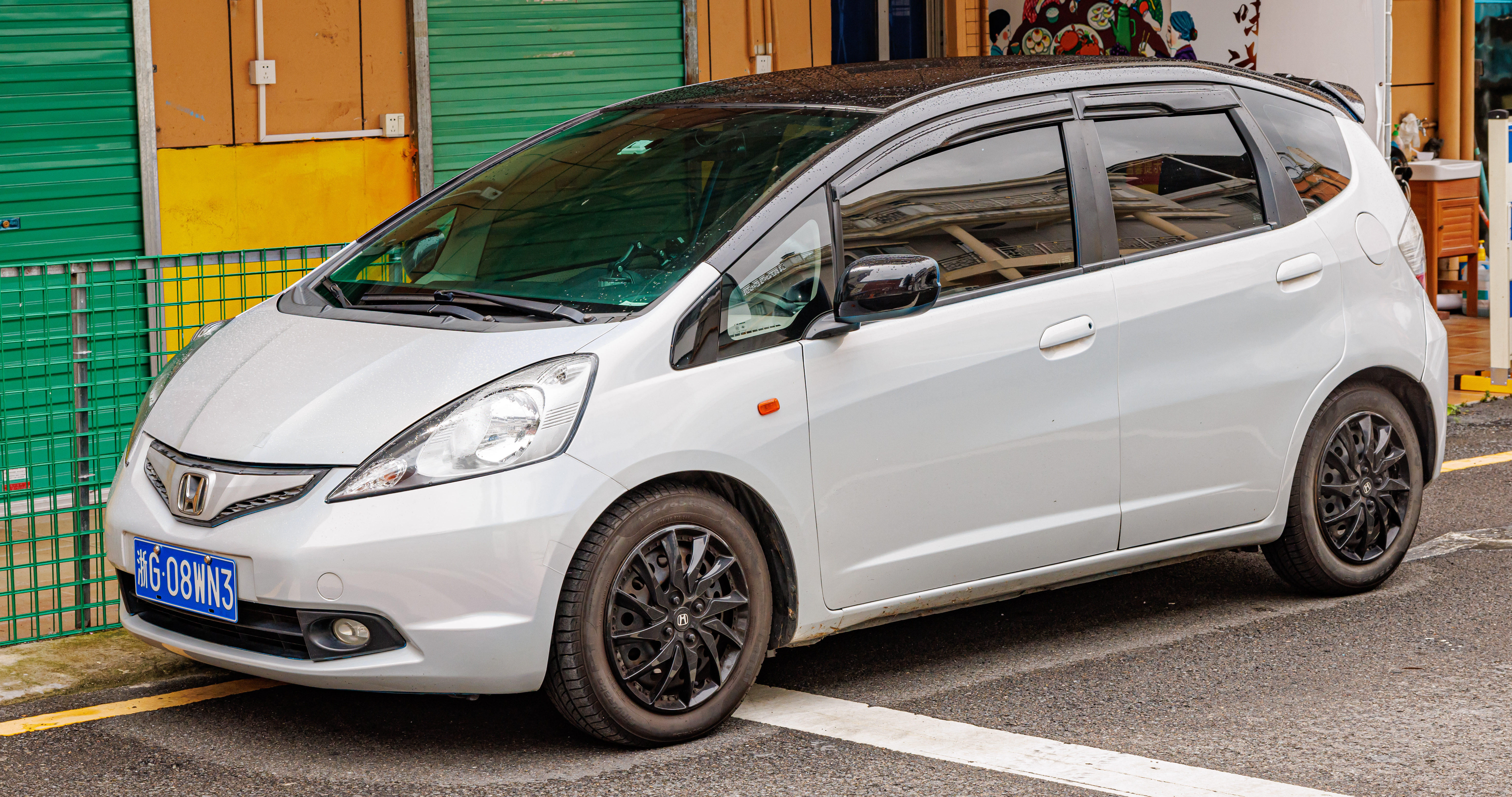
中国仕様
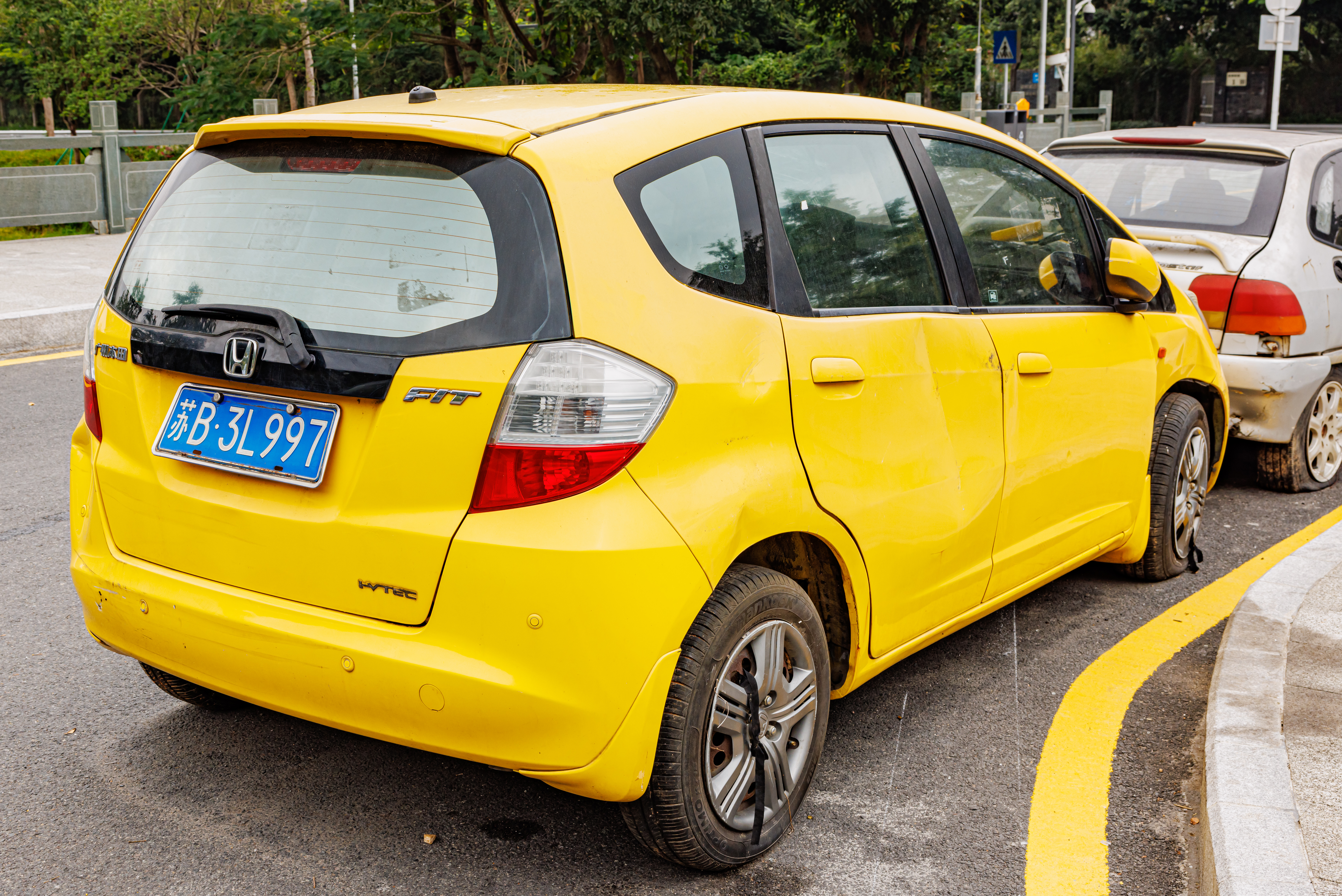
中国仕様 後面

- EV（北米仕様）

## 3代目 GK3/4/5/6型 （2013年 - 2020年）
3代目は、世界のコンパクトカーのベンチマークにふさわしいクルマを目指して開発が行われ、2013年9月に日本国内で販売が始まった。初代からの設計思想は継承しつつ、パワートレインや車体を新設計にしたことで性能を向上させた。デザインコンセプトを「EXCITING H DESIGN!!!（エキサイティング エイチ デザイン）」と定義し、日本を含むグローバル市場におけるホンダの最量販車となることを目標とした。通称は、CMで使用されていた「FIT3」。
先代モデルに対して、全長は40～55mm、ホイールベースは30mm延長されたが、全幅は先代と同じ1,695mmで、5ナンバーサイズに留めた。
パワートレインは「EARTH DREAMS TECHNOLOGY（アース・ドリームス・テクノロジー）」を導入して全面刷新され、全てエンジンがSOHCからDOHCに切り替えられた。1.3L車はエンジンにアトキンソンサイクル仕様のL13B型を搭載。アイドリングストップを採用することで、燃費は26.0km/L（「13G」、JC08モード 国土交通省審査値）に向上した。1.5L車は直噴エンジンのL15B型を搭載し、最高出力は10%向上した。なお、燃費向上により、「RS」の6速MT車を除く全車が「平成27年度燃費基準（「13G」を除く1.3L・FF・CVT車は+10%、「13G」は+20%）」を達成した。
プラットフォームも新設計となり、初代から続くセンタータンクレイアウトを継承しつつ、室内空間やパッケージの自由度を最大限に高め、製造手法や解析方法を刷新したことで軽量化と高剛性化を図った。防音材や遮音材の適応面積を最大化したことで静粛性能を向上させるとともに、段差の乗り越え時に発生するショックノイズも大幅に低減させた。シャシーはサスペンションを新設計にしたことで、操舵安定性と乗り心地の改善を目指した。
安全性能も強化され、VSAやヒルスタートアシスト機能に加え、急ブレーキ時にハザードランプが点滅し、後続車に注意を促すエマージェンシーストップシグナルも標準装備されたほか、衝突被害軽減ブレーキの一種である、追突や発進時の事故被害の軽減し、安全運転をサポートする「City-Brake Active system（シティブレーキアクティブシステム）」を新開発し、サイドカーテンエアバッグシステムと前席用i-サイドエアバッグシステム（連続容量変化タイプ）とのセットオプション「あんしんパッケージ」を設定した。

### 年表
2013年7月19日
3代目を同年9月に発売予定、と発表。
2013年9月5日
フルモデルチェンジ。（9月6日発売）
キャッチフレーズは「すべての車が、ひとつの車に。」。
ガソリン車のグレード体系は1.3Lの標準モデル「13G」、1.5Lの上級モデル「15X」、スポーティモデル「RS」の3グレードが基本となっており、「13G」には電動格納式リモコンカラードドアミラー（LEDドアミラーウィンカー付）、Hondaスマートキーシステム、ハーフシェイド・フロントウィンドウ、ULTR SEAT（ウルトラシート）等の快適装備をプラスした「Fパッケージ」、LEDヘッドライト、フルオート・エアコンディショナー等を追加した「Lパッケージ」、「RS」と同形状の大型テールゲートスポイラー、サイドシルガーニッシュ、リアバンパーを採用するとともに、パドルシフト、15インチアルミホイールなどを追加したスポーティ仕様「Sパッケージ」を設定。「15X」はLEDヘッドランプ、コンビシート（プライムスムース×ファブリック）&専用インテリア、本革巻ステアリングホイール、クルーズコントロールなどを追加した「Lパッケージ」が設定される。また、「13G・Fパッケージ」と「RS」には先代同様 MT車も設定される（前者は5速MTで、ECONモードが非装備、コンフォートビューパッケージのオプション設定が無しとなる。後者は6速MTとなる）。
ガソリン車のボディカラーは、新規開発色の「ティンテッドシルバー・メタリック（有料色）」、「アトラクトイエロー・パール（有料色）」、「ライトベージュ・メタリック」、「ブリリアントスポーティブルー・メタリック」の4色に加え、先代から継続設定となる「プレミアムホワイト・パール（有料色）」、「アラバスターシルバー・メタリック」、「クリスタルブラック・パール」、「ミラノレッド」、「サンセットオレンジII」、新設定の「プレミアムノーザンライツバイオレット・パール（有料色）」、の全10色を設定。
2014年1月14日
2014年北米国際自動車ショーにおいて北米仕様を公開。
北米仕様のパワートレインはL15B型エンジンと新開発のCVTが採用され、2014年春より稼働するメキシコの新四輪車工場において生産する、と発表。
2014年4月25日
一部仕様向上
「13G・Fパッケージ」のFF・CVT車と「13G・Lパッケージ」のFF車においてJC08モード燃費を0.2km/L向上したことで、「平成27年度燃費基準+20%」を達成。（公式発表なし）
2014年10月9日
ガソリン車を一部改良。（10月10日発売）
「13G」・「13G・Fパッケージ」を除くガソリン車全車に「あんしんパッケージ」を標準装備化するとともに、「13G」を除く全車にIRカット<遮熱>/UVカット機能付きフロントウインドウガラス、IRカット<遮熱>/スーパーUVカットフロントドアガラス、オートリトラミラーを、「13G・Fパッケージ」にはフルオート・エアコンディショナーを、「15XL（「15X」から改称）」は運転席&助手席シートヒーターをそれぞれ標準装備した。
ボディカラーの設定を変更。「アトラクトイエローパール（有料色）」と「ライトベージュメタリック」を廃止し、全8色とした。
2014年12月18日
ハイブリッド車を一部改良。（12月19日発売）
2015年3月
『フィットシャトル』が販売終了。これに伴い本車両が唯一の車名となった。
2015年9月17日
一部改良。（9月25日発売）
キャッチフレーズは「New Honda. New FIT.」で、CMナレーションは窪田正孝。
フロントグリルをより立体的で質感の高いデザインに変更すると共に、装備内容を充実し、プラズマクラスター技術搭載フルオート・エアコンディショナーを「13G」を除く全タイプに、セキュリティアラーム・ラゲッジルームランプ・助手席シートバックポケットを「13G・Fパッケージ」・「13G・Lパッケージ」・「13G・Sパッケージ」に、クルーズコントロールを「13G・Lパッケージ」と「13G・Sパッケージ」に、「ナビ装着用スペシャルパッケージ（リアワイドカメラ、照明付オーディオリモートコントロールスイッチ、デジタルTV用プリントアンテナ(12セグ/ワンセグ)、専用ワイヤーハーネス、4スピーカー）」と「コンフォートビューパッケージ（親水/ヒーテッドドアミラー、フロントドア撥水ガラス、熱線入りフロントウインドウ）を「15XL」と「RS」にそれぞれ標準装備した。
ボディカラーの設定を変更。ガソリン車は「プレミアムホワイト・パール（有料色）」に替わり「プレミアムホワイト・パールII（有料色）」、「プレミアムノーザンライツバイオレット・パール（有料色）」に替わり「ミスティックガーネット・パール（有料色）」を追加し、全8色を設定した。
2015年12月17日
特別仕様車「COMFORT EDITION(コンフォートエディション)」を設定。（2016年1月21日発売）
「13G・Fパッケージ」をベースに、特別装備として360°スーパーUV・IRカットパッケージをはじめ、運転席&助手席シートヒーター、アームレスト付センターコンソールボックス（アクセサリーソケット<DC12V>付、HYBRID・Fパッケージはベースモデルで標準装備）を採用した。
ボディカラーは「プレミアムホワイト・パールII（有料色）」、「アラバスターシルバー・メタリック」、「クリスタルブラック・パール」に加え、専用色として「プレミアムクリスタルレッド・メタリック（有料色）」、「プレミアムピンク・パール（有料色）」、「プレミアムディープモカ・パール（有料色）」を特別設定。全6色から選択可能とした。これまでは廃止されていた「プレミアムディープモカ・パール」は2年3か月ぶりに復活された。
2016年9月8日
特別仕様車「FINE EDITION(ファインエディション)」を設定。（9月9日発売）
キャッチフレーズは「好きなコト、やろう。」で、CMソングはマーク・ロンソン「アップタウン・ファンク」。
「13G・Fパッケージ」と「13G・Lパッケージ」をベースに、ナビ装着用スペシャルパッケージを特別装備。また、「13G・Fパッケージ ファインエディション」にはアームレスト付センターコンソールボックス（アクセサリーソケット(DC12V)付）を、「13G・Lパッケージ ファインエディション」にはコンビシート（プライムスムース×ファブリック）&専用インテリアとリアセンターアームレストをそれぞれ特別装備した。
ボディカラーは「プレミアムホワイト・パールII（有料色）」、「アラバスターシルバー・メタリック」、「ティンテッドシルバー・メタリック（有料色）」、「クリスタルブラック・パール」、「ミラノレッド」、「ブリリアントスポーティブルー・メタリック」の6色を設定。
2017年5月
ボディカラーの設定を変更。（公式発表なし）
「ティンテッドシルバー・メタリック」を廃止し、ガソリン車は全7色の設定となった。
2017年5月11日
6月下旬に予定されているマイナーモデルチェンジに関する情報をHondaホームページ上に公開したことを発表。
2017年6月29日
マイナーモデルチェンジ。（6月30日発売）
キャッチフレーズは「DON'T STAY.」で、CMには綾野剛、二階堂ふみ、CMソングはMIYAVIの「Fire Bird」が起用された。
安全運転支援システム「Honda SENSING」を新たに採用し、ガソリン車においては「13G・F（従来の「13G・Fパッケージ」から改称）」はメーカーオプション、それ以外のタイプには標準装備した。外観は前後バンパーのデザインを変更し、インラインタイプのLEDヘッドランプを採用（「13G・F」はLEDフォグライトとのセットでメーカーオプション設定、それ以外のタイプは標準装備）。「13G・S Honda SENSING」と「RS・Honda SENSING」は専用バンパー、大型テールゲートスポイラー、サイドシルガーニッシュなどを採用した。
ボディカラーの設定を変更。「アラバスターシルバー・メタリック」に替わり「ルナシルバー・メタリック」、「ミラノレッド」に替わり特別仕様車「COMFORT EDITION」専用色であった「プレミアムクリスタルレッド・メタリック（有料色）」を採用。「ミスティックガーネット・パール（有料色）」を廃止し、新開発色の「ルージュアメジスト・メタリック」、「プレミアムアガットブラウン・パール（有料色）」、「スカイライドブルー・メタリック」の3色と既存色の「シャイニンググレー・メタリック」を追加。さらに、ハイブリッド車専用色であった「ミッドナイトブルービーム・メタリック（有料色）」がガソリン車でも選択できるようになったほか、先代モデルに設定されていた「プレミアムイエロー・パールII（有料色）」が3年半ぶりに復活し、全12色を設定した。
内装では、「15XL・Honda SENSING」に本革のような風合いや肌触りの素材を採用し、シート・ステアリングホイール・ドアパネルパッドなどの随所にブラウンを配した「プレミアムブラウン・インテリア」をメーカーオプション設定。ガソリン車全タイプにメーカーオプション設定のHondaインターナビは「Apple CarPlay」と「Android Auto」に対応した。ボディー剛性の強化やサスペンションダンパーの減衰特性の最適化などを行った。パワートレインでは特性を活かしたチューニングを行ったほか、エンジンの燃焼技術の向上やフリクション低減を行い、フロントピラーやフロントバンパースポイラーの形状を最適化するなど空力を考慮した形状変更を施すことで燃費性能を向上し、「RS・Honda SENSING」のCVT車は「平成27年度燃費基準+10%」を達成した。なお、ガソリン車はタイプ体系の集約も行い、最廉価タイプの「13G」を廃止した。
2018年4月
ボディカラーの設定を変更。（公式発表なし）
「プレミアムホワイト・パールII（有料色）」に替わり「プラチナホワイト・パール（有料色）」を追加。
2018年5月17日
特別仕様車「COMFORT EDITION」を設定。（5月18日発売）
ベースタイプは「13G・F」で、特別装備の内容は2015年12月発表モデルと共通。ボディカラーは、特別仕様車専用色「ブリティッシュグリーン・パール」、「モーニングミストブルー・メタリック」、「プレミアムアイボリー・パール（有料色）」の3色を含む全9色を設定したほか、インテリアカラーは「ブラック」に加え、「15XL・Honda SENSING」で選択可能であったインテリアパッケージ「プレミアムブラウン・インテリア」をメーカーオプションとして設定した。
2018年6月29日
ドレスアップコンプリートカー「Modulo style（モデューロ スタイル）」に関する情報をホームページ上に公開。
2018年7月26日
コンプリートカー「Modulo style」を追加。（7月27日発売）
ホンダアクセスが開発した専用カスタムパーツを量販過程で装着・販売するドレスアップコンプリートカーで、ガソリン車は「13G・L Honda SENSING」をベースにした「13G・Modulo style Honda SENSING」が設定される。外観はフロントグリルを大開口のツヤ黒塗装メッシュタイプに変更するとともに、フロントバンパーと15インチアルミホイールも専用仕様に変更され、5連ラインタイプのLEDフォグランプが装備された。内装はルーフライニング・シート・本革巻ステアリングホイールを黒で統一するとともに、ステンレス製スポーツべダルとナビ装着用スペシャルパッケージ+ETC車載器（ナビ連動タイプ）も装備された。ボディカラーは「プラチナホワイト・パール（有料色）」、「シャイニンググレー・メタリック」、「クリスタルブラック・パール」、「プレミアムクリスタルレッド・メタリック（有料色）」、「ミッドナイトブルービーム・メタリック（有料色）」の5色を設定。
同時に既存タイプのボディカラー設定を変更。「スカイライドブルー・メタリック」に替わって2018年5月に発売された特別仕様車「COMFORT EDITION」設定色「モーニングミストブルー・メタリック」が「RS・Honda SENSING」を除いて選択できるようになった。
2018年10月
ボディカラーの設定を変更。（公式発表なし）
「プレミアムアガットブラウン・パール（有料色）」を廃止し、全11色の設定とした。特別仕様車「COMFORT EDITION」では「プレミアムアイボリー・パール」に替わって、新色「プレミアムアイボリー・パールII（有料色）」を追加した。
2020年1月
生産終了。以後、在庫対応分のみの販売となる。
2020年2月12日
4代目へのフルモデルチェンジに伴い販売終了。
2024年6月3日
DBA-GK3、DBA-GK4、DBA-GK5、DBA-GK6の型式指定申請時の騒音試験おいて、不適切な事案があったことが発表された。

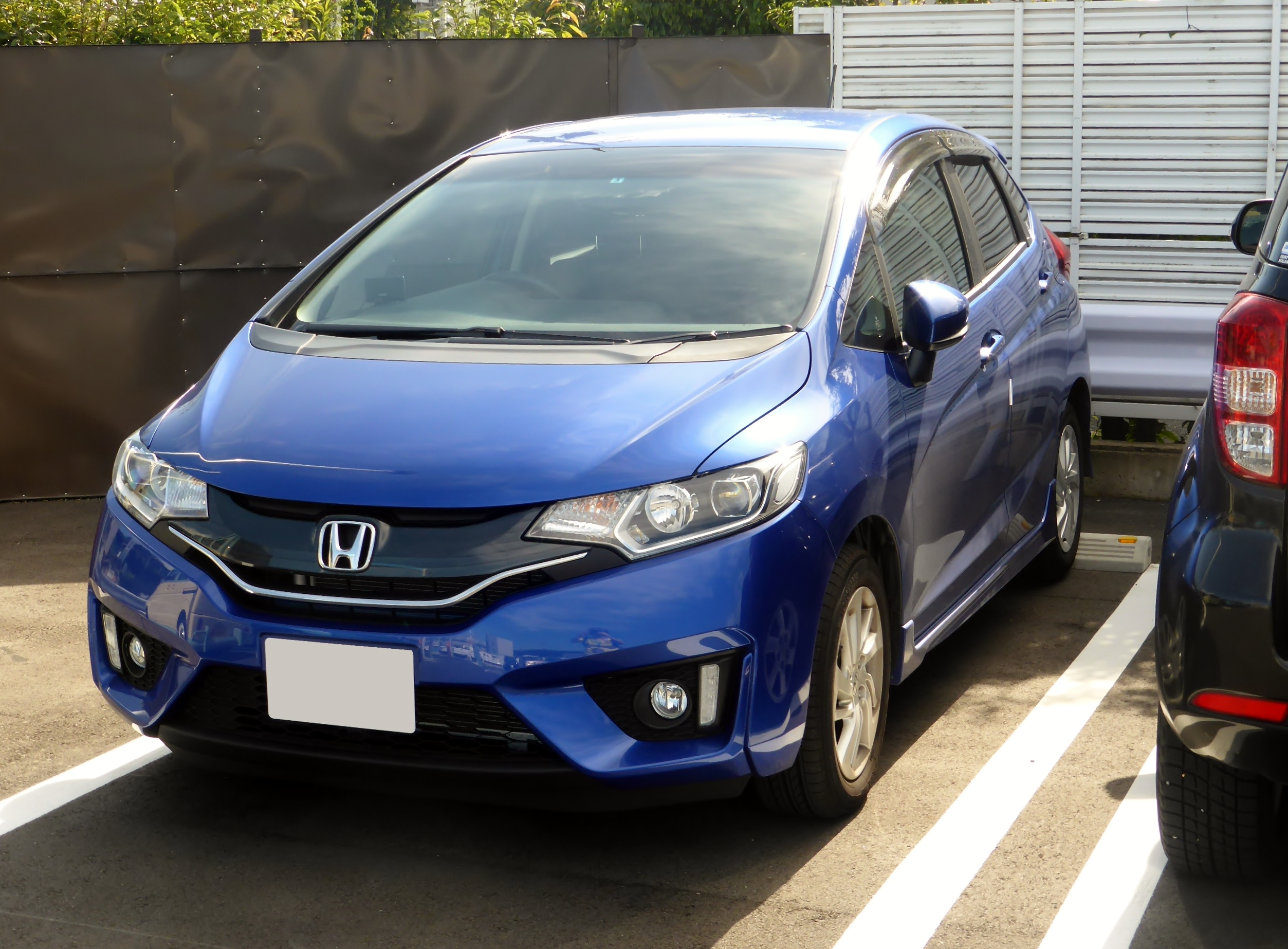
初期型 13G Sパッケージ （2013年9月 - 2015年9月）
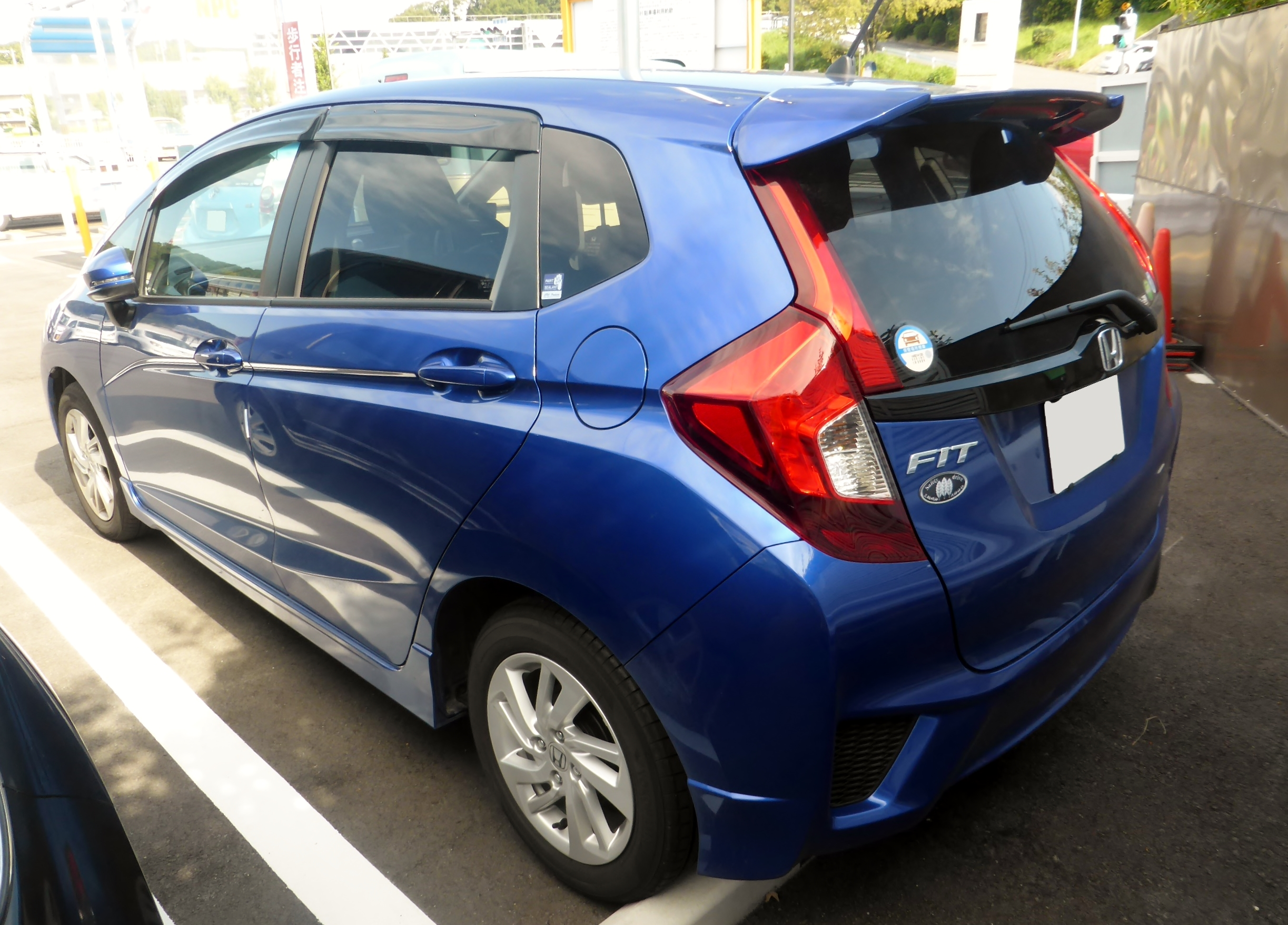
初期型 13G Sパッケージ 後面
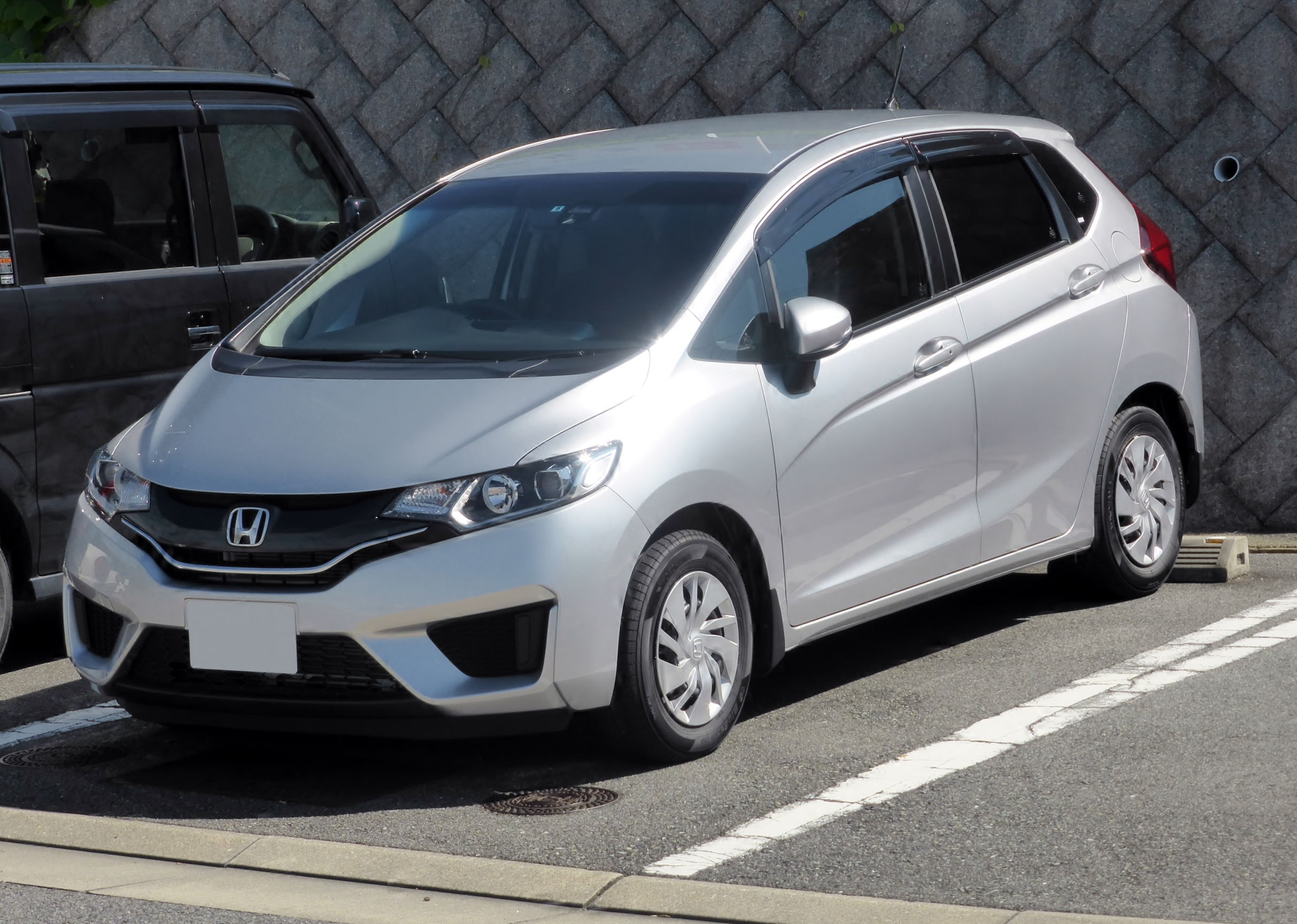
初期型 13G （2013年9月 - 2015年9月）
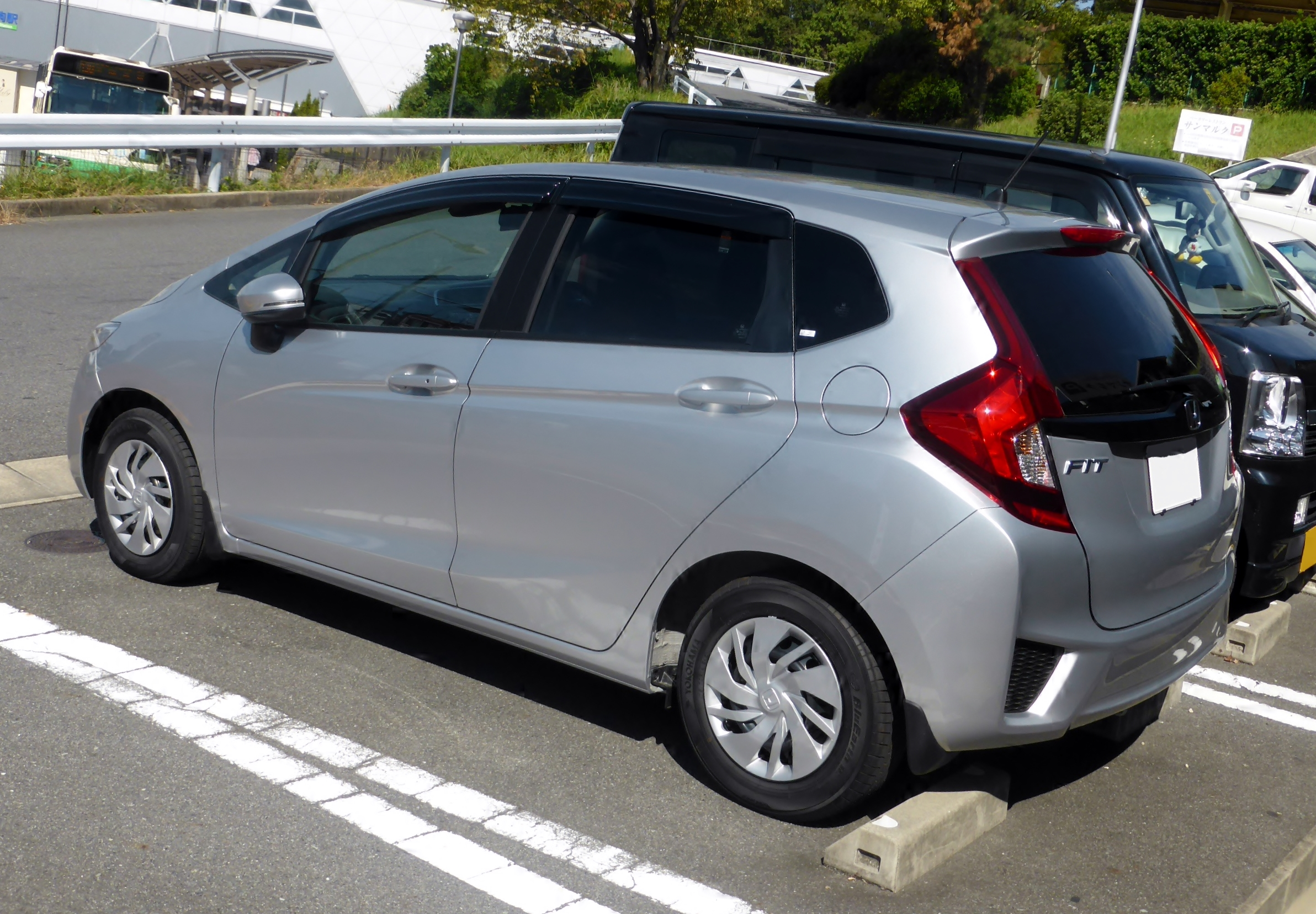
初期型 13G 後面
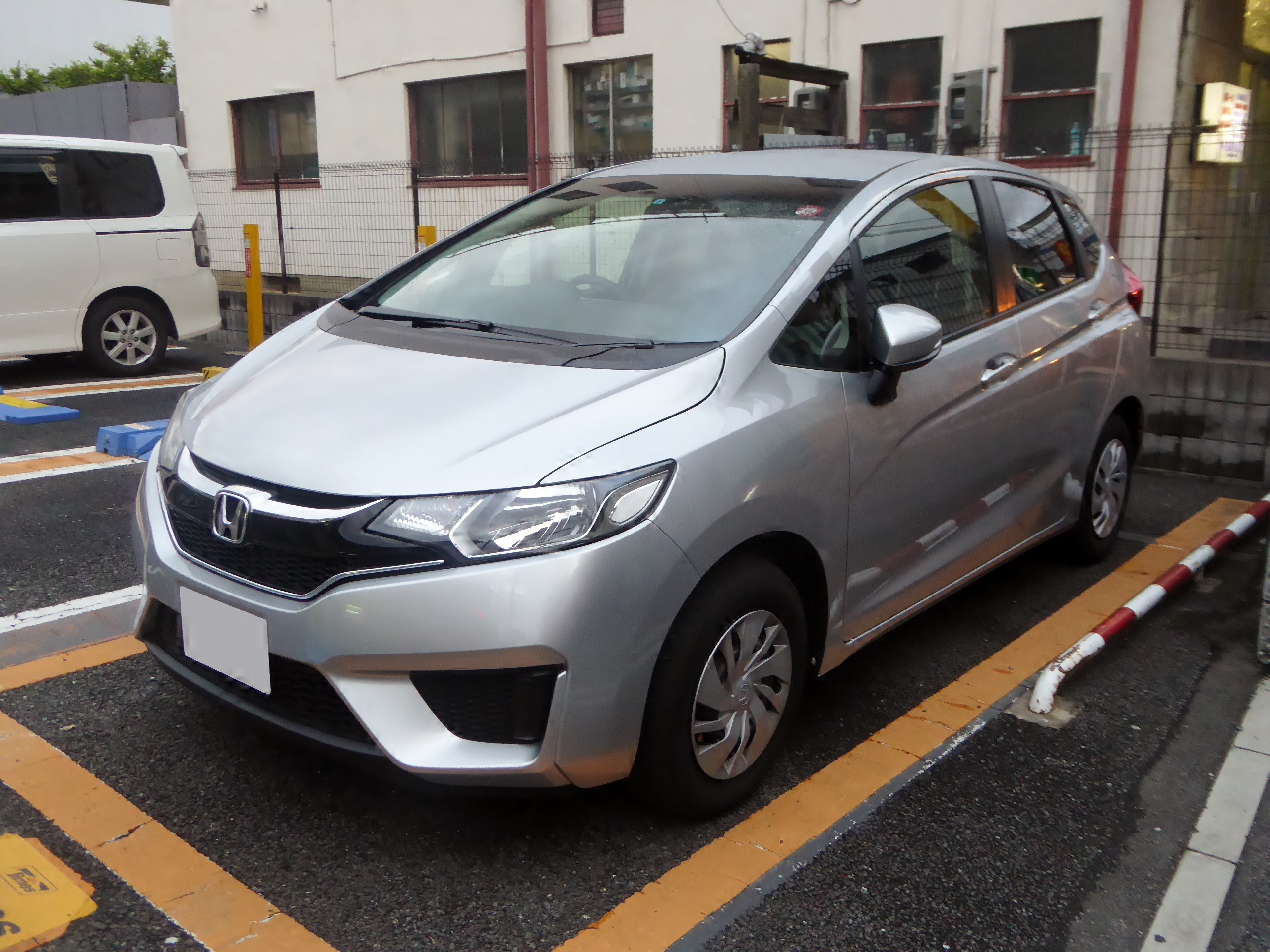
初期型 13G （2015年9月 - 2017年6月）
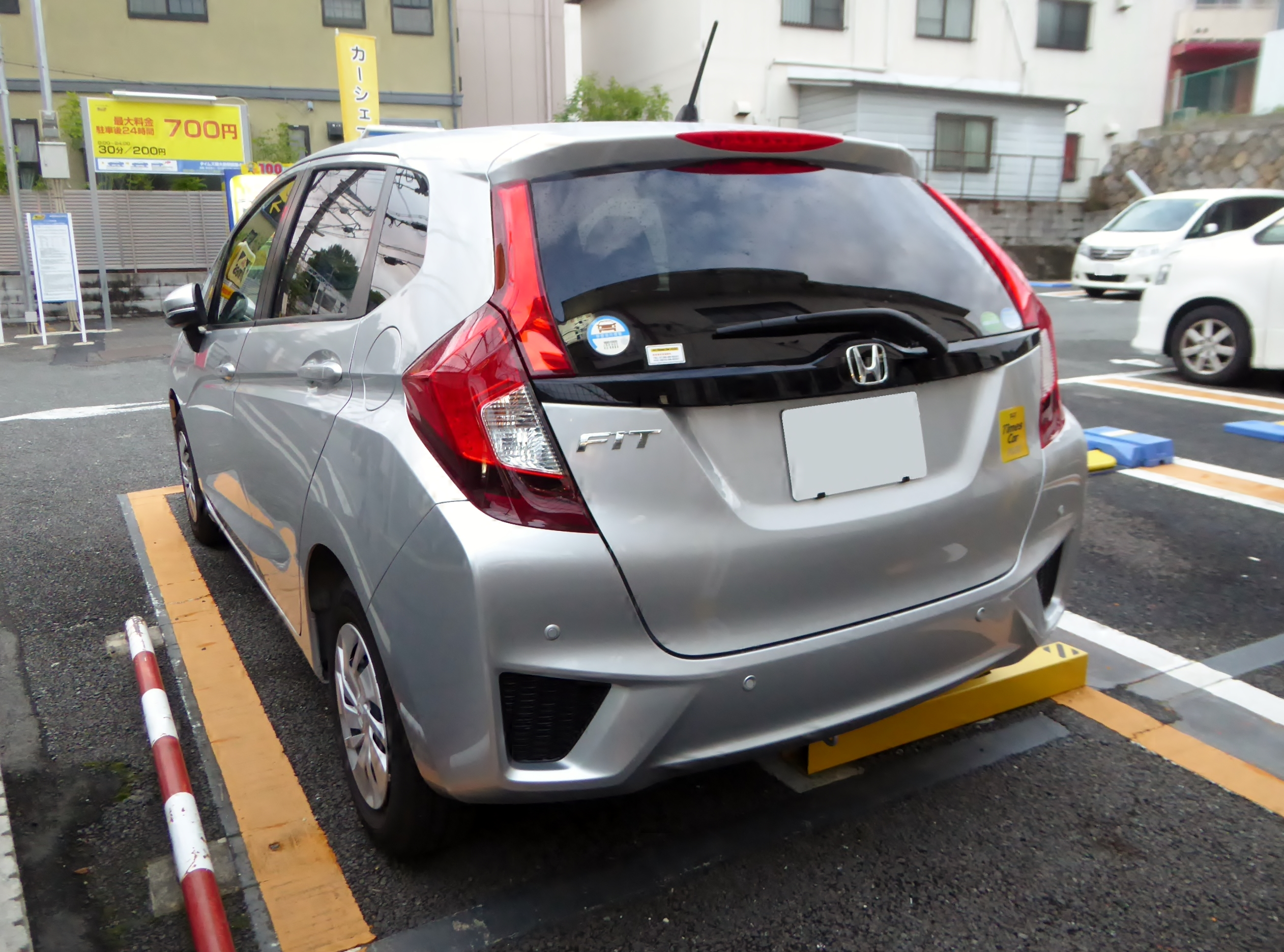
初期型 13G 後面
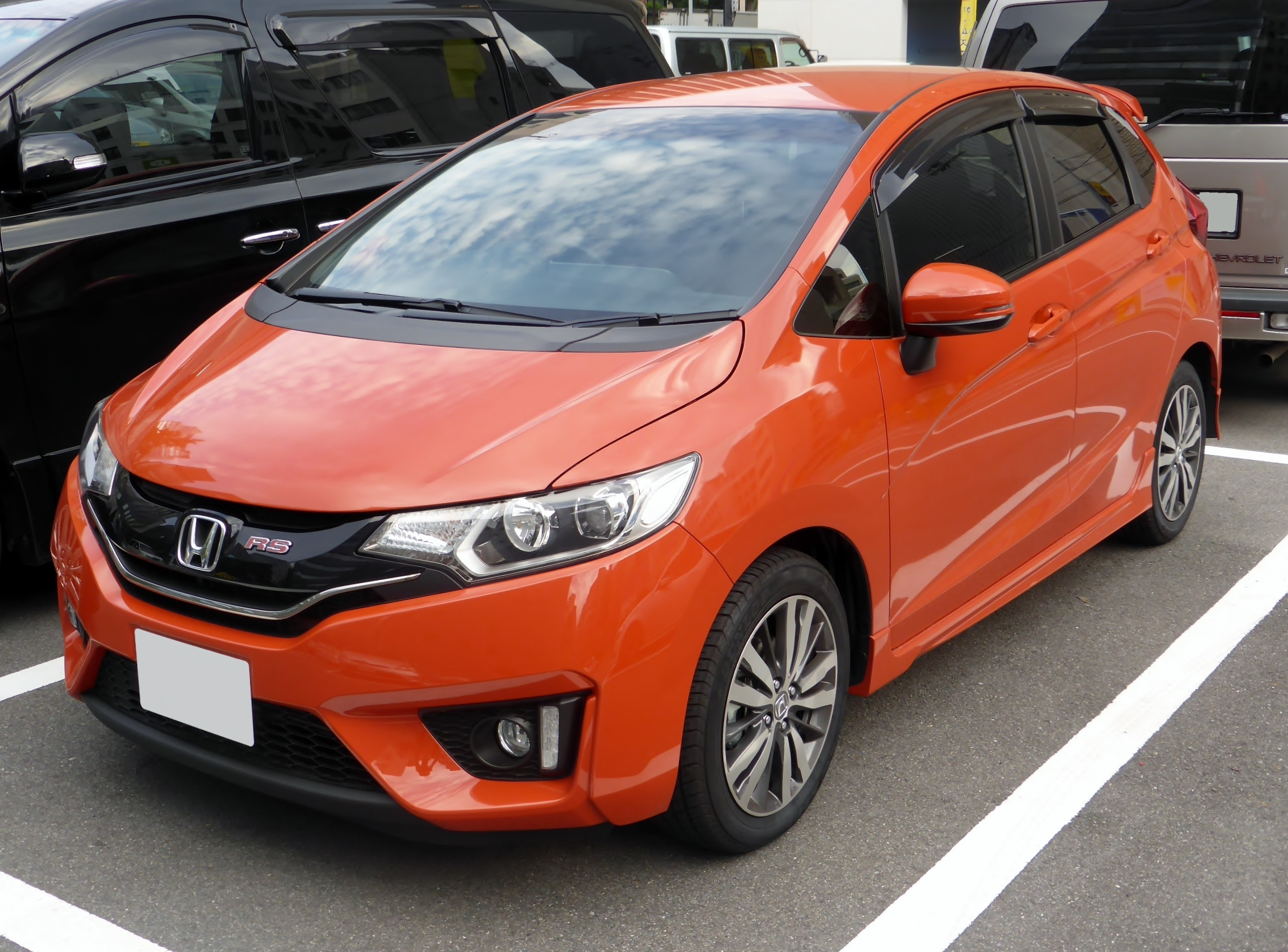
初期型 RS （2013年9月 - 2015年9月）
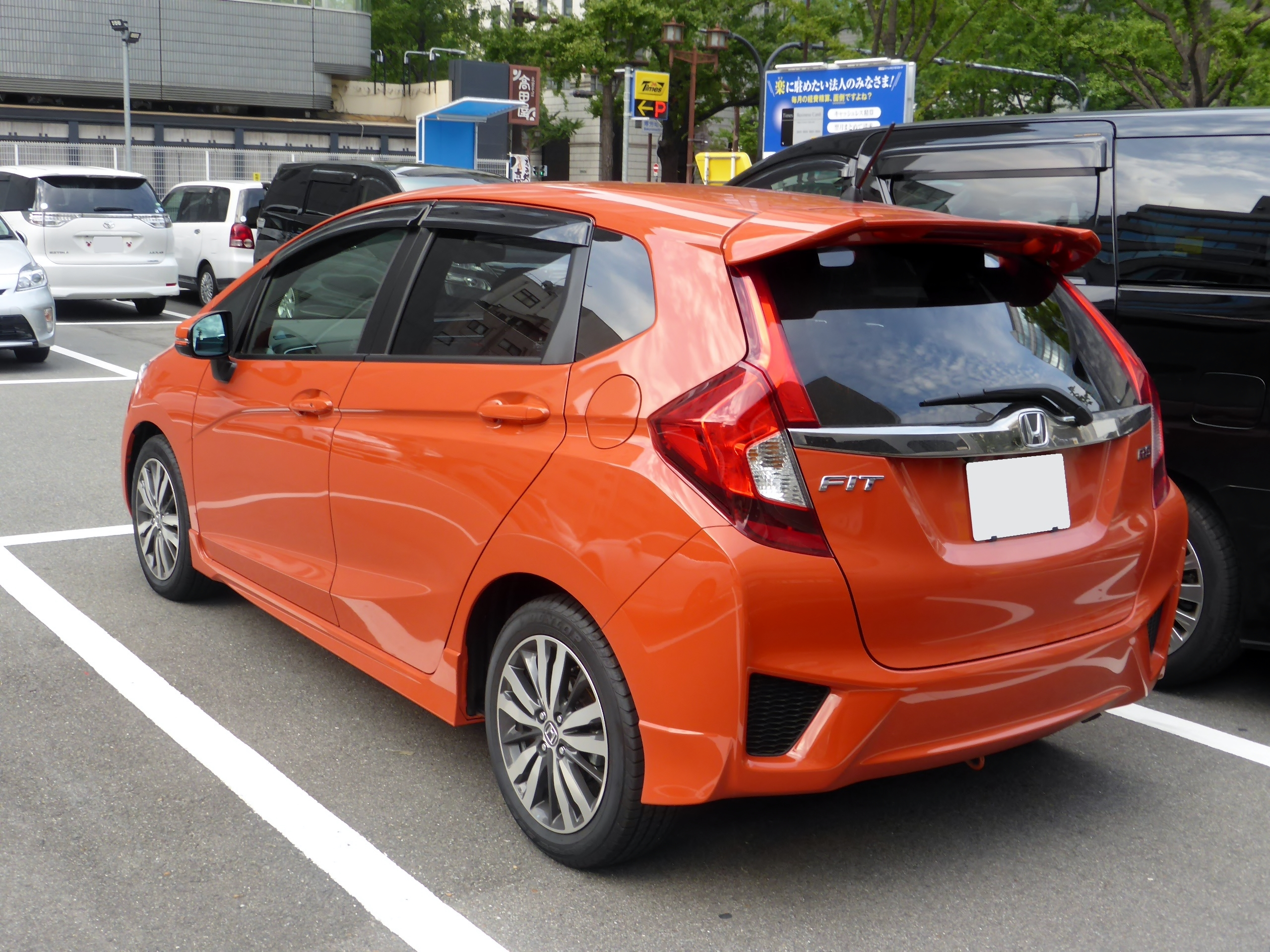
初期型 RS 後面

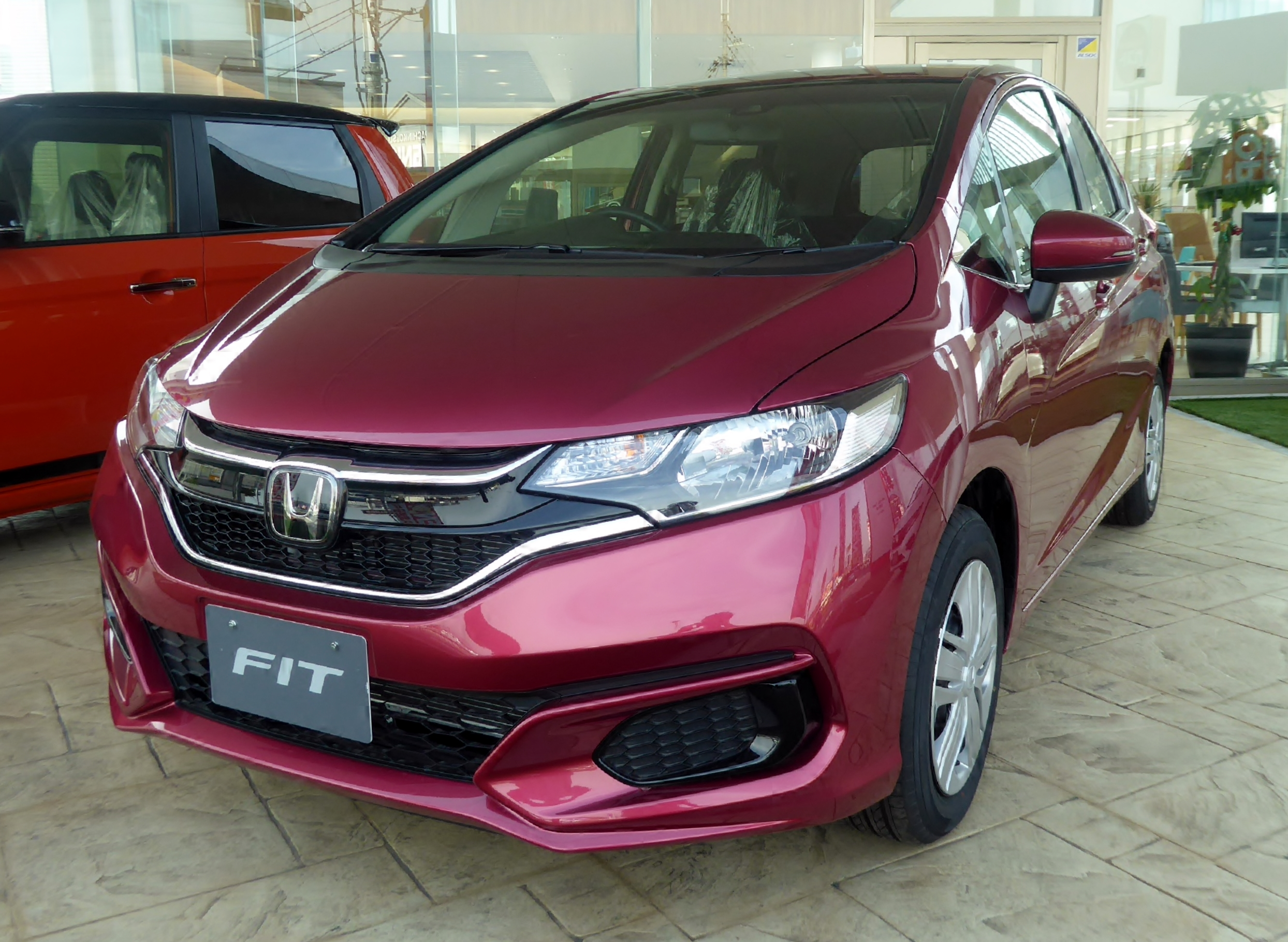
2017年6月改良型 13G・F
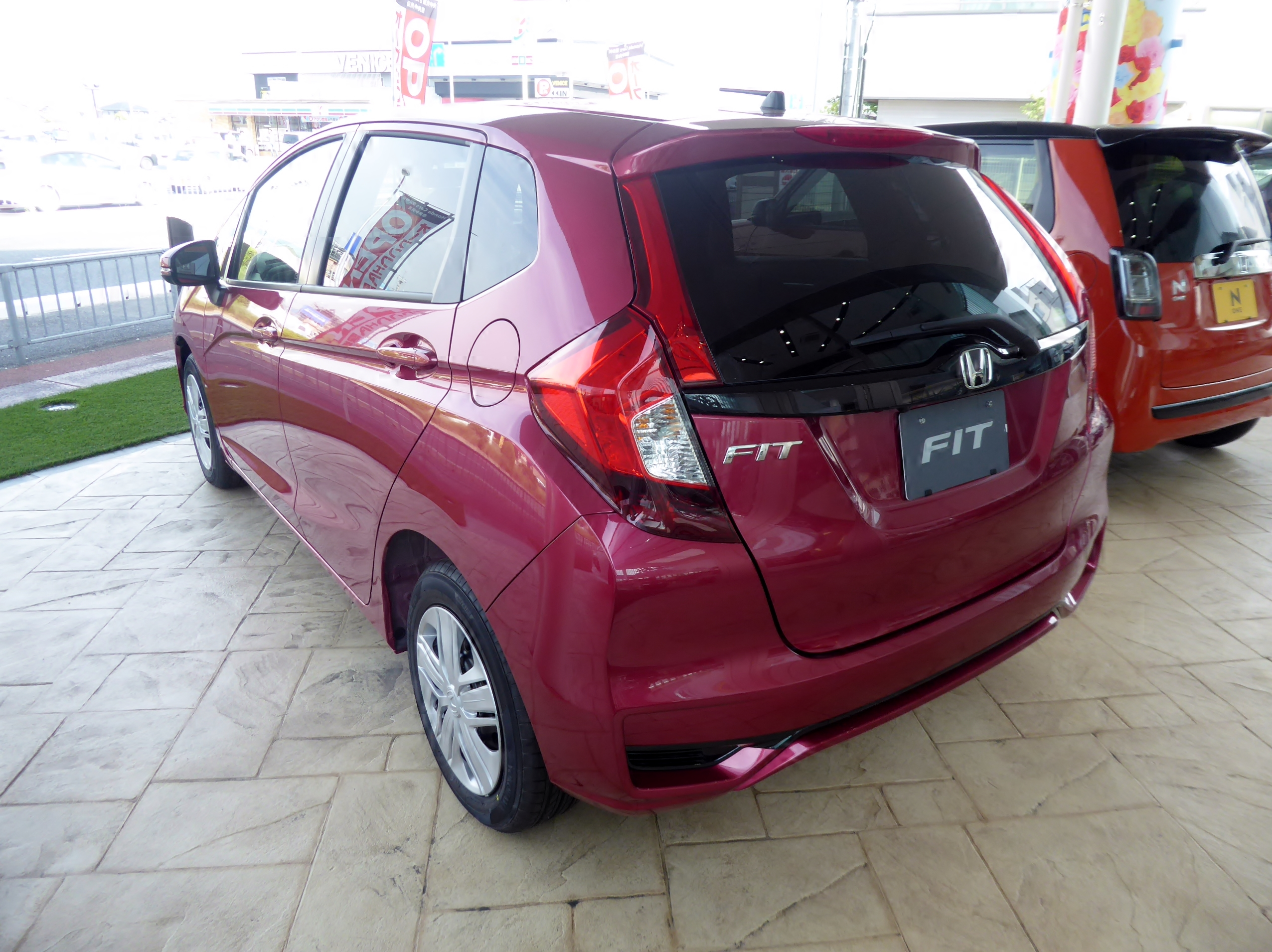
2017年6月改良型 13G・F 後面

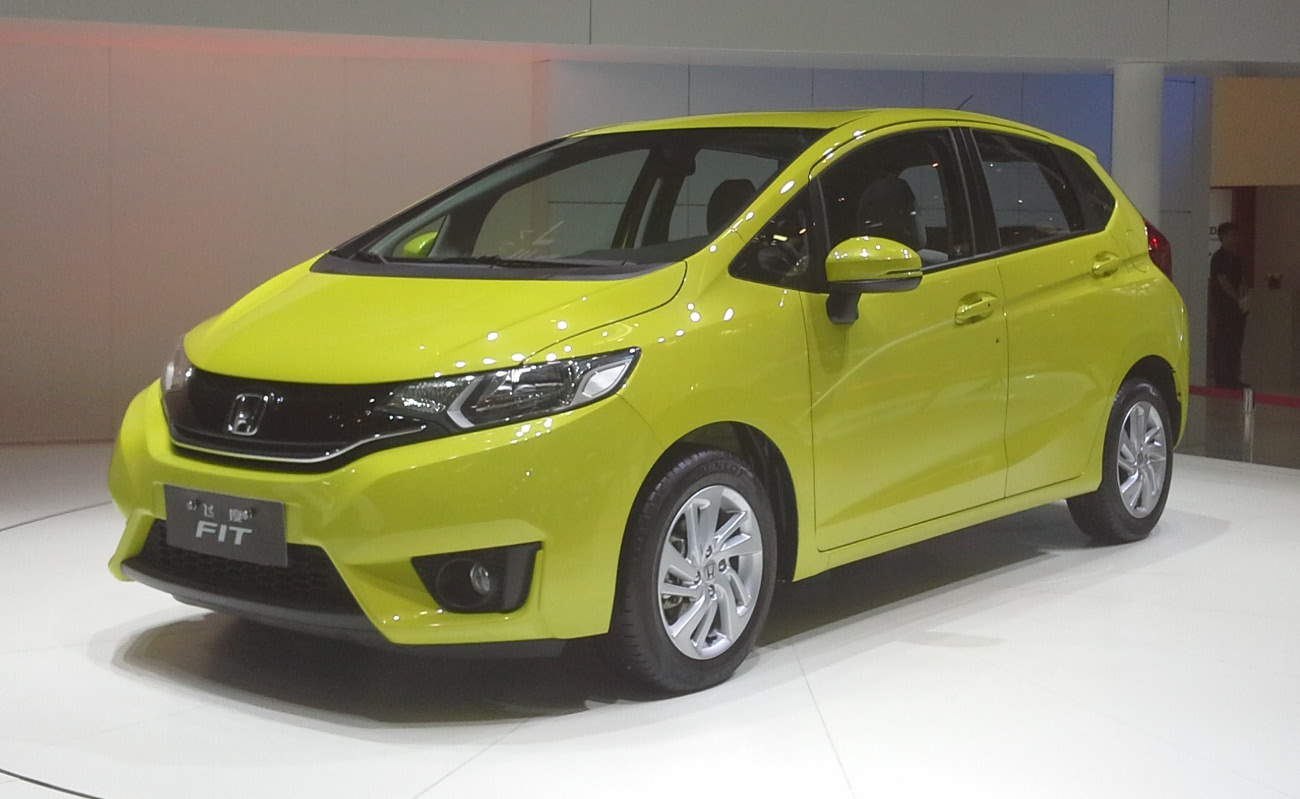
中国仕様2014型
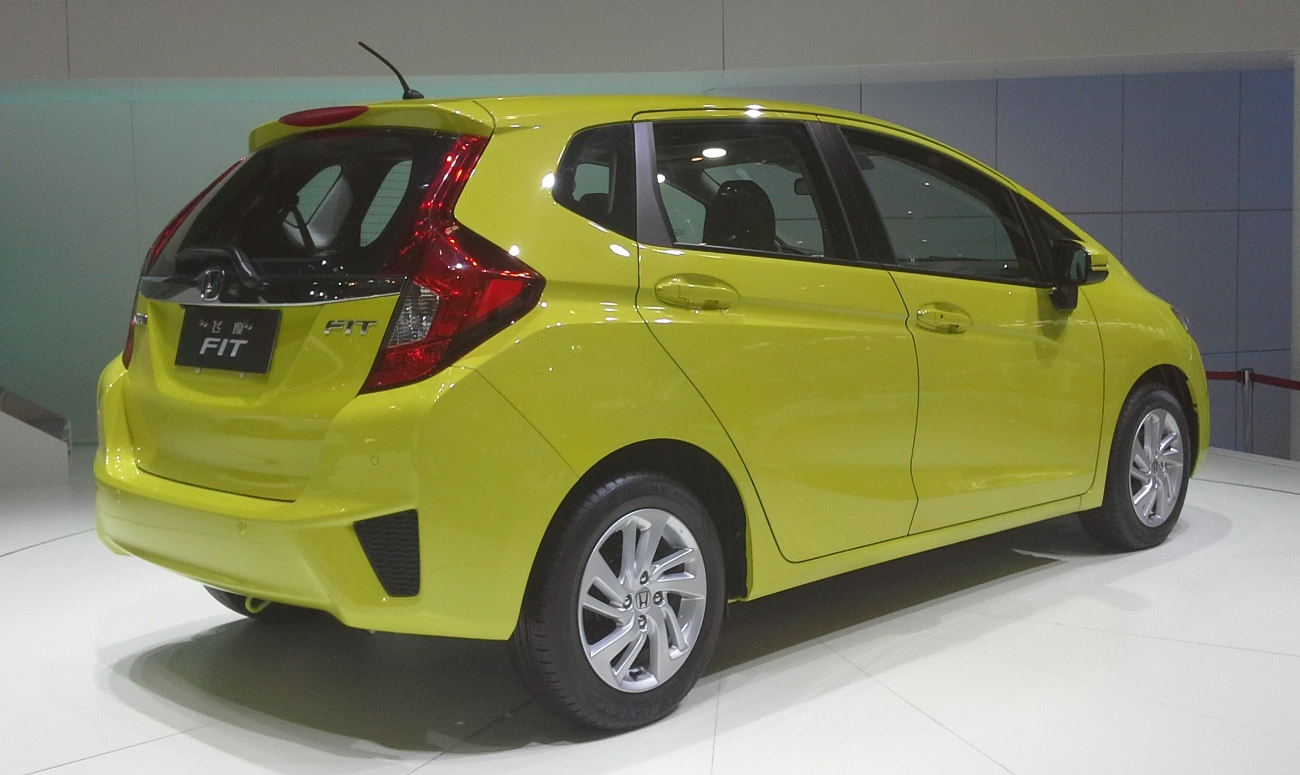
中国仕様2014年型 後面
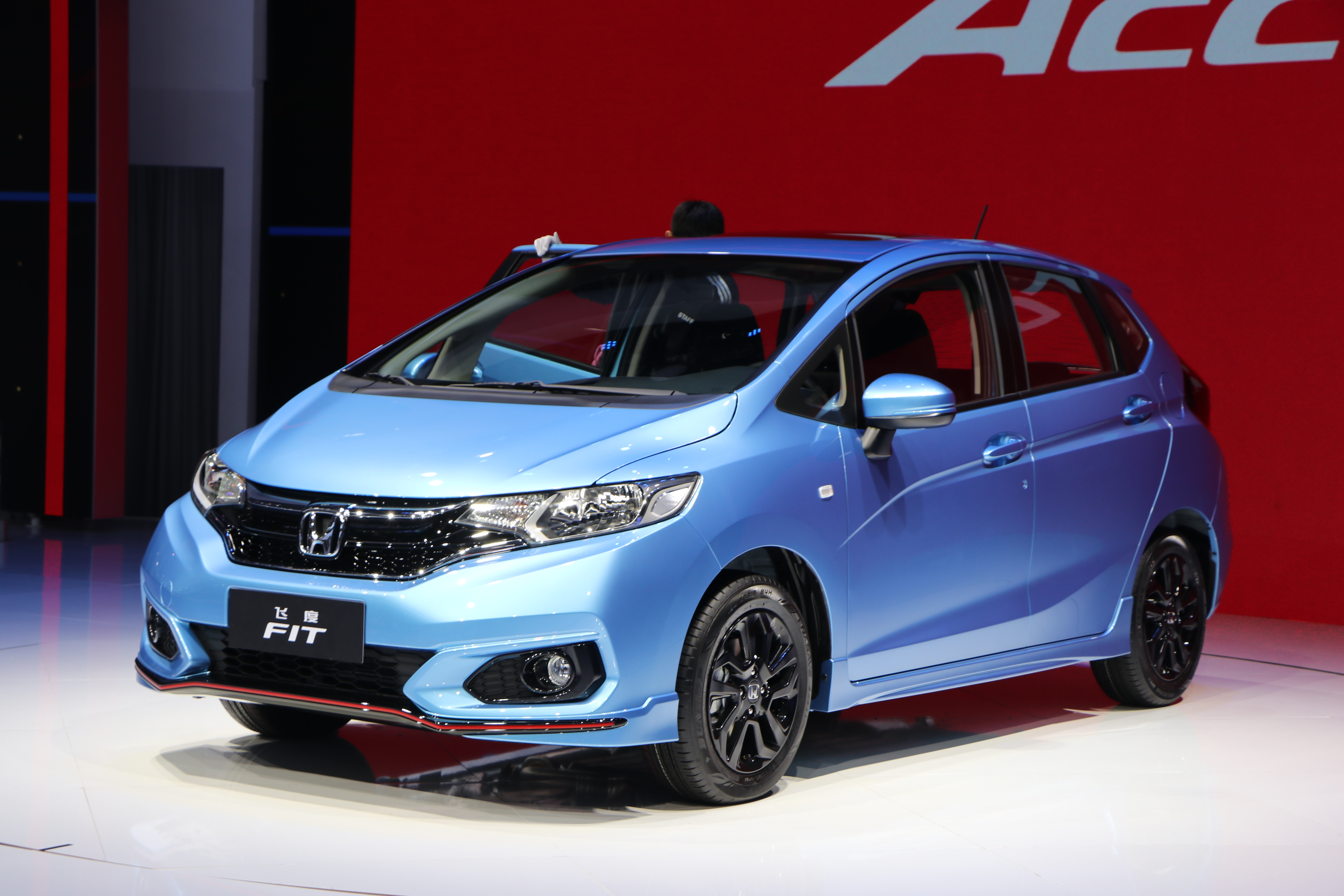
中国仕様2017年改良型

## 4代目 GR1/2/3/4/5/6/7/8/GS4/5/6/7型（2020年 - ）

### 概要
断面構造の変更で衝突安全性能を確保しつつ、フロントピラーが3代目の半分以下の厚さとなった。インストルメントパネルは水平・直線基調とし、シンプル設計のバイザーレスメーターを採用。シートにはフロントに骨盤から腰椎までを樹脂製マットで支えるHonda車初のボディスタビライジングシートを採用。リアは厚みのあるやわらかな素材のパッドが採用された。
パワートレインはガソリンとハイブリッドの2種類の構成は踏襲され、ガソリンモデルは1.3Lのみに集約の上、3代目と同じL13B型を踏襲。ハイブリッドモデルはホンダのコンパクトカーで初搭載となる2モーター方式e:HEVが採用されたことにより、2代目・3代目の「フィットハイブリッド」から「フィットe:HEV（イー エイチイーブイ）」へ名称変更された。フロントシートの間にテーブルコンソールが設置されたほか、e:HEVモデルはIPU（インテリジェントパワーユニット）の小型化により、荷室容量を確保した。2022年10月のマイナーチェンジでガソリンモデルは排気量を1.5Lにアップしたことで最高出力・最大トルク共に向上されたL15Z型に換装。e:HEVモデルはモーターの最高出力が14PS(10kW)向上された。
本モデルは国産車ではクラス唯一の全輪ディスクブレーキを全車標準装備する。
「Honda SENSING（ホンダセンシング）」は前後8箇所に配置したソナーセンサーに加え、フロントワイドビューカメラを搭載したことで性能が強化され、誤発進抑制機能を後方にも対応するとともに、オートハイビームとホンダ車で初搭載となる近距離衝突軽減ブレーキを追加した11の機能となったが、2022年10月のマイナーチェンジで、渋滞運転支援機能であるトラフィックジャムアシスト、パーキングセンサーシステム、2022年9月にマイナーチェンジされた2代目N-WGNでホンダ初導入された急アクセル抑制機能を追加。タイプ別設定となるブラインドスポットインフォメーションと後退出車サポートも加わったことで、16の機能へ強化された。さらに、ホンダ車の日本国内向けモデルでは初となる専用の車載通信モジュール「Honda CONNECT（ホンダコネクト）」が搭載された。緊急サポートセンターとHondaリモート操作で構成され、「Honda ALSOK 駆けつけサービス（有料オプション）」を追加可能なコネクテッドサービス「Honda Total Care プレミアム」を受けることが可能である。
WLTCモード走行による排出ガス並びに燃料消費率（燃料消費率はJC08モード走行時も併記）に対応し、ガソリン車・e:HEV問わず全タイプで「平成30年排出ガス基準75%低減レベル（☆☆☆☆☆）」認定を取得するとともに、e:HEVモデルは2代目フィットハイブリッドよりもJC08モード走行における燃料消費率が向上された。
「CROSSTAR」系は樹脂製のホイールアーチプロテクター等の追加で全幅が+30mm拡幅されて1,725mmとなったことで、一般販売されるフィットでは初となる3ナンバー登録となっている。
尚、生産は先代の埼玉製作所寄居完成車工場から鈴鹿製作所に移管している。

### 年表
2019年10月16日
新型モデルに関する情報をホームページ上に先行公開したことが発表され、助手席側のサイドシルエットの写真が公開された。
2019年10月23日
第46回東京モーターショー2019にて世界初公開され、主な概要も発表された。発売は2020年2月予定とアナウンスされた。
2020年2月13日
フルモデルチェンジが公式発表された（2月14日発売）。
キャッチフレーズは「Human! FIT!」で、CMナレーターは妻夫木聡、CMソングは奥田民生の「And I Love Car」。
タイプ体系はガソリンモデル・e:HEVモデル共通となるが、体系そのものが刷新され、最廉価となるシンプル仕様の「BASIC」、コンビシート（プライムスムース×ナチュラルテキスタイル）やフルLEDヘッドライトなどを装備したコンフォート仕様の「HOME」、シートやソフトパッドに撥水ファブリックを採用し、16インチアルミホイールなどを装備したスポーティ仕様の「NESS（ネス）」、フロントグリルとバンパー（フロント・リア）を専用デザインに変えるとともに、ホイールアーチプロテクター・ガーニッシュ（サイドシル・ドアロアー）などを装備したアクティブ仕様の「CROSSTAR（クロスター）」、ブラウンの専用内装色を設定し、本革シートなどを装備した最上位となるスタイリッシュ仕様の「LUXE（リュクス）」の5タイプとなった。
ボディカラーは3代目からプレミアムクリスタルレッド・メタリック（有料色）、プラチナホワイト・パール（有料色）、ルナシルバー・メタリック、シャイニンググレー・メタリック、ミッドナイトブルービーム・メタリック（有料色）、クリスタルブラック・パールの6色を踏襲し、プレミアムサンライトホワイト・パール（有料色）、エアーライトブルー・メタリック（「CROSSTAR」を除く）、プレミアムグラマラスブロンズ・パール（有料色、「CROSSTAR」は除く）、サーフブルー（「CROSSTAR」専用色）の4色を追加して10色展開に、また、「HOME」・「NESS」・「CROSSTAR」にはボディカラーによりブラック又はシルバーと組み合わせた2トーンカラー（有料色）10種（タイプにより設定可能なカラーは異なる）、「NESS」にはライムグリーンと組み合わせたアクセント2トーンカラー（有料色）5種も設定される。
2020年3月16日
発売から約1か月となる3月16日時点での累計受注台数が月販目標（10,000台）の3倍以上となる31,000台となったことが発表された。
2021年6月3日
一部改良並びに20周年特別仕様車「Casa（カーサ）」・「Maison（メゾン）」を発表、コンプリートカー「e:HEV Modulo X（モデューロ エックス）」の追加設定が発表された（6月4日発売）。
一部改良では「Honda Total Care プレミアム」の対応サービスが増え、「Honda アプリセンター」や車内Wi-Fi等が新たに搭載され、「e:HEV Basic」・「Basic」を除くタイプには、専用設計のプレミアムオーディオのメーカーオプション設定を追加した。
特別仕様車は「Home」及び「e:HEV Home」をベースに、共通で運転席&助手席シートヒーター、アームレスト付センターコンソールボックス、ブラック塗装の電動格納式リモコンドアミラー、「LUXE」用と同デザインのブラッククリア塗装16インチアルミホイール、専用フロアカーペットを装備し、「Casa」はグレー×ブラック、「Maison」はグレー×ベージュのコンビシートを採用した。
なお、ボディカラーはプレミアムグラマラスブロンズ・パール（有料色）が特別仕様車「Maison」専用色へ移行され、新色としてローズゴールド・メタリック（有料色/「CROSSTAR」を除く）を設定。グレー系のシャイニンググレー・メタリックはメテオロイドグレー・メタリック（有料色）へ差し替え。「NESS」に設定のアクセント2トーンカラー（有料色）はライムグリーンからオレンジに変更され、シャイニンググレー・メタリック&ライムグリーンはメテオロイドグレー・メタリック&オレンジへ入れ替えた。
「e:HEV Modulo X」はフロントに「Modulo X」エンブレム付の専用グリル、リアにテールゲートスポイラーが装着され、バンパーを専用仕様に変更。フロントとリアのHマーク・車両エンブレム・専用リアエンブレムをダーククロムメッキエンブレムに、電動格納式リモコンドアミラーやリアライセンスガーニッシュにブラック塗装を採用した。ダンパーは専用セッティングが施され、16インチアルミホイールはホンダアクセスがSUPER GTのレーシングマシン「Modulo NSX-GT」へ供給しているホイールと共用のデザインとした。内装は専用内装色としてブラックとブラック×ボルドーレッドの2色が設定され、ステアリングリモコン部・ドリンクホルダー部・エスカッションカバーのアクセントカラーインテリアパネルにグレーメタリックを、フロントシートは本革とセーレンの「ラックススェード」に「Modulo X」ロゴのステッチをあしらった専用コンビシートが採用された。また、ディーラーオプションのHonda CONNECT対応ギャザズナビを装着可能にする「Honda CONNECT for Gathers + ナビ装着用スペシャルパッケージ」が標準装備されるが、プレミアムオーディオのメーカーオプションは非設定となる。ボディカラーはプラチナホワイト・パール（有料色）、ミッドナイトブルービーム・メタリック（有料色）、クリスタルブラック・パールの3色に、2トーンカラーとなるプラチナホワイト・パール&ブラック（有料色）を加えた4色が設定される。なお、「e:HEV Modulo X」は持ち込み検査が必要である。
2022年8月5日
秋にマイナーチェンジを行うこととなり、ホームページ上に先行公開したことを発表。その中で、2・3代目に設定されていた「RS」がマイナーチェンジを機に復活することが明らかとなった。
2022年10月6日
マイナーチェンジを正式発表（10月7日発売）。
前述したパワートレインの変更や「Honda SENSING」の機能強化に加え、「BASIC」・「HOME」・「LUXE」はアッパーグリルの位置が上がり、「HOME」と「LUXE」はその上部にメッキ加飾のラインを水平に通した。「CROSSTAR」は専用装備であるフロント・サイド・リアのガーニッシュをシルバーに変更。また、「NESS」に替わって復活した「RS」はフロントフェイス（グリル・バンパー）、サイドシルガーニッシュ、リア（バンパー・スポイラー）、アルミホイールを専用デザインとしたスポーティモデルで、荒れた路面での車体の揺れを抑えるために専用のサスペンションを装備。「e:HEV RS」では、アクセルオフ時の減速力を4段階から選択可能な減速セレクターや「NORMAL」・「SPORT」・「ECON」の3モードから選べるドライブモードスイッチが専用装備される。なお、マイナーチェンジ当初はe:HEVモデルの「e:HEV RS」のみの設定となり、ガソリンモデルの「RS」は11月10日に発表されることが予告された。
ボディカラーはエアーライトブルー・メタリック（「CROSSTAR」を除く）と「CROSSTAR」専用色のサーフブルーを廃止、プレミアムサンライトホワイト・パール（有料色）は「CROSSTAR」への設定を、プレミアムクリスタルレッド・メタリック（有料色）は「BASIC」への設定をそれぞれ廃止し、メテオロイドグレー・メタリックは「HOME」・「RS」・「LUXE」専用色に、ミッドナイトブルービーム・メタリック（有料色）とローズゴールド・メタリック（有料色）は「HOME」・「LUXE」専用色に、ルナシルバー・メタリックは「BASIC」専用色にそれぞれ移行。新色として「HOME」・「CROSSTAR」・「LUXE」専用色のフィヨルドミスト・パール（有料色）と「RS」・「CROSSTAR」専用色のスレートグレー・パール（有料色）を追加した。2トーンカラー（有料色）は「CROSSTAR」専用となり、既存のプラチナホワイト・パール&ブラックに新色のフィヨルドミスト・パール&ブラックとスレートグレー・パール&ブラックを追加した3色に整理された。
2023年6月23日
原材料価格や物流費などの世界的な高騰に伴い、7月27日発売分からN-WGN、N-ONE、N-VAN、ヴェゼル、シビック（タイプRを除く）と共にメーカー希望小売価格の改定を実施することを発表。助手席回転シート車を含め、タイプや駆動方式により、31,900円～70,400円（10%の消費税込）値上げされる。
2023年12月22日
特別仕様車「BLACK STYLE」が発売された。
「HOME」をベースに、外観はフロントグリルモールディングをブラッククロームメッキに、15インチホイールをベルリナブラックの専用アルミホイール（ブラックホイールナット）にそれぞれ変えるとともに、専用エクステリアとしてブラック塗装のフロントロアースカート・リアライセンスガーニッシュ・テールゲートスポイラー、ピアノブラック塗装のサイドシルガーニッシュを装備。内装はステアリングスイッチとドリンクホルダーのガーニッシュ、セレクトレバーエスカッションを「RS」や「LUXE」と同じピアノブラック調に変更した。
ボディカラーはプレミアムクリスタルレッド・メタリック、ミッドナイトブルービーム・メタリック、プラチナホワイト・パール、クリスタルブラック・パールの4色が設定され、クリスタルブラック・パール以外は有料色となる。
2024年8月1日
一部改良が発表された（9月5日発売）。
オートリトラミラー、全席オートパワーウィンドウ、助手席シートバックポケット（助手席回転シート車は除く）、ラゲッジルームランプが全タイプ標準装備されるとともに、タイプ毎に運転席シートバックポケット（「BASIC」・「e:HEV BASIC」・「e:HEV LUXE」を除くタイプ）、本革巻ステアリングホイール・本革巻セレクトレバー（「HOME」・「CROSSTAR」・「e:HEV CROSSTAR」）、リアセンターアームレスト（「e:HEV RS」）、シートバックスマートフォンポケット（「RS」・「CROSSTAR」）、アームレスト付センターコンソールボックス（ドリンクホルダー付、「CROSSTAR」・「e:HEV CROSSTAR」）も追加装備された。
2025年7月10日
一部改良が発表された（7月11日発売）。
「CROSSTAR」は外内装デザインが変更され、ドアミラーとリアライセンスガーニッシュをシルバー塗装に、アウタードアハンドルをボディー同色に、助手席ダッシュボードとアームレストの色をネイビーにそれぞれ変更され、ステアリングパネルとセレクトレバーエスカッションにブラックを採用。シートにはサイドにライムイエローのステッチが追加された。
ボディカラーのラインナップも変更され、ミッドナイトブルービーム・メタリック（「HOME」・「LUXE」専用色/有料色）とメテオロイドグレー・メタリック（「HOME」・「RS」・「LUXE」専用色/有料色）を廃止、スレートグレー・パール（有料色）を「HOME」と「LUXE」でも設定可能となり、プラチナホワイト・パール（有料色）は「LUXE」での設定を、プレミアムサンライトホワイト・パール（有料色）は「BASIC」と「RS」での設定をそれぞれ廃止。新色としてボタニカルグリーン・パール（「CROSSTER」専用色/有料色）とフィットでは初採用となるシーベットブルー・パール（「BASIC」を除く/有料色）が追加された。
特別仕様車「BLACK STYLE」もボディカラーのラインナップ変更を受けて継続販売され、ベース車同様にミッドナイトブルービーム・メタリック（有料色）を新色のシーベッドブルー・パール（有料色）へ入れ替え、従来は設定不可だったプレミアムサンライトホワイト・パール（有料色）の設定が可能となったことで全5色となった。
また、原材料価格や物流費などの世界的な高騰を受けて価格改定も実施され、タイプや駆動方式により56,100円～89,100円（10%の消費税込）値上げされた。

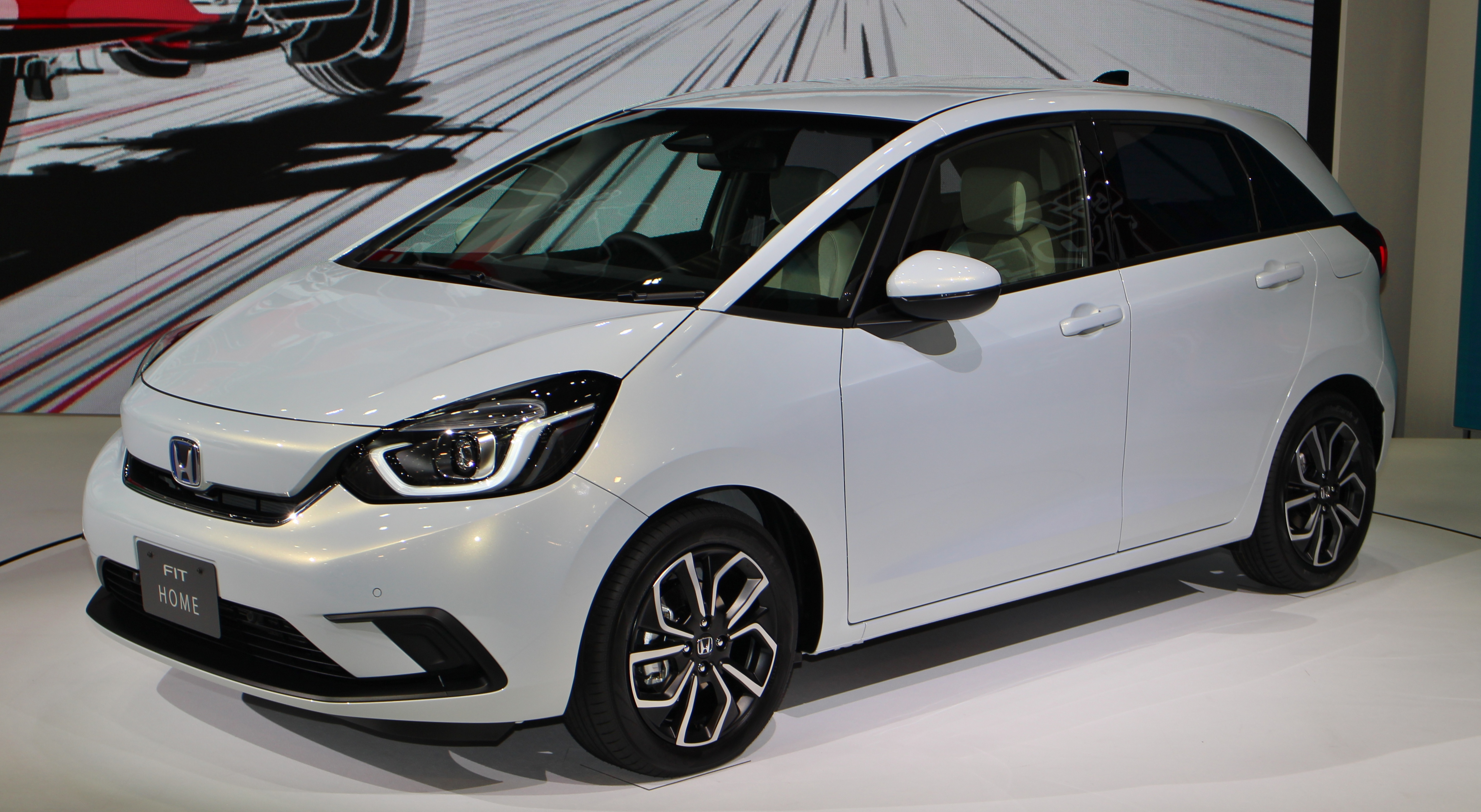
e:HEV HOME 東京モーターショー2019展示車両[注 30]
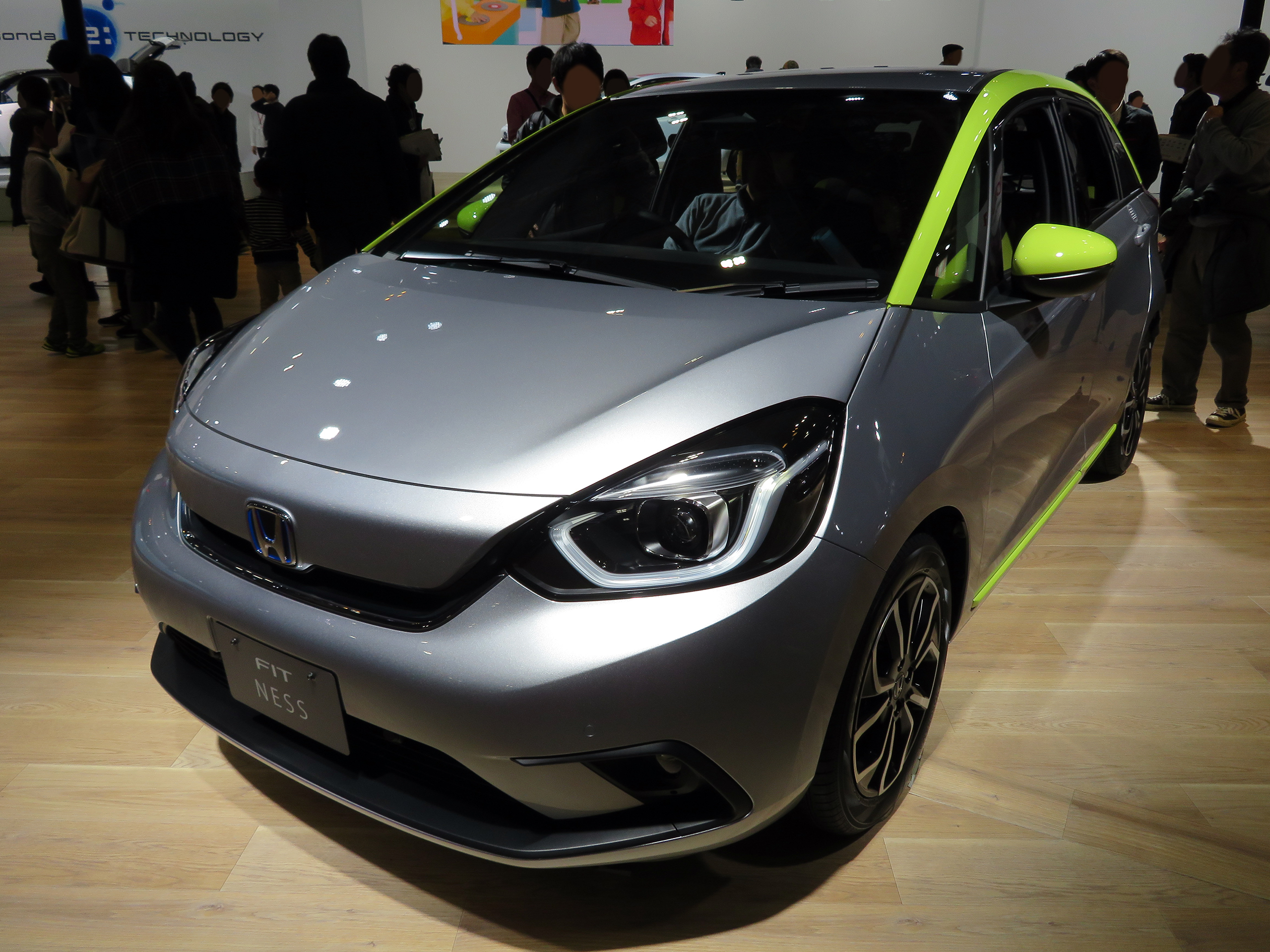
2020年2月販売型 e:HEV NESS
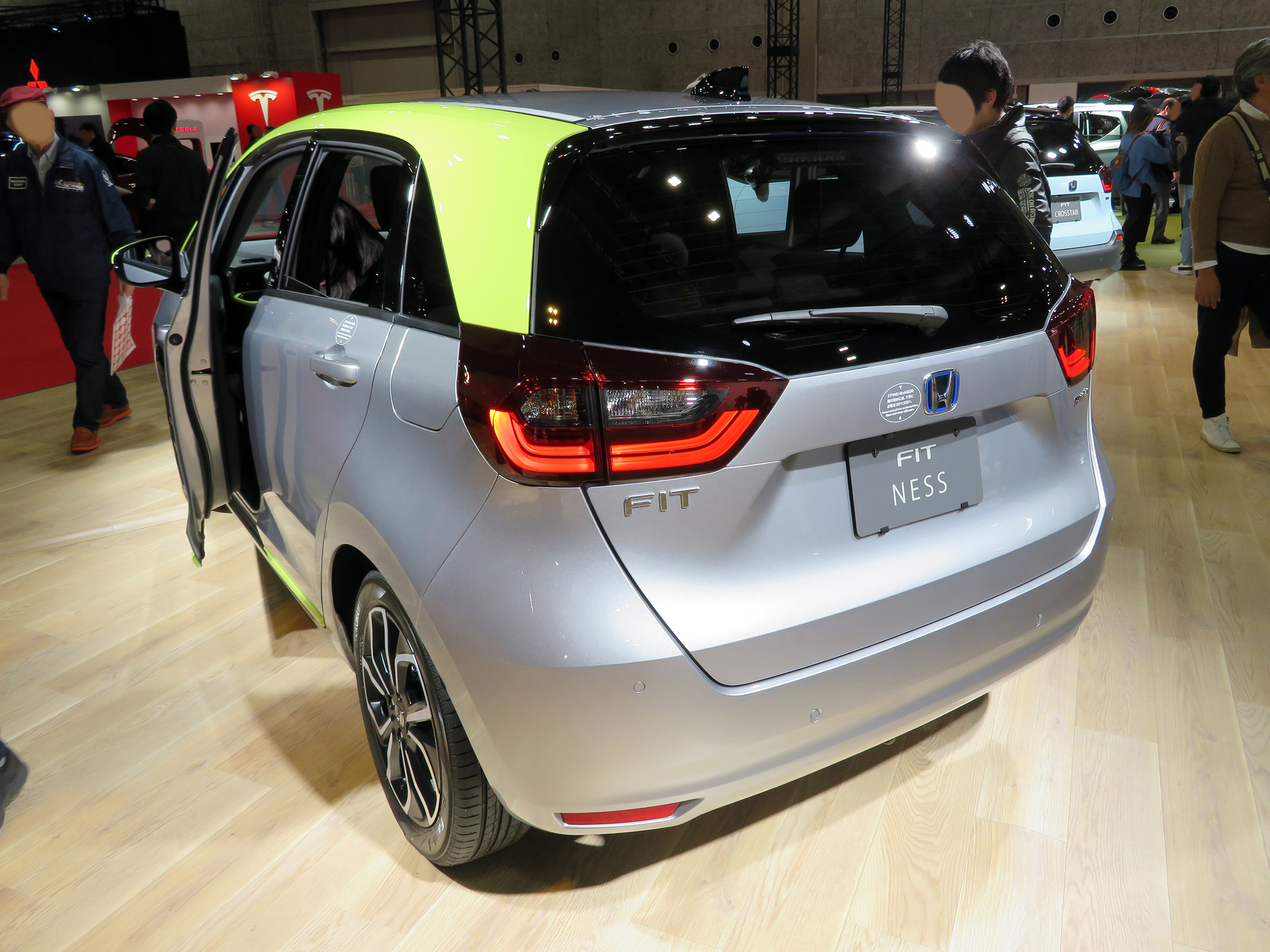
2020年2月販売型 e:HEV NESS 後面
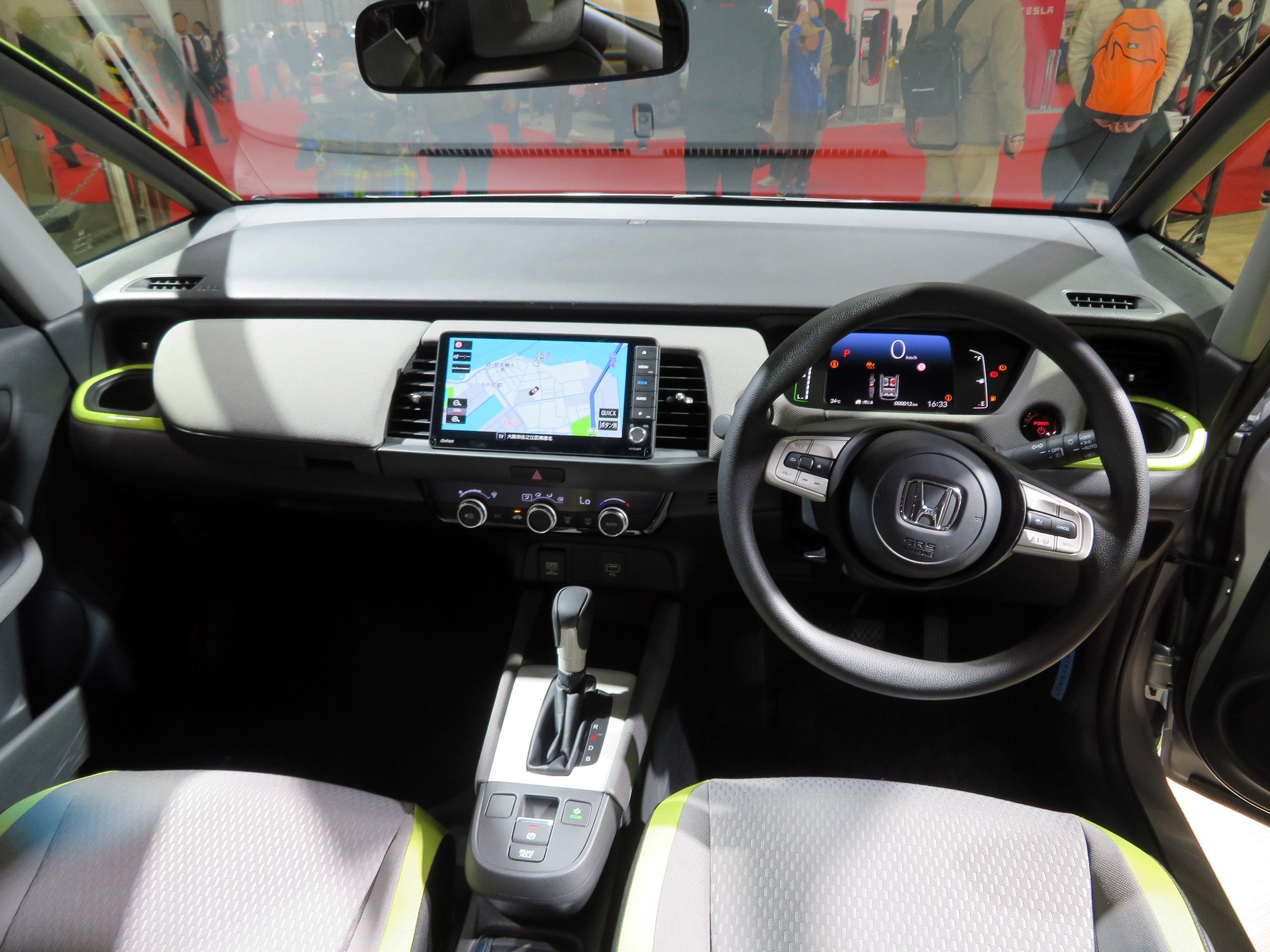
2020年2月販売型 e:HEV NESS 室内
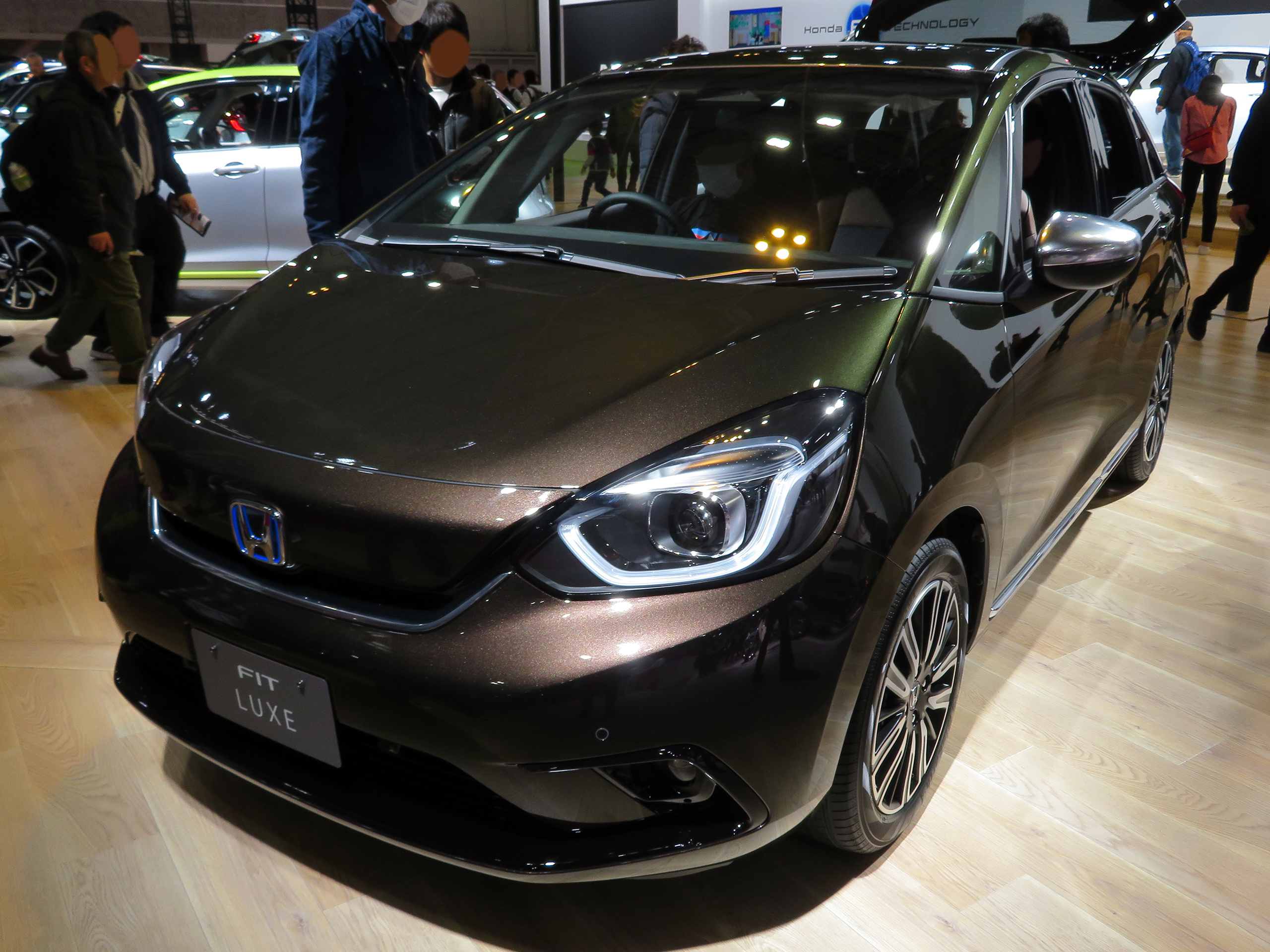
2020年2月販売型 e:HEV LUXE
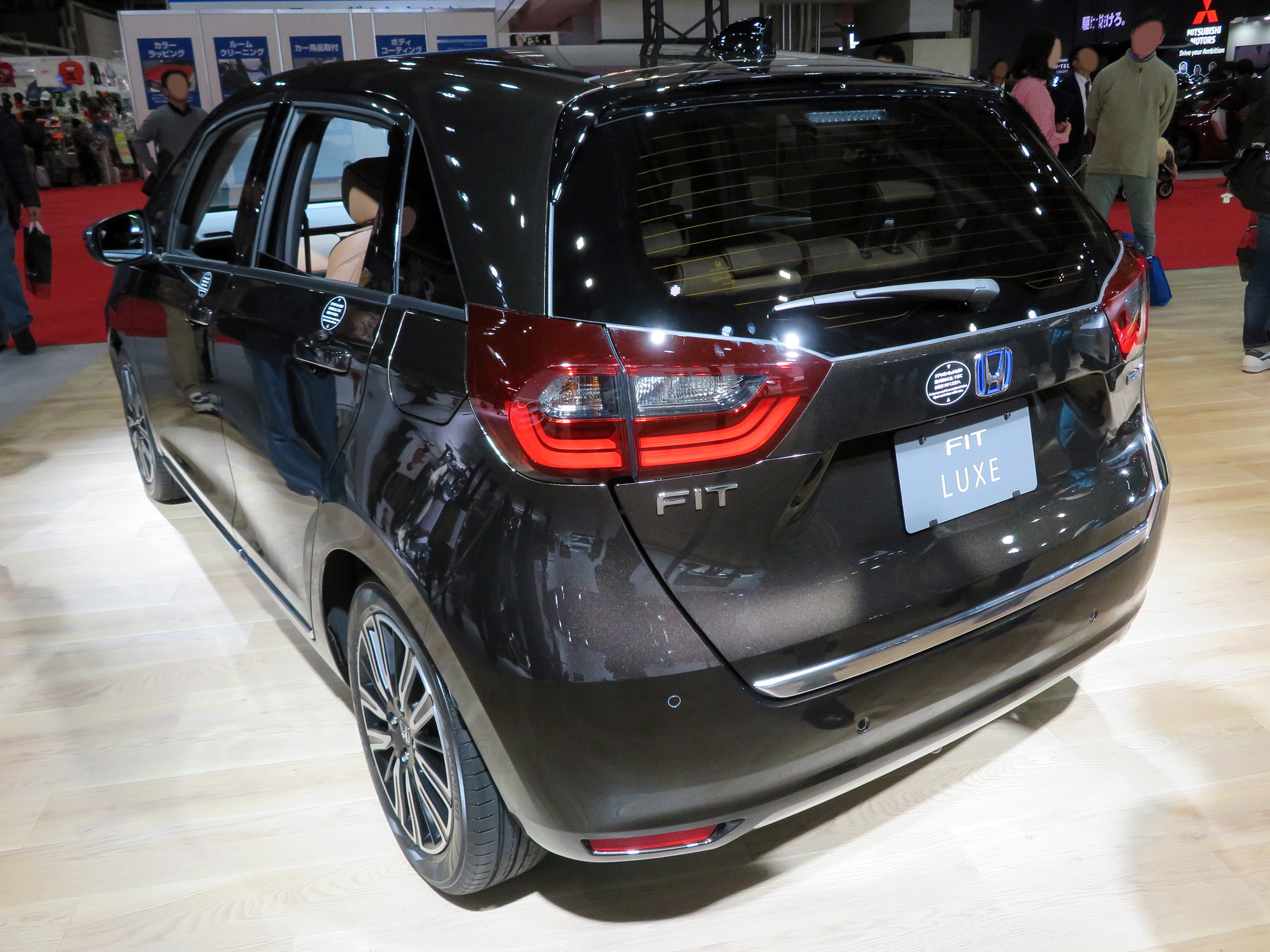
2020年2月販売型 e:HEV LUXE 後面
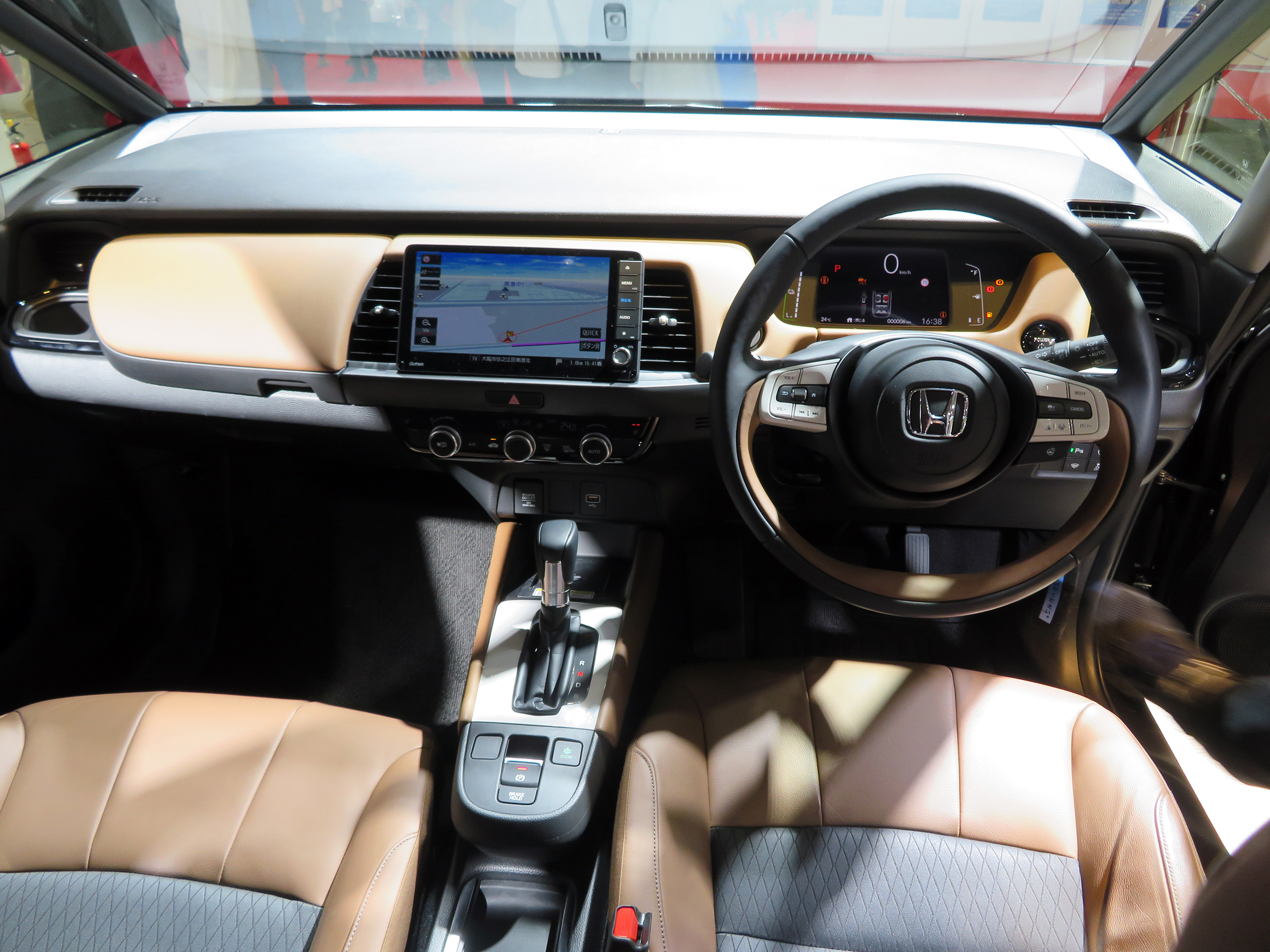
2020年2月販売型 e:HEV LUXE 室内
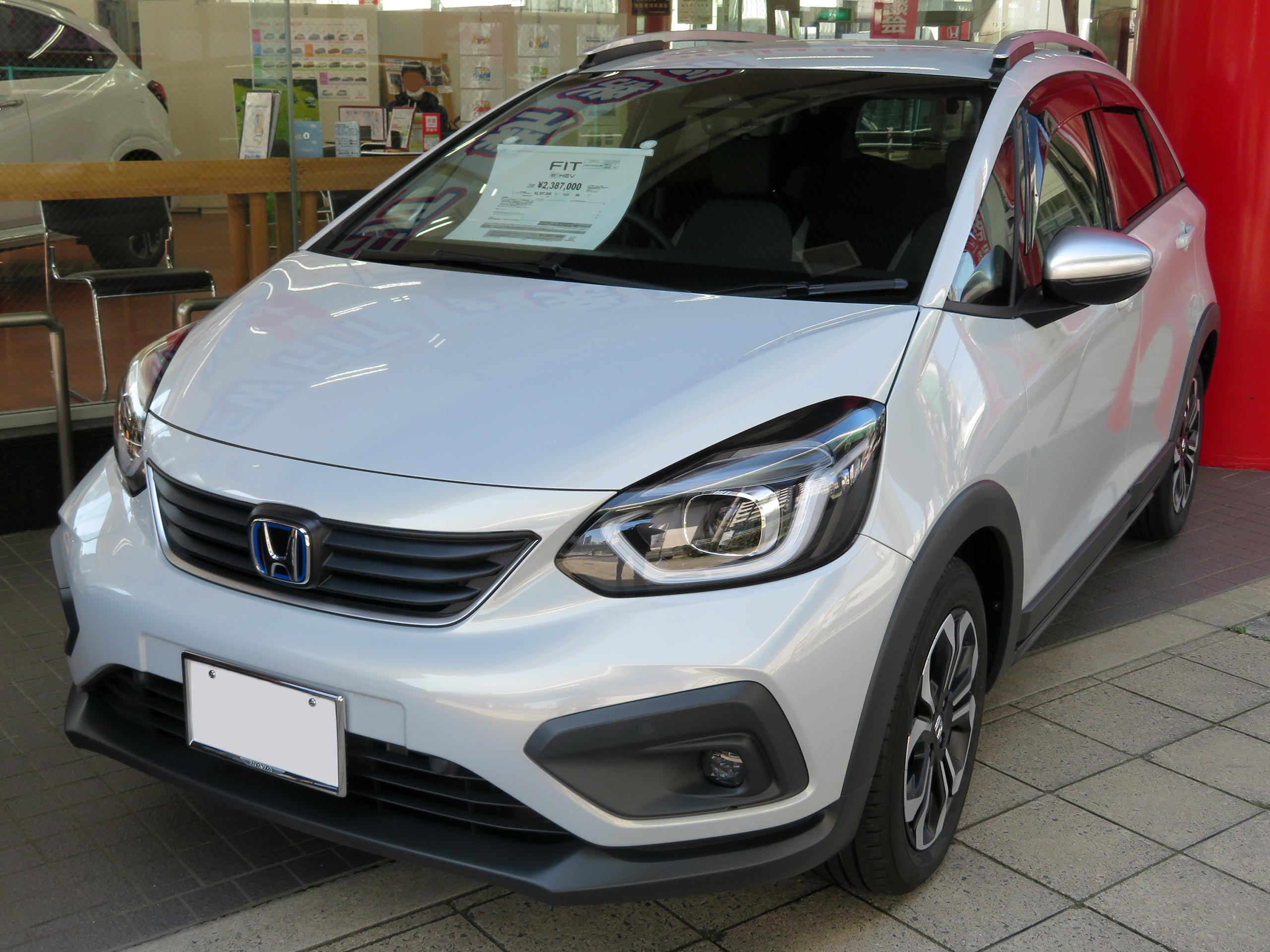
2020年2月販売型 e:HEV CROSSTAR
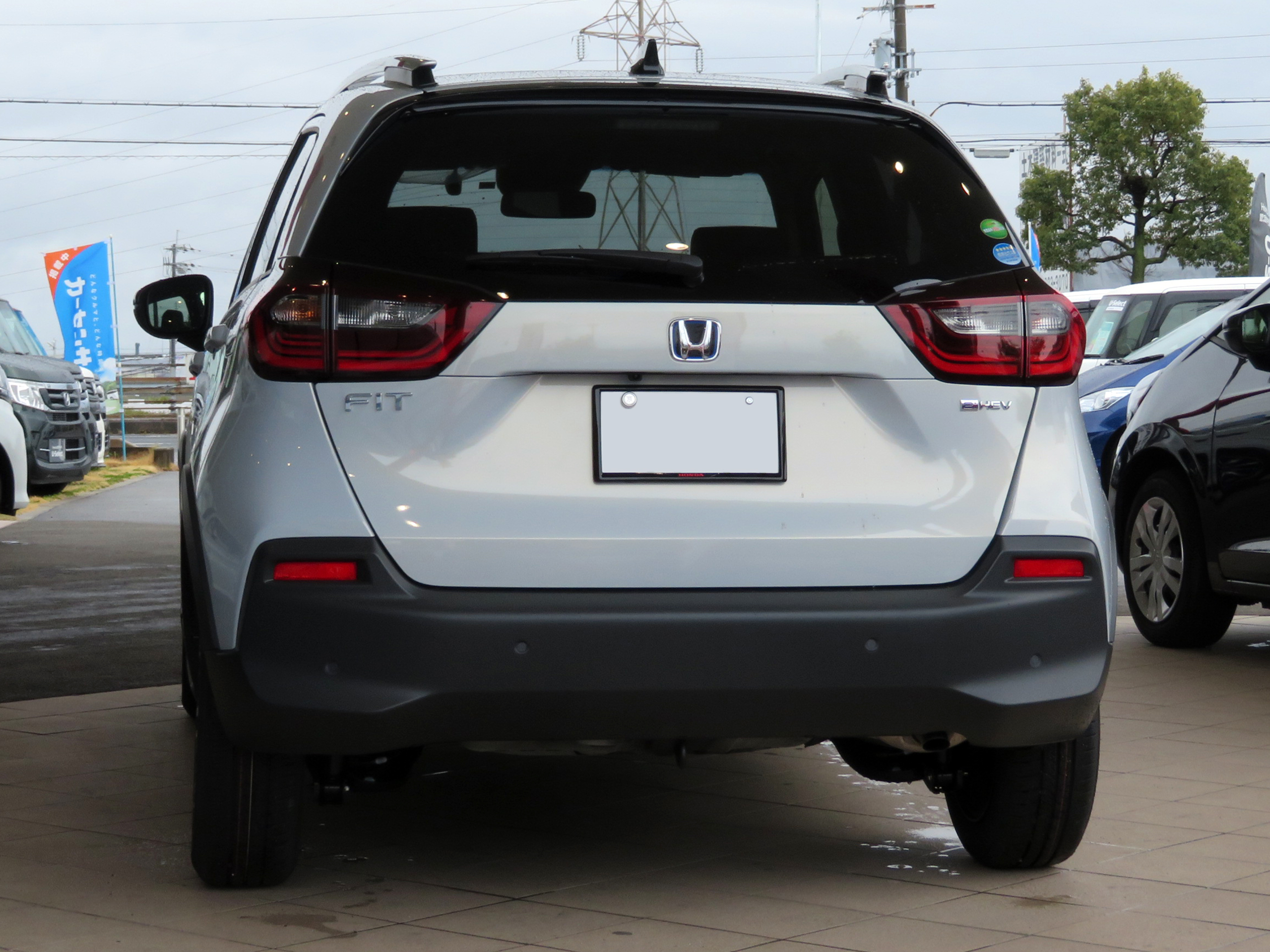
2020年2月販売型 e:HEV CROSSTAR 後面
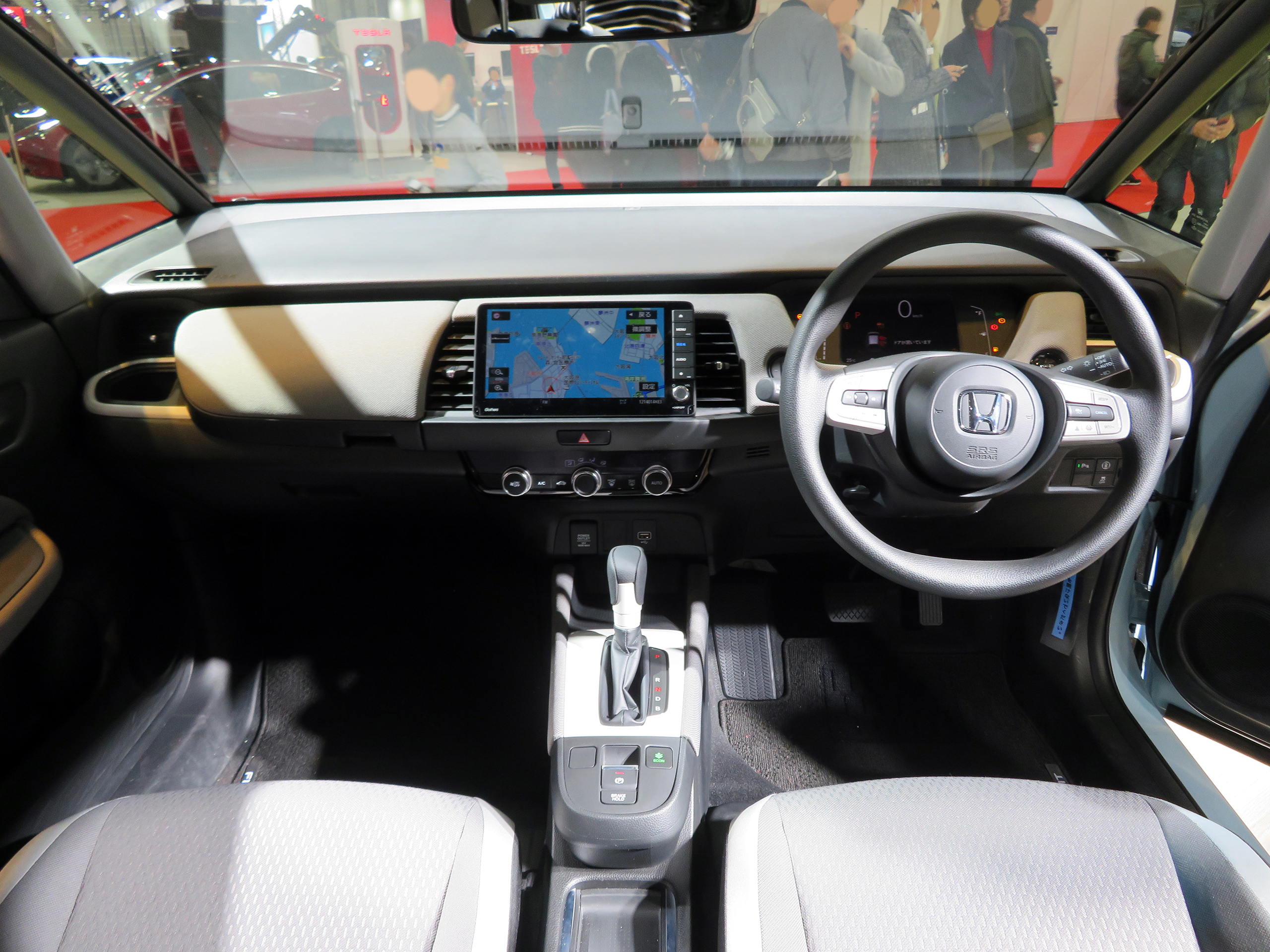
2020年2月販売型 e:HEV CROSSTAR 室内
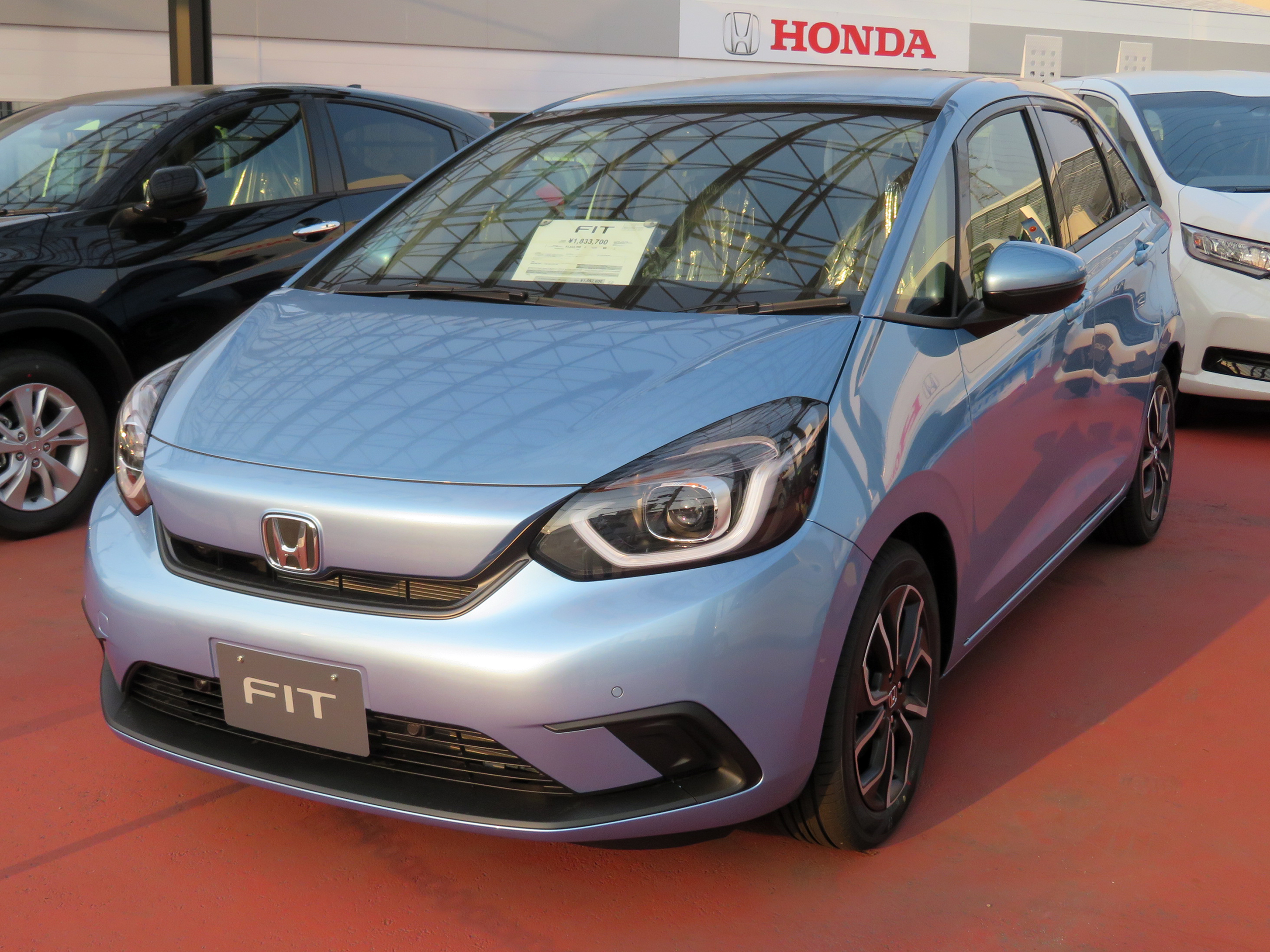
2020年2月販売型 HOME[注 30]
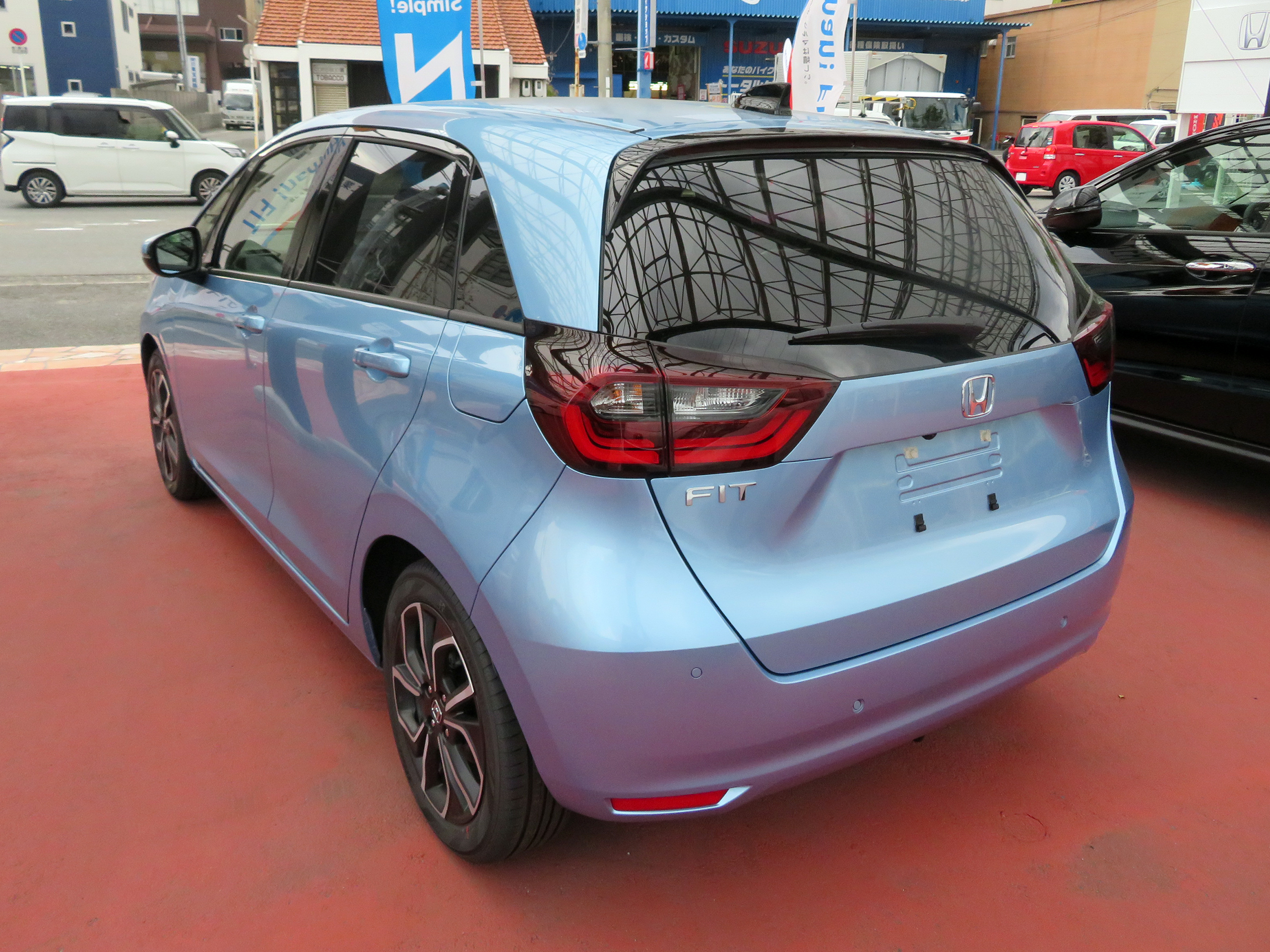
2020年2月販売型 HOME[注 30] 後面
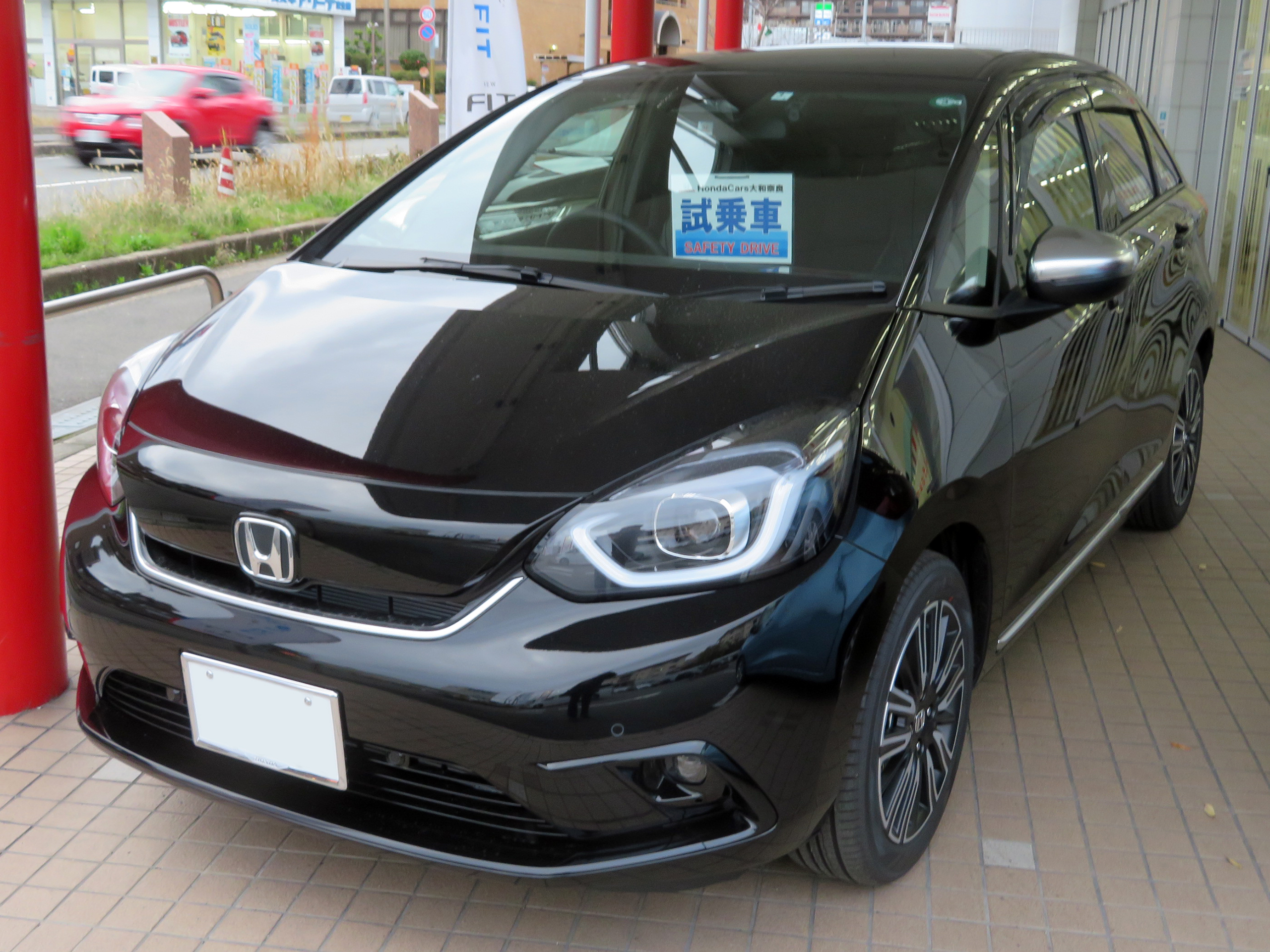
2020年2月販売型 LUXE
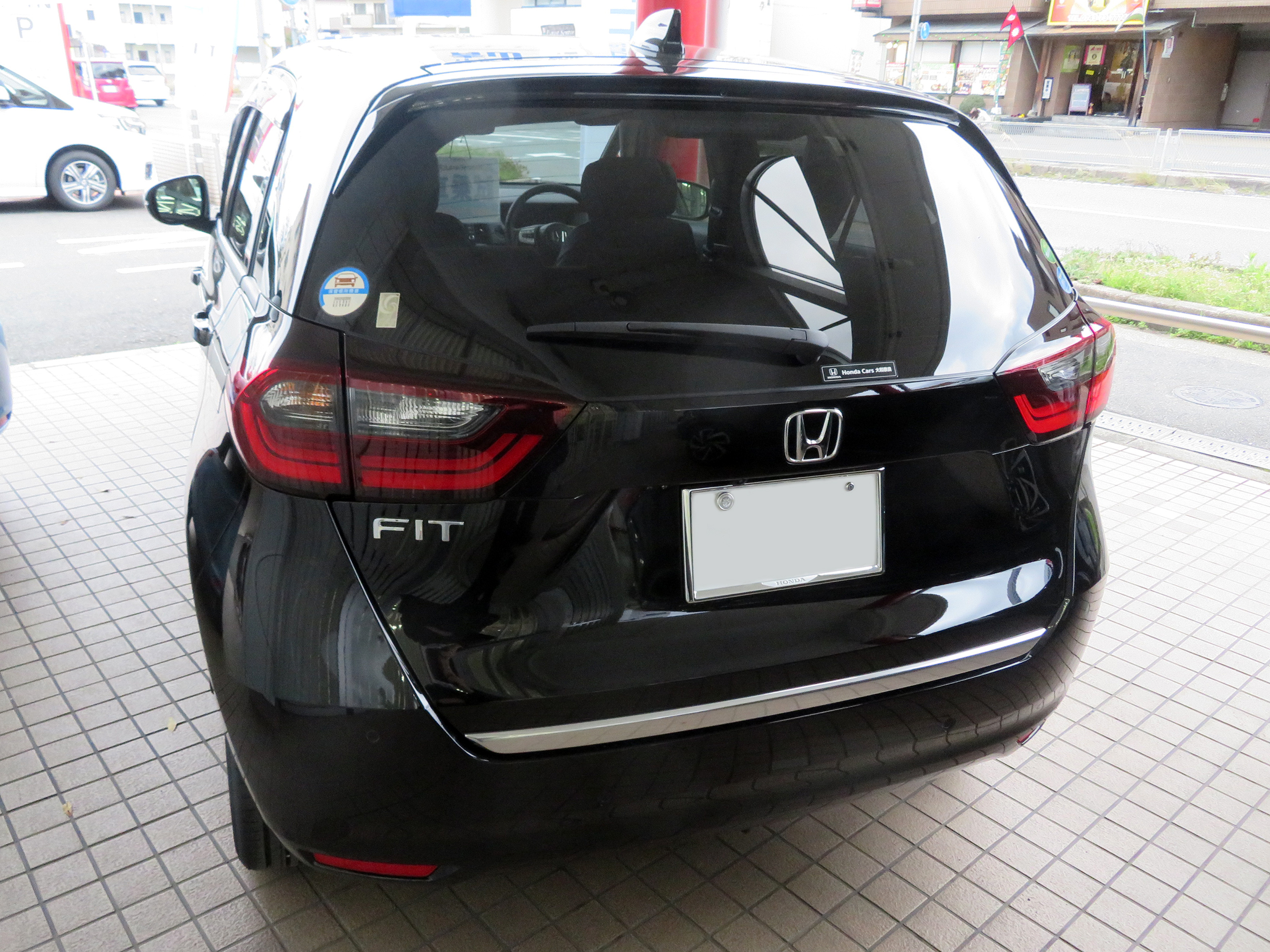
2020年2月販売型 LUXE 後面
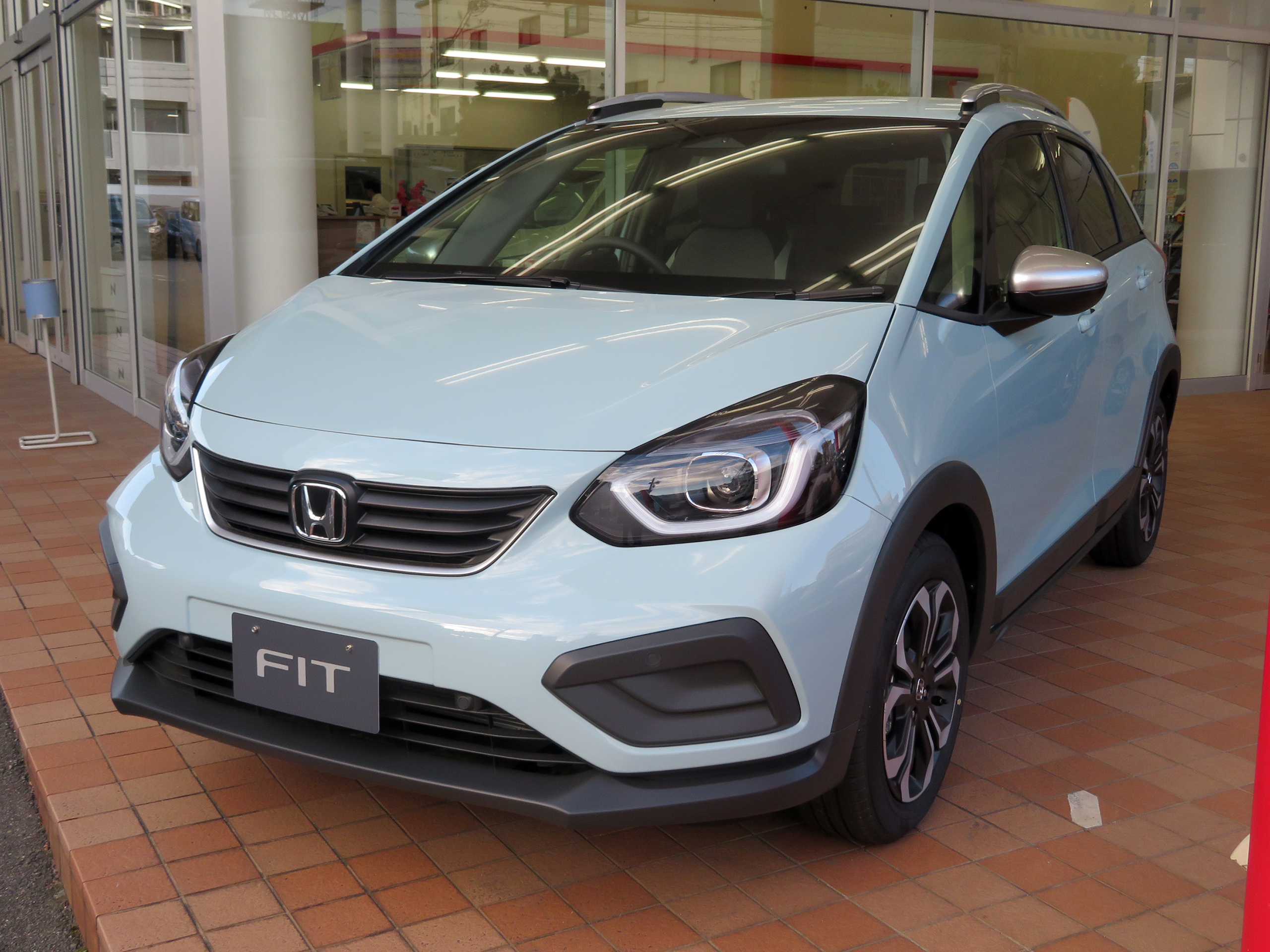
2020年2月販売型 CROSSTAR
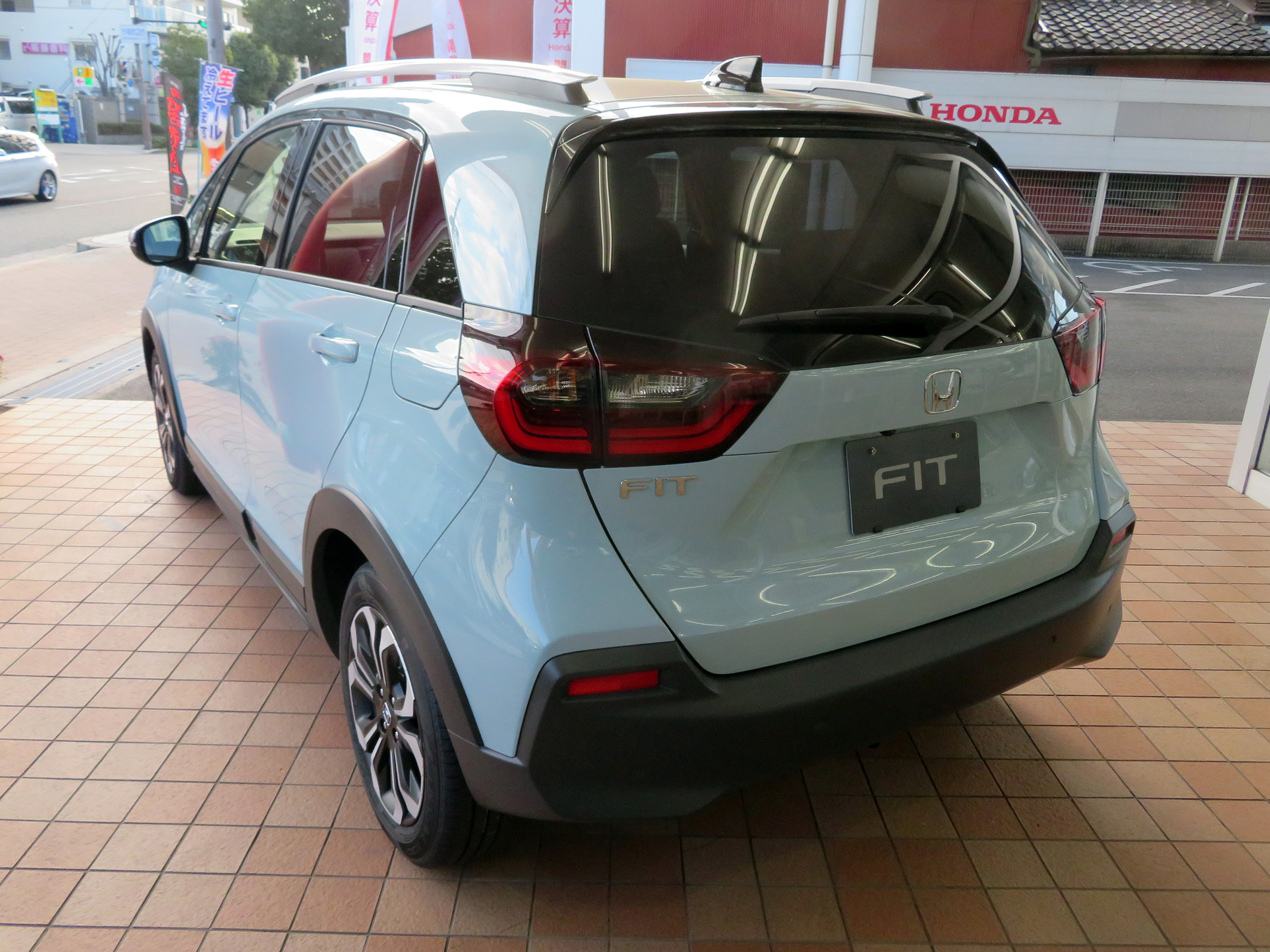
2020年2月販売型 CROSSTAR 後面
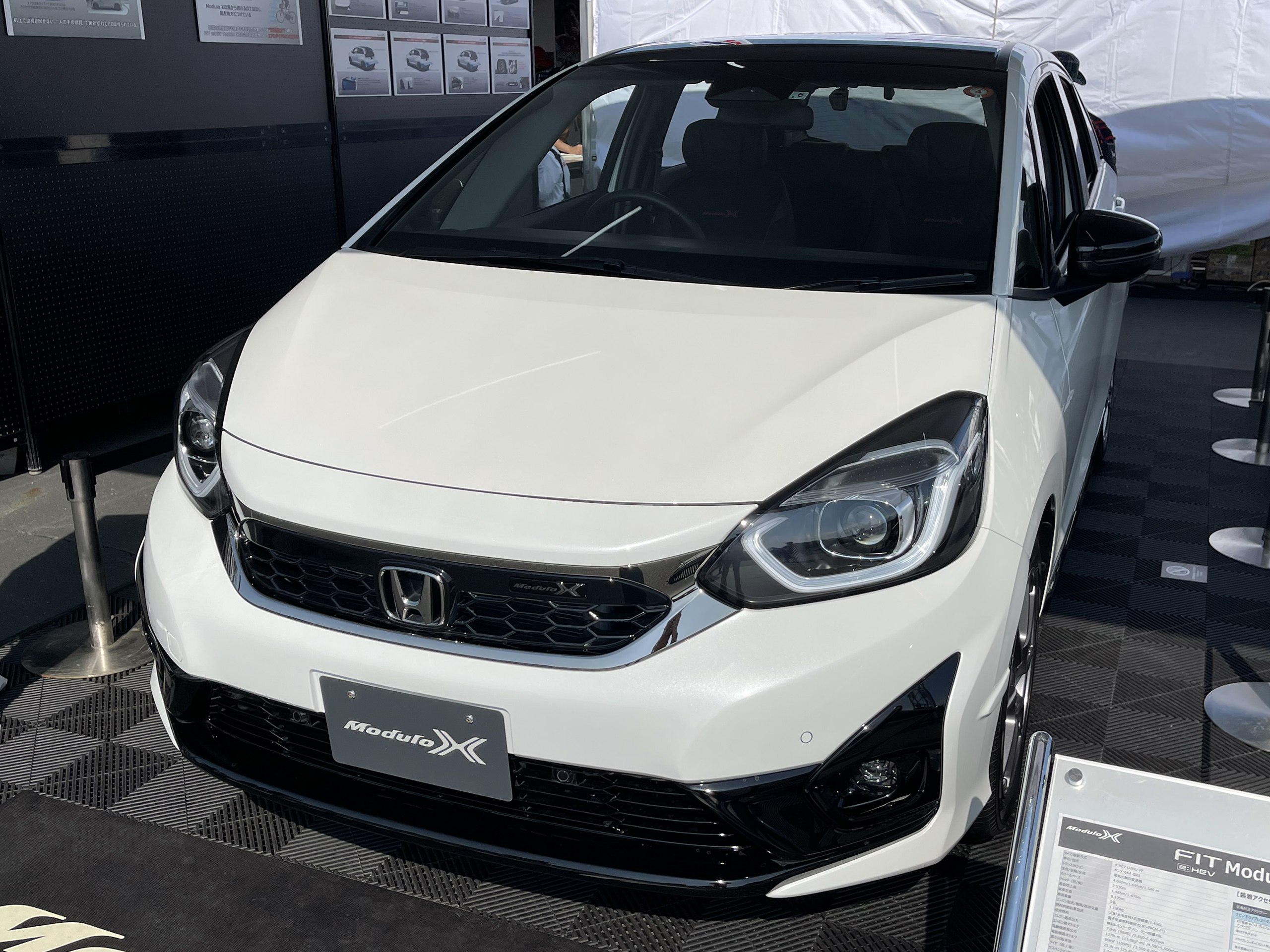
2021年6月改良型 e:HEV Modulo X
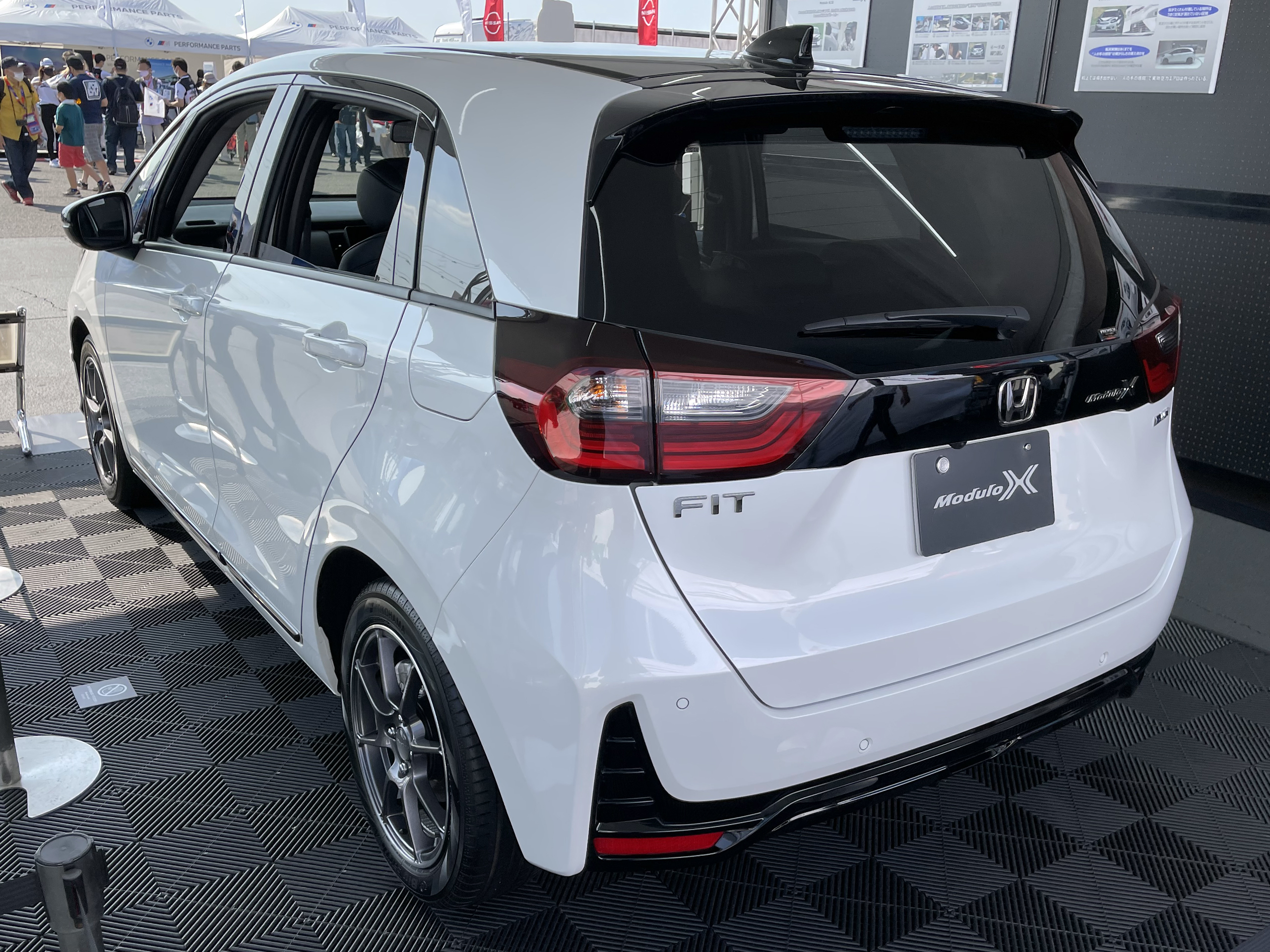
2021年6月改良型 e:HEV Modulo X 後面
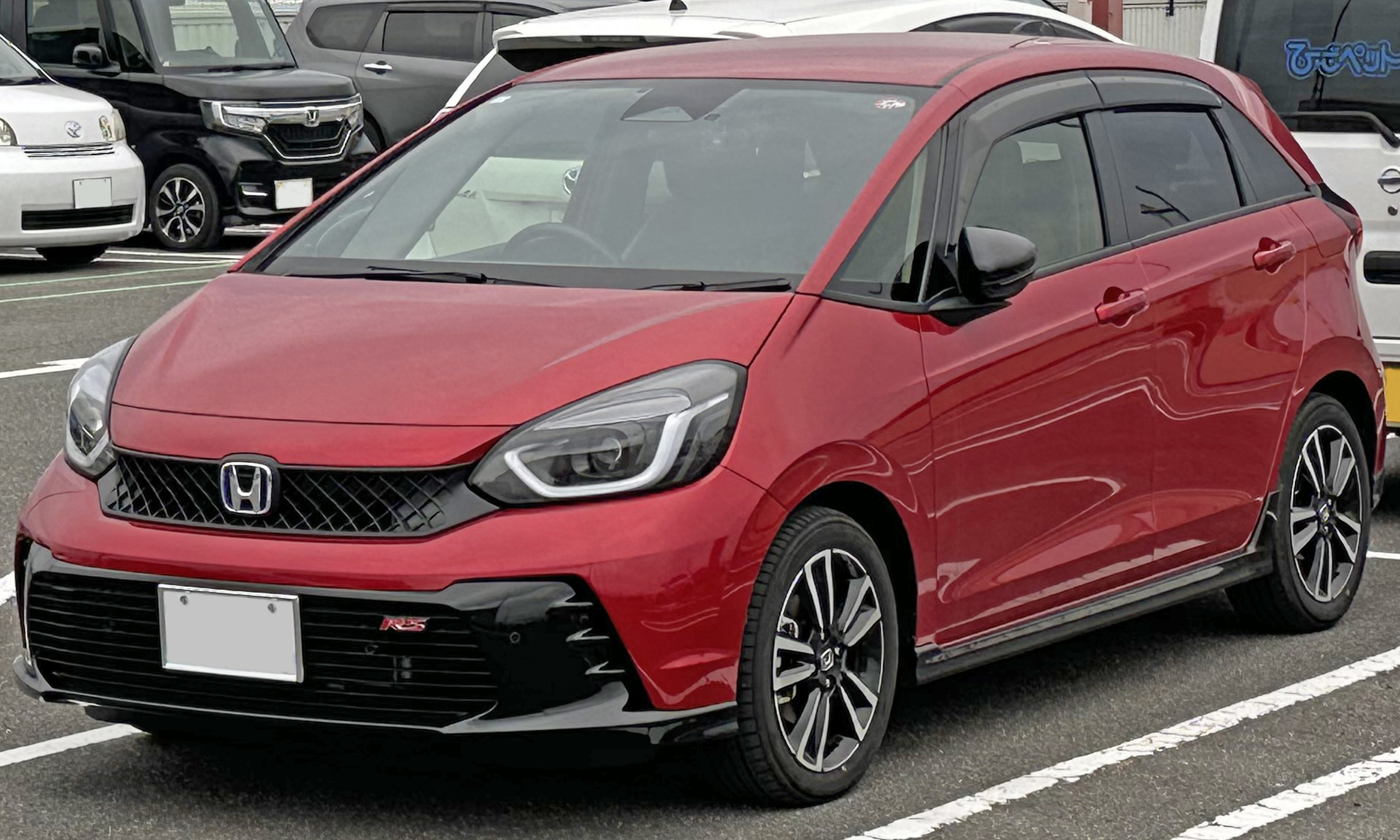
2022年10月改良型 e:HEV RS
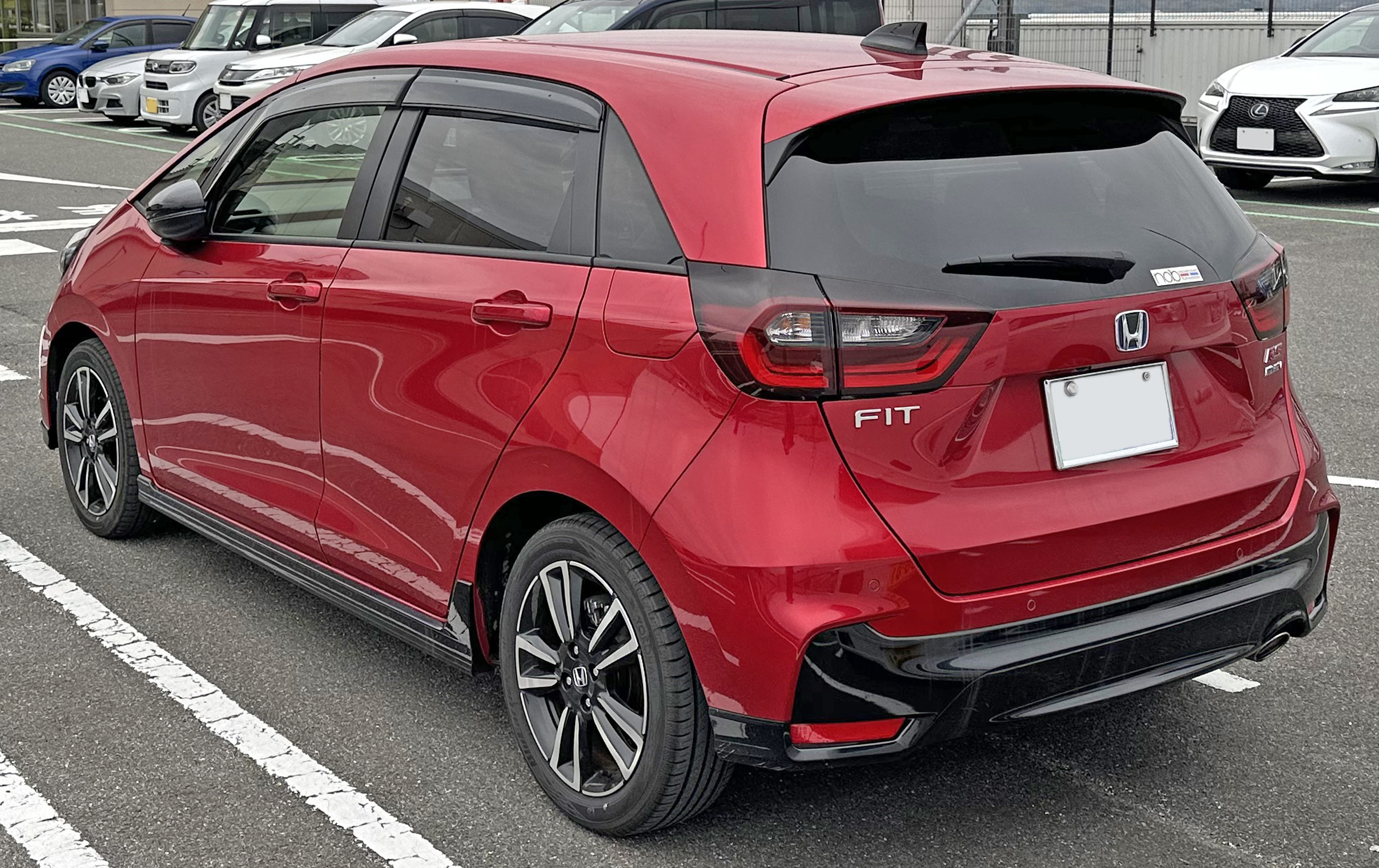
2022年10月改良型 e:HEV RS 後面

## 車名の由来
フィットは「ぴったりの」という意味の英語。なお、フィット発売以前に2代目シティのグレード名やスクーターの3代目ディオのバリエーションモデル名として使用されており、1987年10月に商標登録されていた（商標登録番号：第1991947号）。
車名の文字は初代のみ小文字の「Fit」であったが、2代目以降は大文字の「FIT」に変更された。なお初代の車体後部に取り付けた「Fit」ロゴの「i」の上の点部は1.3Lモデルが赤、1.5Lモデルが青と分けて使用された。
日本国外では北米、南米、中国大陸、台湾で日本と同じ「フィット」の名称が使われているが、それ以外の欧州、東南アジア、オセアニア、中東、アフリカ、香港などでは「ジャズ（Jazz）」の名称で販売されている。
当初は「フィッタ（Fitta）」という名称が予定されていたが、発売直前になってフィットと変更になったという。フィッタの車名でパンフレットが印刷され、CMも完成しており、営業所向けの販売マニュアルやホンダによるフィッタの商標登録も確認されている。車名の変更の原因は、フィッタがスウェーデン語で女性器を意味する言葉だったことが、スウェーデンホンダからの指摘により判明したため、といわれる。これについてホンダ広報部は、『新潮45』の取材に対して、この噂が流れていること自体は認めつつも、噂の内容が事実であるかどうかについては、「そのような事実があったとも、なかったとも言えません」と回答した。

## モータースポーツ
ジムカーナやダートトライアル、ナンバー付き車両でのレースをはじめ、日本・海外での各カテゴリーのモータースポーツに参戦している。

### FIT 1.5チャレンジカップ

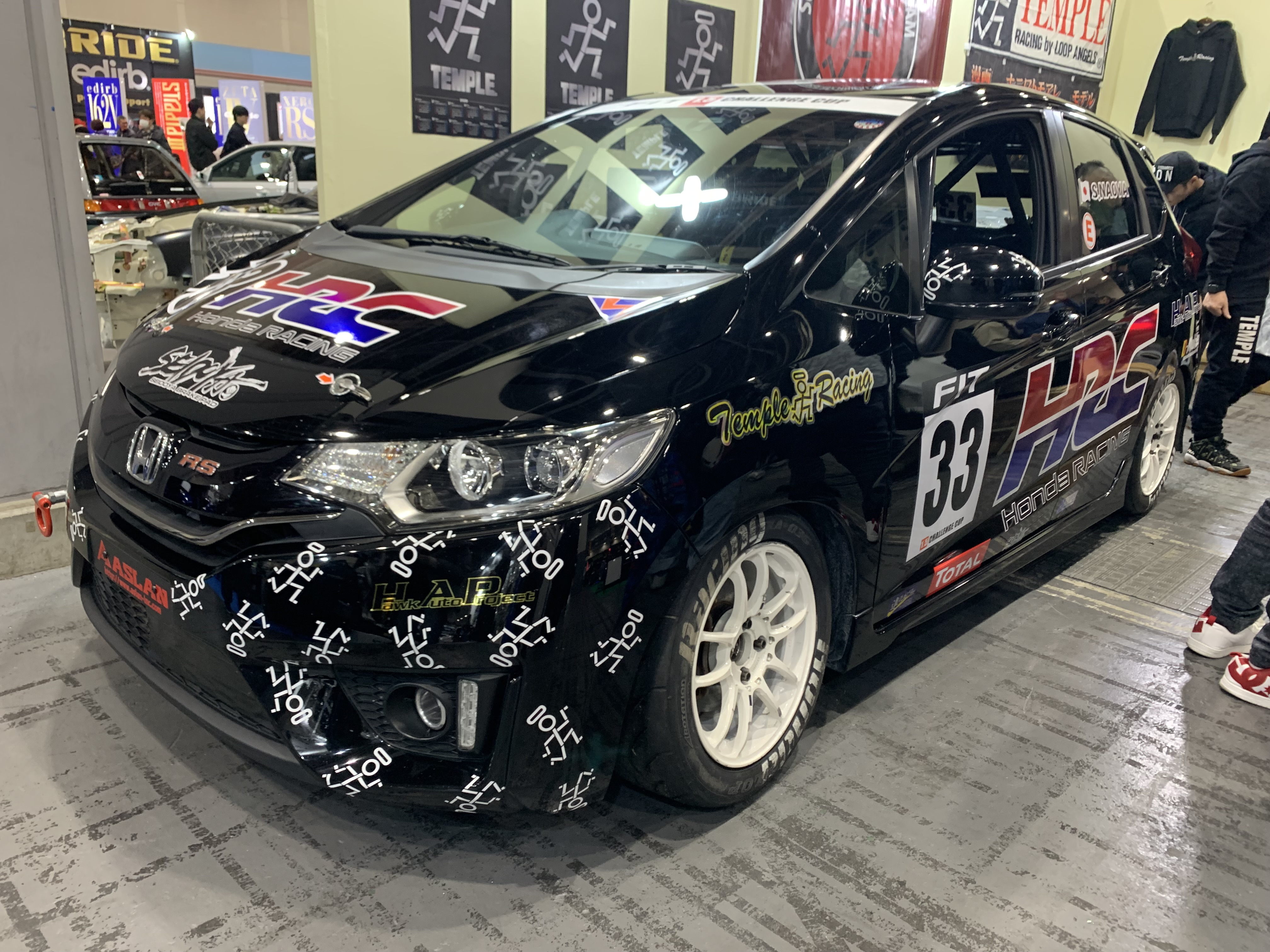
フィット1.5チャレンジカップ参戦車両の例
(HAP@TEMPLE.CF×ASLAN 制動屋 GK5)

N1規定車両のフィットによるワンメイクレース。
2012年、ツインリンクもてぎにて『もてぎ1.5チャレンジカップ』が開催される。開催当初はフィット以外にも排気量1.5リッター以下の車両なら参戦可能であった。2014年にはツインリンクもてぎ以外にもスポーツランドSUGOでの開催が追加された。同年、鈴鹿サーキットにて初めてフィットによるワンメイクレース「FIT 1.5チャレンジカップ」の開催が始まる。
現在は、全シリーズがフィットのワンメイクレースとなっており、初代フィットから現行型フィットまで参戦が可能。
東日本は「JAF 地方選手権 もてぎ・菅生ツーリングカー選手権 　FIT 1.5チャレンジカップ」、西日本は「JAF 地方選手権　鈴鹿・岡山ツーリングカー選手権　FIT 1.5チャレンジカップ」として開催されている。

### スーパー耐久
当時、トヨタ・ヴィッツの独壇場てあったST-5クラスに、バース・レーシング・プロジェクトが2011年にGE8型のホンダ・フィアットRSを使用して初参戦して、クラス3位を獲得した。
翌年、2012年も同じくバース同じ車両を用いてクラス2位を獲得した。
2013年からはバースはテストとして2台体制で参戦し、主力車両であった19号車がクラス優勝した。
2014年にはバースレーシングが本格的に二台体制に移行してそれぞれ、69号車の新型GK5型フィットがクラス優勝、19号車はクラス5位を獲得した。また、ホンダカーズ野崎も参戦していた。
2015年には、引き続き二台体制のバースレーシングやホンダカーズ野崎などがフィットを用いて参戦して、計4台のフィットがST-5クラスに参戦した。
2016年にはチームブリッドなどの新規参戦がありST-5クラスに合計6台のフィットが参戦した。
2017年はバースレーシングの撤退などにより5台に減少した。
2018年も前年に二台体制であったホンダカーズ浜松南が撤退したことにより、4台に減少した。
2019年には少しずつ増えていき5台に回復した。
しかし、2020年には昨年2台体制で参戦していたチームが1台体制に規模を縮小したこともあり4台に減少した。
2021年にはそのチームが完全に撤退したため参戦台数は3台に減少した。
2022年はチームブリッドが車両をトヨタ・ヤリスに変更したため参戦台数は2台へ減少した。
2023年は昨年と同じチームがそのまま継続したため2台が参戦していた。なおホンダカーズ東海が第1戦から投入した4代目フィットは特認を取った上で3代目フィットの6MTを搭載した、本来の4代目フィットには存在しない仕様になっている。
2024年から栄建設が新しくフィットで参戦して3台となった。
2025年はチームブリッドが再びフィットに車種を変更して、アンドリカールも新しく参戦したため2025年は5台が参戦している。。

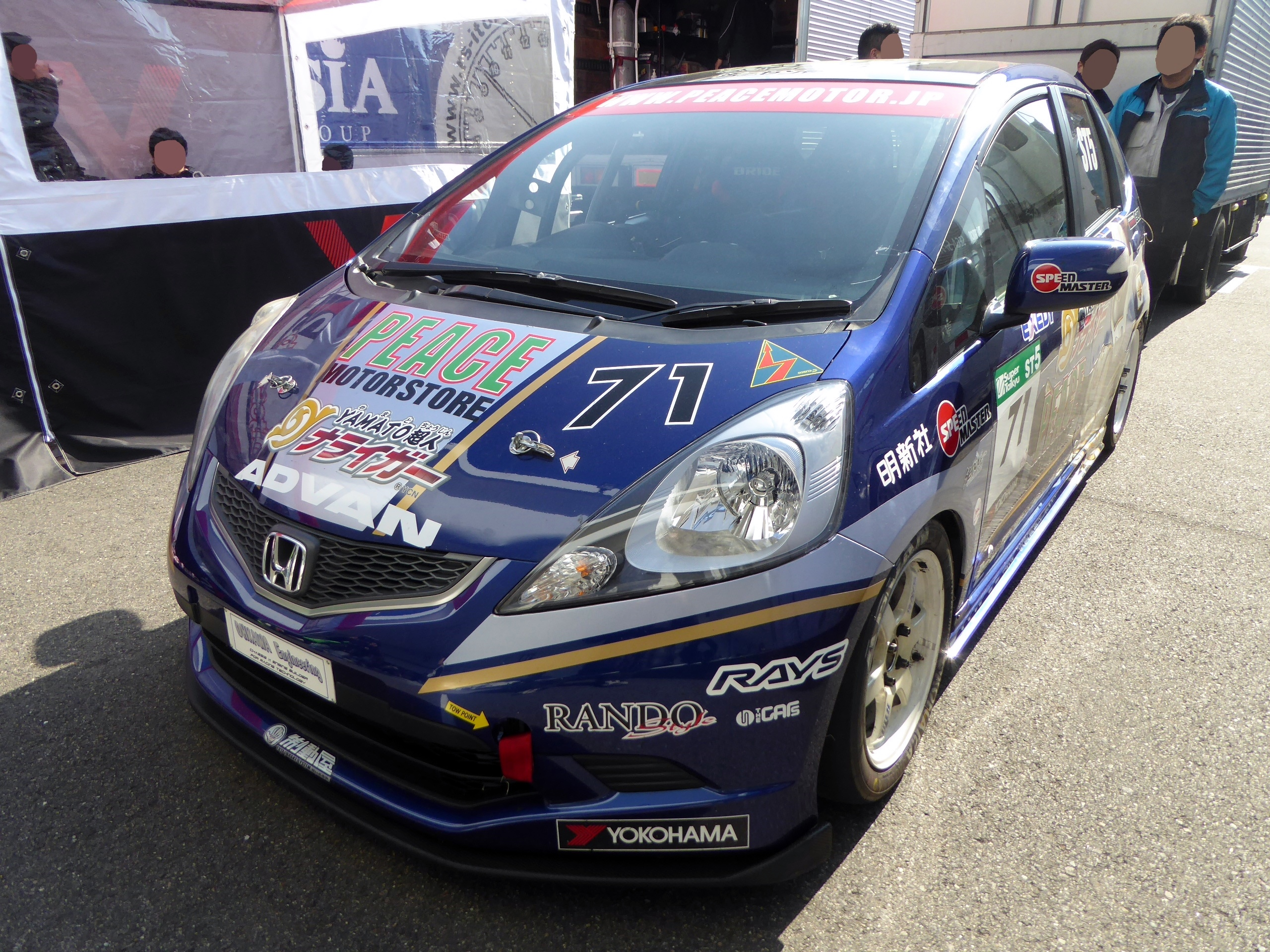
ピースMS 制動屋 SPM 大川ENG フィットRS
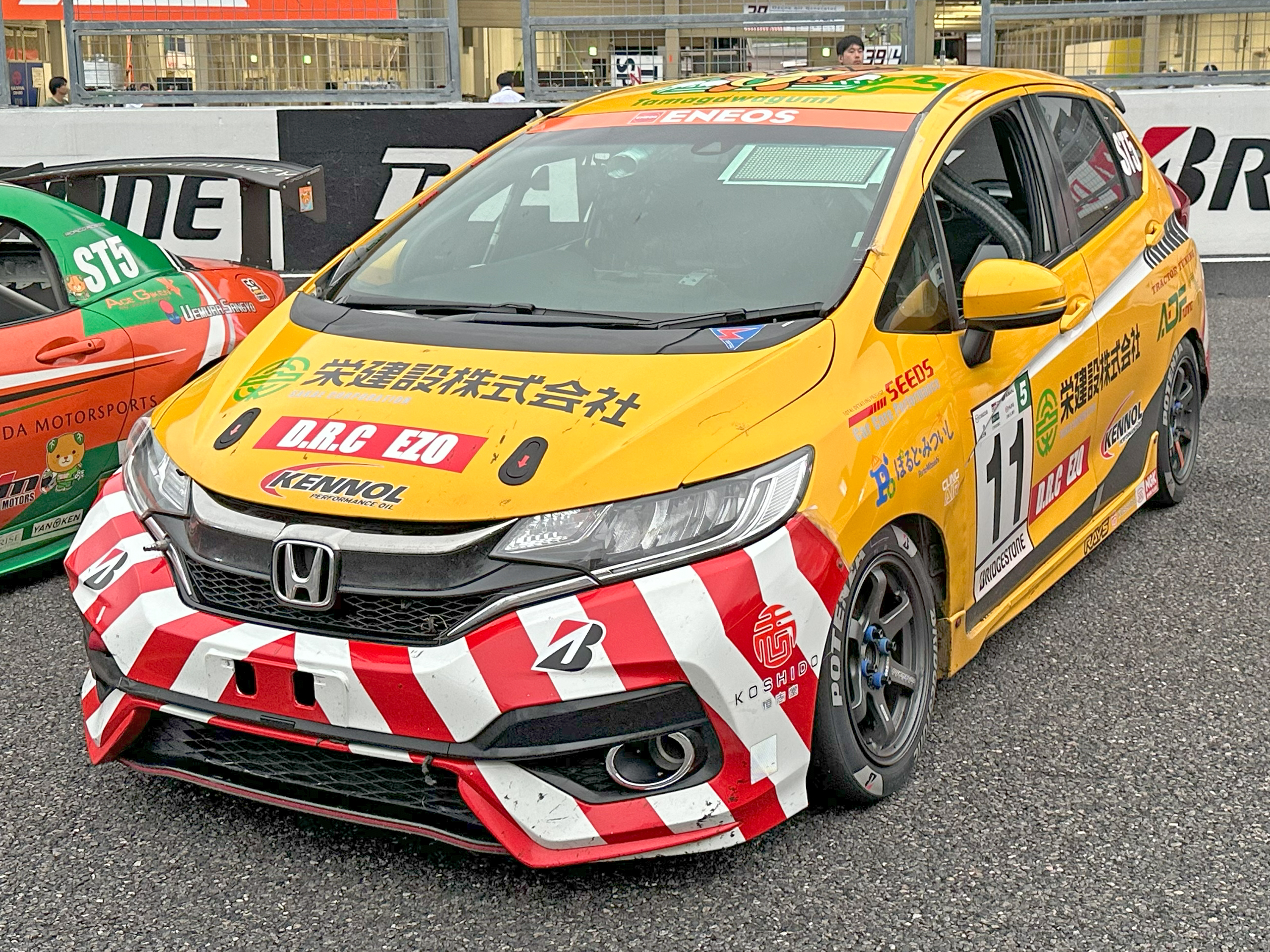
スーパー耐久2024年参戦車両 道路維持作業用自動車の塗装に似せた、通称「公団ちゃん」
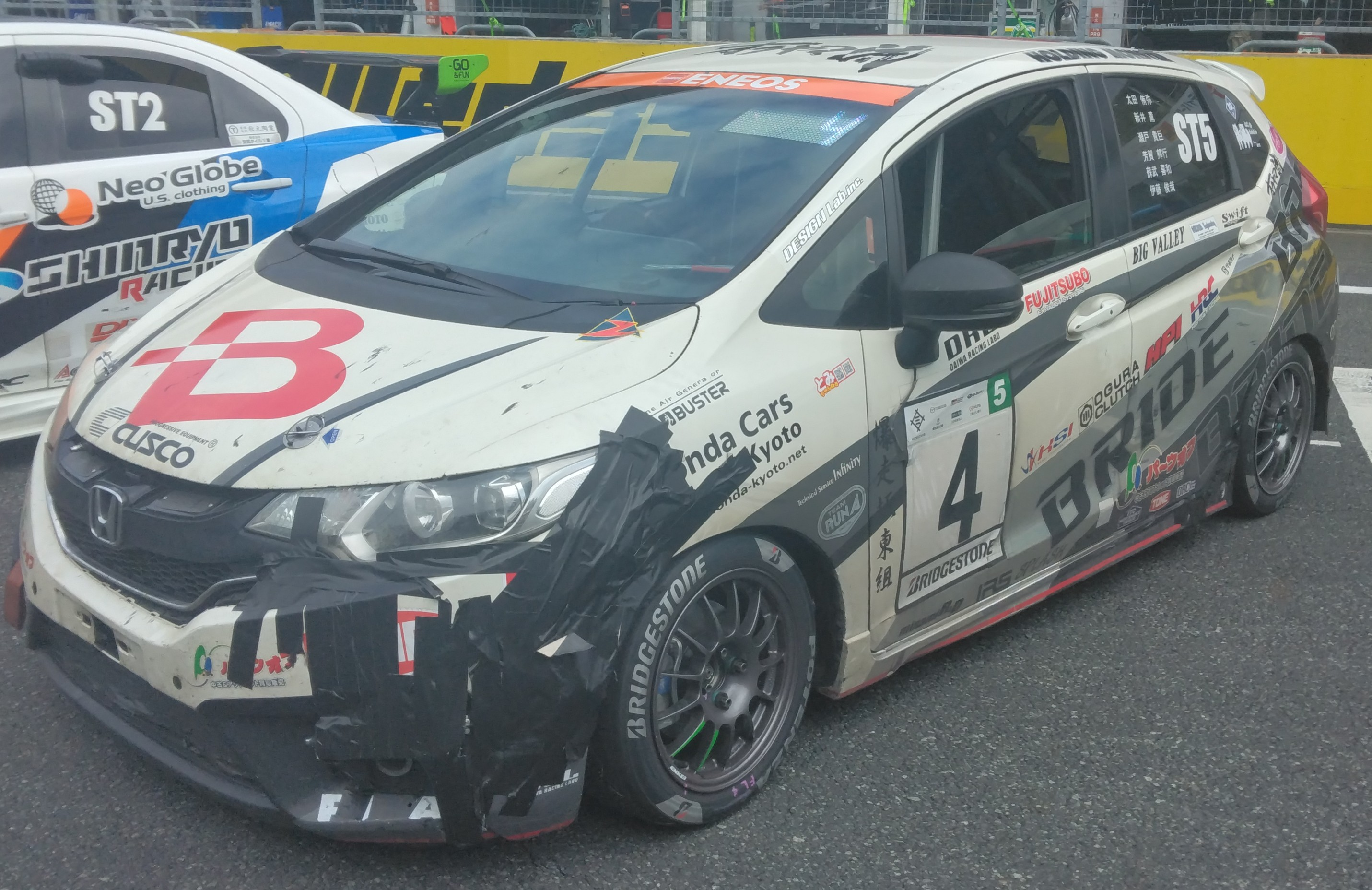
2025年富士24時間レース完走後のBRIDEフィット。レースの損傷がそのまま残っている。